# Liste von Glocken im Landkreis Weimarer Land und in Weimar

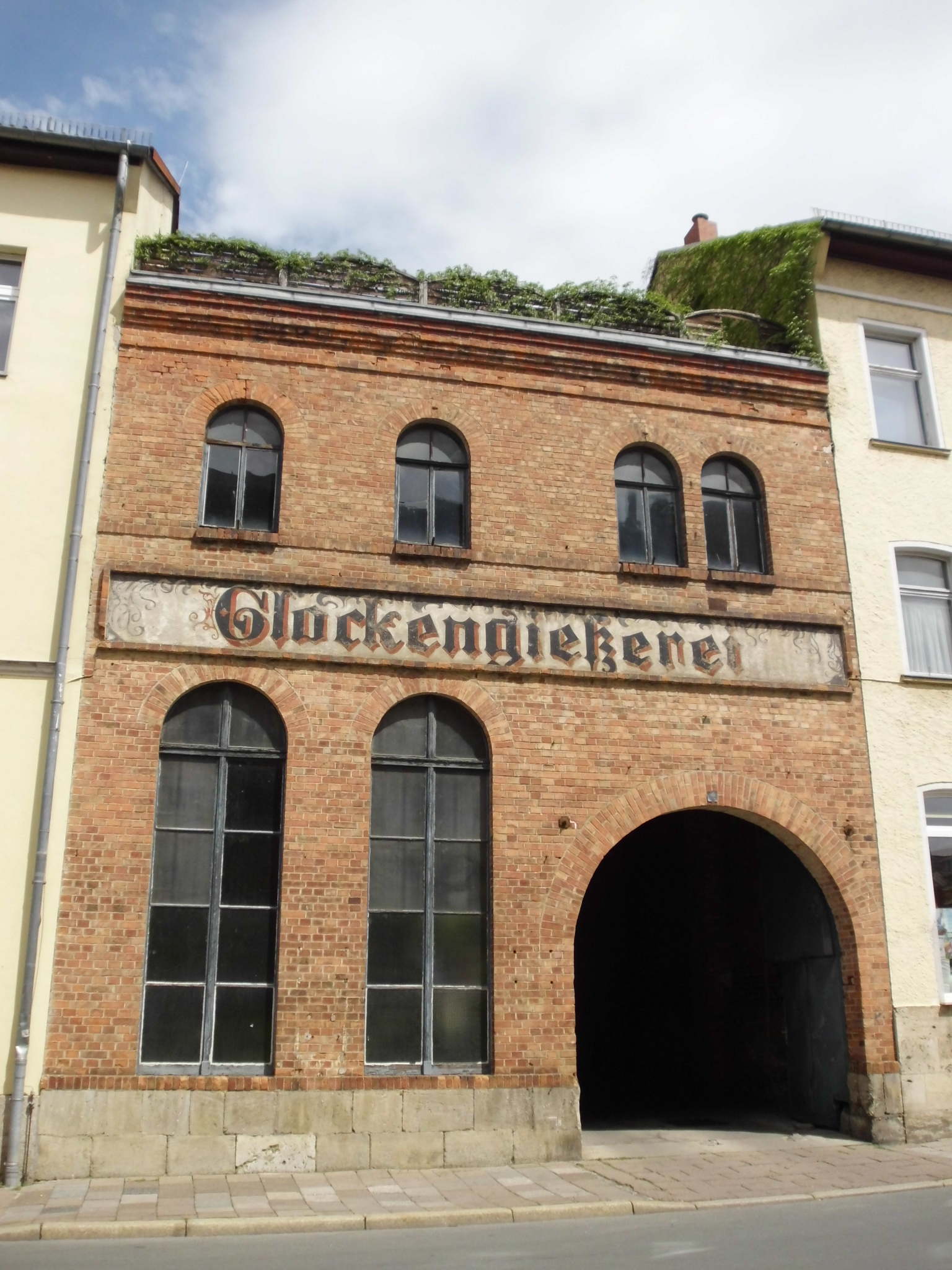
Ehemalige Glockengießerei Schilling in Apolda

Die Liste von Glocken im Kreis Weimarer Land und in der Stadt Weimar umfasst die erhaltenen historischen weltlichen und kirchlichen Glocken sowie deren Neu- und Ersatzgüsse. Alle historischen Instrumente sind erfasst, sowie die Neugüsse nach dem Ersten und Zweiten Weltkrieg, um die Glockenfamilie in ihrer Gesamtheit und Vielfalt darzustellen.
Besonderer Bezug wird dabei auf die Glockengusstradition der Stadt Apolda mit ihren Glockengießerdynastien Rose, Ulrich und Schilling genommen.
 Darüber hinaus sind aktuelle Glockengussvorgänge regionaler Glocken, die Auffindung eines historischen Glockenofens in Weimar sowie die besondere Glocken-Gussweise der Grabplatten auf der Grabstätte der Glockengießer-Familie Schilling dokumentarisch ergänzt.

## Legende
- Ort: Name des Ortes, wo sich die Glocke befindet
- Gebäude: Gebäude in oder an dem sich die Glocke befindet
- Foto: Ein Bild, das die Glocke darstellt.
- Gießer / Gießort: Person oder Unternehmen und Ort, wo die Glocke gegossen wurde
- Gussart: Material, aus dem die Glocke gegossen wurde
- Jahr: Angabe des Jahres, in dem die Glocke gegossen wurde
- Ø: Glockendurchmesser in Millimeter
- Gewicht: Gewicht der Glocke in Kilogramm
- Nominal: Schlagton der Glocke
- Glockenzier und Inschriften: Beschreibung der Friese sowie Angaben der Inschriften [Glockeninschriften haben ihre eigene Rechtschreibung bzw. verweisen durch fehlende Buchstaben auf Geldeinsparung oder Gusseigenheiten]
- Glockengeschichte: Angabe, welche Vorgängerglocken existierten und wo sich die hängende Glocke während ihres Daseins befand

## Übersicht der Glocken
| Ort                          | Gebäude                                                                       | Foto                   | Gießer/ Gießort | Gussart                                          | Jahr                 | Ø                                                               | Gewicht in kg                                          | Nominal | Glockenzier und Inschriften | Glockengeschichte |
| ---------------------------- | ----------------------------------------------------------------------------- | ---------------------- | --- | ------------------------------------------------ | -------------------- | --------------------------------------------------------------- | ------------------------------------------------------ | --- | --- | --- |
| Altdörnfeld                  | Dorfkirche Altdörnfeld                                                        |                        | Franz Schilling als C.F.Ulrich (Apolda)                                                                                          | Bronze                                           | 1887                 | 800                                                             | 325 oder 309                                           | h1 oder c2 | Schulter Fries aus Blättern, Früchten und Rankenvoluten zwischen zwei flachen Reifen Flanke /EHRE SEI GOTT IN DER HOEHE/ Wolm /GUSS VON C.F. ULRICH IN APOLDA 1887./ | |
| Altdörnfeld                  | Dorfkirche Altdörnfeld                                                        |                        | Schilling & Lattermann (Apolda-Morgenröthe)                                                                                      | Eisen                                            | 1955                 | 810                                                             | 246                                                    | es2 | Schulter DAS REICH GOTTES STEHT NICHT IN WORTEN//SONDERN IN KRAFT/ (1. Kor. 3.20) Schulter (andere Seite) Gießerzeichen /1955/ Flanke Kreuzzeichen | 1633 Bronzeglocke von Melchior Möring[k] (Erfurt) |
| Apolda                       | Autohaus Erfurter Straße                                                      |                        | Plastikatelier Zöllner (Weimar)                                                                                                  | Polyur- ethan- schaum und Verguss- masse         | 1999                 | 3210                                                            |                                                        | c0 | Krone Löwen auf ♛ Schulter umlaufender stehender Engelfries zwischen Bildreliefs vier Inschriften umlaufend gestaltet (jede Textzeile zwischen zwei Reifen) Relief des Hl. Gereon/☆ IM ☆ JAHRE ☆ 1922 ☆ NACH ☆ CHRISTI ☆ GEBURT ☆ ☆//☆ 600 JAHRE ☆ NACH ☆ DER ☆ DOMWEIHE ☆ UNTER ☆ DER//☆ REGIERUNG ☆ DES ☆ PAPSTES ☆ PIUS ☆ IX ☆ DES ☆ ERZ=//=BISCHOFS ☆ KARL ☆ IOSEPH ☆ KARDINAL ☆ SCHULTE ☆ ♰ ✿ ♰ ✿ ♰ ✿ ♰/ Relief des Petrus/☆ UNTER ☆ DER ☆ AMTSFÜHRUNG ☆ DES ☆ DOMPROPS=//=TES ☆ ARNOLD ☆ MIDDENDORF ☆ ☆ DES ☆ DOMDECHAN=//=TEN UND WEIHBISCHOFS PETRUS LAUSBERGERG ☆//☆ DER ☆ DOMKAPITULARE ☆ WINAND ☆ BLANK ····· ♰ ✿ ♰ ✿ ♰ Relief der Hl. Ursula/:ARNOLD ☆ STEFFENS ☆ ☆ IOSEPH ☆ ROMUNDE ☆ ☆ karl://:cohen/ ☆☆ IOSEPH ☆ VOGT ☆☆ ADOLF ☆ OTT ☆☆ FRIEDRICH//:GRAF ☆ SPEE ☆☆ OTTO ☆ PASCHEN ☆☆ CHRISTIAN ·····//: BERRENRATH ◊ ◊ IOSEPH ◊ STOFFELS ◊ v WURDE ♰ ✿ ♰ ✿ ♰/ Relief des Christus/☆ ICH ☆ ZU ☆ APOLDA ☆ VOM ☆ MEISTER ☆ HEINR ☆ ULRICH ☆//☆ GEGOSSEN ☆ ☆ DIE ☆ MITTEL ☆ GABEN ☆ DAS ☆ DEUT=//=SCHE ☆ REICH ☆ ☆ DER ☆ PREUSSISCHE ☆ STAAT ☆ UND ☆//☆ VATERLÄNDISCH ☆ GESINNTE ☆ BÜRGER ☆ KÖLNS [Weizengarbe ✿ Weizengarbe ✿ Weizengarbe]/ umlaufender großer Kugelfries zwischen je zwei runden Reifen Flanke/☆ ST ☆ URSULA ☆//☆ BITT ☆ FÜR ☆ UNS ☆//☆ ♛ ☆ M ☆ ♛ ☆//☆ C ☆ ♛ ☆ B ☆//☆ ST ☆ GENEON ☆//☆ BITT ☆ FÜR ☆ UNS ☆//☆ ♛ ☆ M ☆ ♛☆//☆ C ☆ ♛ ☆ B ☆//☆ ☆ O ☆ KÖNIG ☆ DER HERRLICHKEIT ☆ ☆//☆ KOMM ☆ CHRISTUS ☆ MIT ☆ FRIEDEN ☆☆//☆ ST ☆ PETER ☆ BIN ☆ ICH ☆ GENANNT ☆ : ☆//☆ : SCHÜTZE ☆ DAS ☆ DEUTSCHE ☆ LAND : ☆//☆ GEBOREN ☆ AUS ☆ DEUTSCHEM ☆ LEID ☆ ☆//♰ ☆ ♰ ☆ RUF ☆ ICH ☆ ZUR ☆ EINIGKEIT! ♰ ☆ ♰ ☆/ Relief mit 3 Wappen | Replik des 1923 von Heinrich Ulrich für den Dom in Köln gegossenen „Dicken Pitter“ zum 1. Apoldaer Weltglockengeläut angefertigt |
| Apolda                       | Carolinenheim                                                                 |                        | Franz Schilling Söhne (Apolda) Nr. 4496                                                                                          | Bronze Glocken- bronze aus Groß- lohma verwendet | 1955                 | 440                                                             | 56                                                     | h2 | Schulter/Dona nobis pacem ♰//A.D. MCMLV/ Flanke ♰ Wolm Gießerzeichen in Vignettenform | 1908 Franz Schilling (Apolda); Verlust im Ersten Weltkrieg (eingeschmolzen); 1920 Franz Schilling Söhne(Apolda); 1942 eingeschmolzen |
| Apolda                       | Evangelische Grundschule                                                      |                        | Peter Glasbrenner (Schwäbisch Hall)                                                                                              | Bronze                                           | 2017                 | 195                                                             | 9                                                      | ais3 | Flanke Juni 2017 Wolm Evangelische Grundschule Apolda | Guss zum Thüringentag 2017 vor der Lutherkirche in Apolda |
| Apolda                       | Friedensdenkmal                                                               |                        | Marcus Rosenberger (Schleiz) | Bronze                                           | 1504                 | 720                                                             | 180                                                    | dis2 (?) | Schulter (Minuskeln)/✠ m ✠ ccccc ✠ iiii ✠ iges ✠ maria ✠ Ann o ✠ s ✠ io hun s/doppelter Rundbogenfries mit Lilien | Elf-Uhr-Glocke aus Saalfeld; seit 1987 befindet sich diese Glocke in der Mitte des Friedensdenkmals |
| Apolda                       | Friedhof                                                                      |                        | unbezeichnet; (evtl. Schilling)                                                                                                  | Bronze                                           |                      | 290                                                             |                                                        | d3 | Wolm drei runde Reifen | Signalglocke |
| Apolda                       | Glockenhof- center                                                            |                        | Karlsruher Glocken- und Kunstgießerei GmbH & Co. KG (Karlsruhe)/ Gießer: Franz-Peter Schilling                                   | Bronze                                           | 1994                 | 242, 265, 265, 237, 230, 248, 247, 213, 245, 230, 195, 200, 216 | 13,4; 20; 21; 19; 17; 19; 17; 15; 17,5; 17; 10; 13; 16 | d4, dis4, e4,f4, fis4,g4, gis4,a4, ais4, h4, c5, cis5, d5 | 13 Glocken | Wartung Glockengießerei Rudolf Perner (Passau); 3 Glocken von Familie Schilling gestiftet |
| Apolda                       | GlockenStadtMuseum Eingang                                                    |                        | unbezeichnet | Bronze                                           | Ende 19. Jh.         | 210                                                             |                                                        | c4 | Schulter zwei runde Reifen – filigraner hängender bogenförmiger Astwerkfries mit im Wechsel kleinen Kreuzen und stilisierten Blättern an den Astenden Wolm stehender Lilienfries auf Reifen Schlag Schäden | 1979 bei Antiquitätenhändler in Weimar erworben |
| Apolda                       | GlockenStadtMuseum Glockenspiel                                               |                        | Franz – Peter Schilling (Waren an der Müritz)                                                                                    | Kupfer/ Mangan                                   | 1989                 | 210, 205, 195, 185, 180, 180, 175, 165                          |                                                        | d5, es5/dis5, f5,g5, as5/gis5, a5, b5/ais5, c6 | 8 Glocken | Teil des großen Glockenspiels, das für den Glockenturm auf dem Schlossberg zum 700jährigen Stadtjubiläum geplant war; Spieltisch mit 41 Tasten im Keller |
| Apolda                       | GlockenStadtMuseum Glockenbrunnen                                             |                        | Franz – Peter Schilling (Waren an der Müritz)                                                                                    | Kupfer/ Mangan                                   | ca. 1989             | 300 280                                                         |                                                        | b3 d4 | 2 Glocken | 2017 eingeweiht; Glocken von Margarethe Schilling gestiftet |
| Apolda                       | Grabstätte der Glockengießer-Familie Schilling                                |                        | | Bronze                                           |                      |                                                                 |                                                        | | | Platten wurden aus Glockenbronze gegossen und symbolisieren auf diese Weise, den Glockenguss auf eine neue, kunstvolle Weise |
| Apolda                       | Knabenschule später Gewerbliche Berufsschule heute im GlockenStadtMuseum      |                        | Gebrüder Ulrich/ Gießer: Heinrich Ulrich (Apolda)                                                                                | Bronze; Kalotte                                  | 1883                 | 535 380                                                         |                                                        | h2 e3 | /Guss v. Heinr. Ulrich 1883/ /Guss v. Heinr. Ulrich 1883/ | 1972 Abriss der Schule |
| Apolda                       | Landesgartenschau Apolda 2017                                                 |                        | Eifeler Glockengießerei Mark (Brockscheid)                                                                                       | Bronze                                           | 1840                 |                                                                 |                                                        | | Flanke /Betende Hände (Dürer)/ Flanke (andere Seite) /EIFELER/GLOCKENGIESSEREI/H.A.MARK/54552 BROCKSCHEID/GEGR.(Glocke)1840/ | |
| Apolda                       | Lutherkirche                                                                  |                        | Franz Schilling Söhne (Apolda) Nr. 6242                                                                                          | Bronze                                           | 1950                 | 1459                                                            | 2100 oder 1985                                         | cis1 oder des1 | Schulter /♰ O REX GLORIE//CHRISTE/ Schulter (andere Seite) /VENI//CUM//PACE/ Flanke Taube über dem Wasser als Ritzzeichen und Gießerzeichen Wolm /wachet, stehet im glauben seid männlich und seid stark/ | 1722 Bronzeglocke Johann Christoph Rose (Apolda); 23.4.1913 zersprungen; 1913 Bronzeglocke Franz Schilling Söhne (Apolda); 6.2.1942 Abnahme und Einschmelzen |
| Apolda                       | Lutherkirche                                                                  |                        | Johann Christoph Rose (Apolda)                                                                                                   | Bronze                                           | 1722                 | 1223                                                            | 1180                                                   | e1 | „Wintzersche Vermächtnisglocke“; Schulter Fries aus dichten Blättern und Ranken; zwischen zwei runden Wülsten /Zu dieser Glocke hat Herr Johann Niclaus Wintzer seel. sein Vermögen durch Testament vermacht/breiter, dichter Blätterfries; mehrere Engelsköpfe als Reliefdarstellung Wolm ein runder Reifen Schlag zwischen zwei runden Reifen/Durch Gottes Hülfe gos mich Johann Christoph Rose in Apolda. Anno 1722/ | 26. Juli 1723 durch Großherzog verfügt: „dass die Wintzersche Glocke zu anderen auf das Schloß gebracht werde…“; 1942 nach Ilsenburg abgeliefert (11-23-4 B); 1948 Rückkehr (Liste 4.2.1948) |
| Apolda                       | Lutherkirche                                                                  |                        | Carl Friedrich Ulrich (Apolda)                                                                                                   | Bronze                                           | 1870                 | 955                                                             | 560                                                    | gis1 | Schulter zwischen zwei runden Reifen kleiner Roncaillefries; kleiner Blatt- und Bogenfries; an einem runder Reifen hängende Akanthusvoluten Flanke /SOLI DEO GLORIA//ZUR FREUDE ERTÖNE ICH//ZUR ANDACHT RUFE ICH//IN DER NOTH KLAGE ICH/Flanke (andere Seite)/IM JAHRE DES GROSSEN KRIEGES//ZWISCHEN DEUTSCHLAND UND FRANKREICH 1870//WARD ICH GESTIFTET VON GOTTLIEB REUSCHEL HIER//GEGOSSEN VON C. F. ULRICH/ Wolm zwei runde Reifen | |
| Apolda                       | Lutherkirche Glockenspiel                                                     |                        | Franz – Peter Schilling (Waren an der Müritz)                                                                                    | Kupfer/ Mangan                                   | 1989                 | 600, 540, 500, 470, 450, 430, 400                               | 120, 80, 50, 42, 34, 26, 20                            | a2, h2, cis3, dis3, d3; e3, fis3 | 7 Glocken | Teil des großen Glockenspiels für den Glockenturm auf dem Schlossberg zum 700jährigen Stadtjubiläum; stehen verkehrt herum; mit der Hand anzuschlagen; 7.6.2005 erstmals erklungen |
| Apolda                       | Martinskirche                                                                 |                        | Heinrich C(Z)ieg(e)ler (Erfurt)                                                                                                  | Bronze                                           | 1503                 | 945                                                             | 544                                                    | gis1 | Schulter zwischen zwei runden Wülsten /[Schmuckzeichen] anno ♰ dni [od. dm] ♰ m [Schmuckzeichen] ccccc ✠ iii ♰ consolor ♰ viva ♰ fleo ✠ mortva[a auf dem Kopf] ♰ p[p auf dem Kopf]ello nociva/ Wolm zwei runde Stege Schlag zwei runde Stege | 1605 Bronzeglocke Melchior Moering[k] (Erfurt);1748 Bronzeglocke Johann Christoph Rose (Apolda); 1854 Bronzeglocke Carl Friedrich Ulrich (Apolda); Juni 1917 (eingeschmolzen); 1921 Bronzeglocke Franz Schilling Söhne (Apolda) Nr. 7630; 3.2.1942 Herabholen vom Turm und einschmelzen; 1955 aus Zottelstedt Glocke gekauft; 1956 erstmaliges Läuten |
| Apolda                       | Martinskirche                                                                 |                        | Franz Schilling Söhne (Apolda)                                                                                                   | Bronze                                           | 1946                 | 713                                                             | 204                                                    | cis2 | Schulter drei runde Reifen; zwischen zwei und drei /SOLI DEO GLORIA/ Schulter (andere Seite) zwischen eins und zwei/Gießerzeichen/zwischen zwei und drei/AD 1946/ Flanke Kreuzrelief Wolm drei runde Reifen | 1703 Bronzeglocke; 1709 Bronzeglocke Nicolas Jonas Sorber (Erfurt); 1722/24 od. 1730; Bronzeglocke Johann Christoph Rose (Apolda); 1854 Bronzeglocke Carl Friedrich Ulrich (Apolda); 4.2. 1942 Herabholen vom Turm und einschmelzen |
| Apolda                       | Rathaus Foyer                                                                 |                        | Hermann Schmitt (Brockscheit Apolda/ Marktplatz)                                                                                 | Bronze                                           | 2011                 | 740                                                             | 270                                                    | cis3 | Schulter umlaufender runder Reifen Flanke /DEMOKRATIE//IST UNSER MASS//–//KEINE TOLERANZ DER//INTOLERANZ/ Flanke (andere Seite) Relief aus acht stilisierten Menschen/TOLERANZ FÖRDERN//KOMPETENZ STÄRKEN// ICH WURDE AM 17. DEZEMBER 2011 UNTER // GROSSER ANTEILNAHME DER BEVÖLKERUNG//AUF DEM MARKTPLATZ IN APOLDA VON DEN//GLOCKENGIESSERN HERMANN UND CHRISTOPH SCHMITT BROCKSCHEID GEGOSSEN/ Wolm umlaufender Reifen, Gießerzeichen | Guss auf Marktplatz in Apolda |
| Apolda                       | Rathaus Foyer                                                                 |                        | VEB Glockengießerei / Gießer: Franz-Peter Schilling (Apolda)                                                                     | Bronze                                           | 1976                 | 330                                                             |                                                        | e3 | Schulter zwei runde Reifen /1722 1826 1976/ Flanke /GLOCKEN/ /AUS/ /APOLDA/ Wolm /12 ◊ 9 ◊ 1976/ zwei runde Wülste | 1. Werk als freischaffender Künstler; 1999 in Rathausfoyer gehangen |
| Apolda                       | Rathausturm Uhrturm                                                           |                        | Gebrüder Ulrich/ Gießer: Heinrich Ulrich (Apolda)                                                                                | Bronze                                           | 1920                 | 490                                                             |                                                        | fis2 | Schulter ein runder Steg; hängender Fries aus geflochtenen Rankenblättern Wolm /GEGOSSEN VON GEBR. ULRICH APOLDA 1920/ | 1667 Bronzeglocke Johann[es] Berger (Weimar); 1669 nach Fertigstellung des Rathauses in Öffnung in Turmwand gehangen; 1808 Türmer bläst neben den Glocken die Viertelstunden; 1848 Übernahme der Aufgabe des „Viertelstundenblasens“ durch die Glocke; 1917 Verlust (einschmelzen); 1918 vorübergehend Stahlglocke der Niedermühle genutzt |
| Apolda                       | Rathausturm Turmlaterne                                                       |                        | Johann[es] Berger (Weimar) | Bronze                                           | 1673                 | 720                                                             |                                                        | c2 | Flanke /Da goss mich Johann Berger zu Weimar Anno 1673/ | 1667 Bronzeglocke Johann[es] Berger (Weimar); 1669 nach Fertigstellung des Rathauses unter Turmhelm gehangen |
| Apolda                       | Schule am Schötener Grund                                                     |                        | J.[ohann] F.[riedrich] Weule (Bockenem)                                                                                          | Eisen                                            | 1914 1915            | 380                                                             |                                                        | dis3 | Wolm drei runde Reifen | seit 2000 wieder in Betrieb |
| Apolda                       | Schule am Schötener Grund                                                     |                        | J.[ohann] F.[riedrich] Weule (Bockenem)                                                                                          | Eisen                                            | 1914 1915            | 310                                                             |                                                        | a3 | Wolm drei runde Reifen | seit 2000 wieder in Betrieb |
| Apolda                       | Stadtbad                                                                      |                        | unbezeichnet | Bronze                                           | 1924                 | 305                                                             |                                                        | f3 | Schulter zwischen zwei runden Reifen/1924/ Schulter (andere Seite) /25/ Wolm zwei runde Reifen | mit Rostschutzfarbe überstrichen, damit sie im Krieg nicht beschlagnahmt wurde (Begründung: Rost = Eisen = keine Bronze); 1978 Farbe entfernt |
| Apolda                       | Stadthaus hinterm Stadthaus                                                   |                        | Plastikatelier Zöllner (Weimar)                                                                                                  | Polyur- ethan- schaum und Verguss- masse         | 2017                 | 3210                                                            |                                                        | c0 | Krone Löwen auf ♛ Schulter umlaufender stehender Engelfries zwischen Bildreliefs vier Inschriften umlaufend gestaltet (jede Textzeile zwischen zwei Reifen) Relief des Hl. Gereon/☆ IM ☆ JAHRE ☆ 1922 ☆ NACH ☆ CHRISTI ☆ GEBURT ☆ ☆//☆ 600 JAHRE ☆ NACH ☆ DER ☆ DOMWEIHE ☆ UNTER ☆ DER//☆ REGIERUNG ☆ DES ☆ PAPSTES ☆ PIUS ☆ IX ☆ DES ☆ ERZ=//=BISCHOFS ☆ KARL ☆ IOSEPH ☆ KARDINAL ☆ SCHULTE ☆ ♰ ✿ ♰ ✿ ♰ ✿ ♰/ Relief des Petrus/☆ UNTER ☆ DER ☆ AMTSFÜHRUNG ☆ DES ☆ DOMPROPS=//=TES ☆ ARNOLD ☆ MIDDENDORF ☆ ☆ DES ☆ DOMDECHAN=//=TEN UND WEIHBISCHOFS PETRUS LAUSBERGERG ☆//☆ DER ☆ DOMKAPITULARE ☆ WINAND ☆ BLANK ····· ♰ ✿ ♰ ✿ ♰ Relief der Hl. Ursula/:ARNOLD ☆ STEFFENS ☆ ☆ IOSEPH ☆ ROMUNDE ☆ ☆ karl://:cohen/ ☆☆ IOSEPH ☆ VOGT ☆☆ ADOLF ☆ OTT ☆☆ FRIEDRICH//:GRAF ☆ SPEE ☆☆ OTTO ☆ PASCHEN ☆☆ CHRISTIAN ·····//: BERRENRATH ◊ ◊ IOSEPH ◊ STOFFELS ◊ v WURDE ♰ ✿ ♰ ✿ ♰/ Relief des Christus/☆ ICH ☆ ZU ☆ APOLDA ☆ VOM ☆ MEISTER ☆ HEINR ☆ ULRICH ☆//☆ GEGOSSEN ☆ ☆ DIE ☆ MITTEL ☆ GABEN ☆ DAS ☆ DEUT=//=SCHE ☆ REICH ☆ ☆ DER ☆ PREUSSISCHE ☆ STAAT ☆ UND ☆//☆ VATERLÄNDISCH ☆ GESINNTE ☆ BÜRGER ☆ KÖLNS [Weizengarbe ✿ Weizengarbe ✿ Weizengarbe]/ umlaufender großer Kugelfries zwischen je zwei runden Reifen Flanke/☆ ST ☆ URSULA ☆//☆ BITT ☆ FÜR ☆ UNS ☆//☆ ♛ ☆ M ☆ ♛ ☆//☆ C ☆ ♛ ☆ B ☆//☆ ST ☆ GENEON ☆//☆ BITT ☆ FÜR ☆ UNS ☆//☆ ♛ ☆ M ☆ ♛☆//☆ C ☆ ♛ ☆ B ☆//☆ ☆ O ☆ KÖNIG ☆ DER HERRLICHKEIT ☆ ☆//☆ KOMM ☆ CHRISTUS ☆ MIT ☆ FRIEDEN ☆☆//☆ ST ☆ PETER ☆ BIN ☆ ICH ☆ GENANNT ☆ : ☆//☆ : SCHÜTZE ☆ DAS ☆ DEUTSCHE ☆ LAND : ☆//☆ GEBOREN ☆ AUS ☆ DEUTSCHEM ☆ LEID ☆ ☆//♰ ☆ ♰ ☆ RUF ☆ ICH ☆ ZUR ☆ EINIGKEIT! ♰ ☆ ♰ ☆/ Relief mit 3 Wappen | Replik des 1923 von Heinrich Ulrich für den Dom in Köln gegossenen „Dicken Pitter“ / 2017 für Landesgartenschau beauftragt/ 2018 umgesetzt und aufgearbeitet |
| Apolda                       | Stadthaus Glockenspiel                                                        |                        | Franz – Peter Schilling (Waren-Müritz)                                                                                           | Kupfer/ Mangan                                   | 1989                 |                                                                 |                                                        | f3, g3; a3;ais3; h3; c4; cis4;d4; dis4; e4; f4; fis4; g4; gis4, a4; ais4, h4, c5                                                                                           | 18 Glocken | 1999 Glocken des mittleren Tonbereicsh der für den Glockenturm auf dem Schlossberg zum 700jährigen Stadtjubiläum gegossenen 41 Glocken; durch Rudolf Perner (Passau) montiert; Weihe zum 1. Weltglockengeläut |
| Apolda                       | St. Bonifatius                                                                |                        | A. Bachert Glockengießerei GmbH (Karlsruhe)                                                                                      | Bronze                                           | 2005                 | 1140                                                            | 800                                                    | fis1 | Flanke Relief des Hl. Bonifatius Wolm zwischen zwei umlaufenden gekehlten Reifen /HL. BONIFATIUS ♰ APOSTEL DEUTSCHLANDS ♰ BITTE FÜR UNS/ Wolm (andere Seite) über den umlaufenden gekehlten Reifen GIEßERZEICHEN /ST. BONIFATIUS ♰ APOLDA ♰ 2005/ | 1897 Bronzeglocke Gebrüder Ulrich (Apolda); 14.08.1917 Abnahme und Einschmelzen; 1919 Bronzeglocke Gebrüder Ulrich/ Gießer: Heinrich Ulrich (Apolda); 07.09.1919 Weihe; 11.02.1942 durch die geöffnete Decke Herablassen in den Kirchenraum (einschmelzen) |
| Apolda                       | St. Bonifatius                                                                |                        | Franz Schilling Söhne (Apolda)                                                                                                   | Bronze                                           | 1919                 | 920                                                             | 490                                                    | a1 | Schulter hängender Akanthusfries an einem runden Reifen Flanke /Ave Maria gratia plena/ Wolm zwischen zwei runden Reifen /Gestiftet von Carl und Hermann Eberhardt Apolda 1919/ | 1897 Bronzeglocke Gebr. Ulrich/ Gießer: Heinrich Ulrich (Apolda); Verbleib unklar |
| Apolda                       | St. Bonifatius                                                                |                        | A. Bachert Glockengießerei GmbH (Karlsruhe)                                                                                      | Bronze                                           | 2005                 | 845                                                             | 340                                                    | h1 | Schulter drei runde Reifen Flanke Relief der Hl. Elisabeth Wolm zwischen zwei gekehlten Reifen/HL. ELISABETH VON THÜRINGEN ♰ BITTE FÜR UNS ♰ / Wolm (andere Seite) über zwei gekehlten Reifen / /Gießerzeichen//ST. BONIFATIUS ♰ APOLDA ♰ 2005/ | 1949 Eisenhartgussglocke – heute: Klosterhof Bad Sulza |
| Apolda                       | St. Bonifatius (im Kirchgarten)                                               |                        | Schilling & Lattermann (Apolda und Morgenröthe)                                                                                  | Eisen                                            | 1919                 | 1292                                                            | 970                                                    | g1 | Hals B 337/ 19 Schulter zwischen zwei runden Reifen / FRIEDE SEI MIT EUCH ✠ 19 (verzierte Vignette mit /Ton G//Gew. Kg/) 19 ✠/ | 1949 gekauft; heute kronenlos vor dem Pfarrhaus stehend |
| Apolda                       | ThüFleiWa                                                                     |                        | unbezeichnet Otto Hofmann (Apolda)                                                                                               | Bronze                                           | 1890                 | 410                                                             |                                                        | a2 | Schulter zwischen zwei runden Reifen Fries aus liegenden Lilienkelchen Flanke /Otto Hofmann Apolda/ Flanke (andere Seite) /1890/ Wolm drei runde Reifen | 1896 in Schlachthof übernommen; nicht läutefähig |
| Auerstedt                    | Friedenskirche St. Vitus                                                      |                        | Melchior Moering[k] (Erfurt) | Bronze                                           | 1588                 | 970                                                             | 400                                                    | b1 oder g1 | Schulter siebenteiliger Rollenfries dazwischen zweizeiliger Text /MELCHIOR MOERINCK GOS MICH IN AUERSTEDT HANG ICH, MEINEN KLANCK GEBE ICH.ALLEN CHRISTEN RUFE ICH ◊//IN ERFFURTH. ANNO M ◊ D ◊ LXXXVIII ◊ VERBVM DOMINI MANET IN AETERNVM [vier blattähnliche Darstellungen]/ Flanke Relief des Christus am Kreuz | |
| Bad Berka                    | Rathausturm                                                                   |                        | Christian August Mayer (Rudolstadt)                                                                                              | Bronze                                           | 1818                 |                                                                 |                                                        | | /Diese Glocken sind gegossen von Christian August Mayer in Rudolstadt 1818/ | unzugänglich, da Uhrdrähte den Aufstieg versperren |
| Bad Berka                    | St. Mariä Himmelfahrt                                                         |                        | Franz Schilling Söhne (Apolda)                                                                                                   | Bronze                                           | 1953                 | 400                                                             | 100                                                    | h2 | | in Dachturm; nur direkt über eiserne Tritte auf dem Dach zugänglich |
| Bad Berka                    | St. Marien                                                                    |                        | Hieronymus Moering[k] (Erfurt)                                                                                                   | Bronze                                           | 1609                 | 1280                                                            | 24 Ztn.                                                | es1 | Schulter fünf stegbegrenzte Bänder in zwei und vier /ANNO M • DC • IX IN BERCKA HANG ICH • MEINEN KLANGK GEB(E) ICH • ALLEN CHRISTEN RVFF ICH • HIERONYMVS MOERINGK IN ERFFVRDT GOS MICH// ✿ ICH RVFF MIT MEINEM KLANGK VND SCHALL ZVM GOTTESDIENST DIE CHRISTEN ALL • O CHRISTE, MIT DE[INE]M GÖTTLICHEN • SCHEIN • ERLEVCHTE DIE HER[T]ZEN D[EINER] • G[EMEIN] • / breiter Fries aus Akanthusvoluten Wolm sieben runde Reifen (in Schlag übergehend) | 1608 Brand; drei Glocken schmelzen komplett; 1609 Glockenstuhl aus Holz mit drei Glocken auf dem heutigen Friedensplatz [ehemals Glockenhausplatz]; 1674 hölzerner Glockenstuhl durch Brand zerstört; Zweiter Weltkrieg nach Hamburg abgeliefert (11-23-27); 29.10.1949 Rückkehr (2. Liste 19.1.1951) |
| Bad Berka                    | St. Marien                                                                    |                        | Glockengießerei Maria Laach | Bronze                                           | 2015                 | (?)                                                             | 771                                                    | gis1 | Schulter Blattwerkfries Flanke Relief Christus am Kreuz /SOLI DEO GLORIA/ Flanke (andere Seite) /ANNO DOMINI 2015//WURDE ICH IN MARIA LAACH//FÜR ST.MARIEN ZU BAD BERKA//GEGOSSEN/ /Gießerzeichen/ Wolm zwischen zwei runden Reifen /GLAUBE, HOFFNUNG, LIEBE, DIESE DREI; DIE LIEBE IST DIE GRÖSSTE UNTER IHNEN/ | 1609 Bronzeglocke Hieronymus Moering[k] (Erfurt);1674 Glocke zersprungen; 1693 Bronzeglocke Johann Christoph Geyer (Erfurt); 1730 neuer Glockenturm; 1762 mit kleiner Glocke vom Turm geworfen; 1762 Bronzeglocke Johann Georg Ulrich (Apolda); 1917 Ablieferung und Einschmelzen; 1919 Eisenhartgussglocke Schilling & Lattermann (Apolda und Morgenröthe); 2015 abgehangen |
| Bad Berka                    | St. Marien                                                                    |                        | Glockengießerei Maria Laach | Bronze                                           | 2015                 | (?)                                                             | 304                                                    | cis2 | Schulter Blattwerkfries Flanke Relief Flanke (andere Seite) /ANNO DOMINI 2015//WURDE ICH IN MARIA LAACH/ /FÜR ST.MARIEN ZU BAD BERKA/ /GEGOSSEN//Gießerzeichen/ Wolm zwischen zwei runden Reifen /ICH WEISS DASS MEIN ERLÖSER LEBET/ | 1609 Bronzeglocke Melchior Moering[k] ( Erfurt);1674 Schmelzen der „Öhre“; 1693 Bronzeglocke Johann Christoph Geyer (Erfurt); 1730 neuer Glockenturm; 1762 zersprungen (vom Turm geworfen); 1762 Bronzeglocke Johann Georg Ulrich (Apolda); Verlust Erster Weltkrieg (eingeschmolzen); 1919 Eisenhartgussglocke Schilling & Lattermann (Apolda und Morgenröthe); 2015 abgehangen |
| Bad Sulza                    | Sophienklinik gGmbH                                                           |                        | Glockengießerei Rudolf Perner (Passau)                                                                                           | Bronze                                           | 2018 2019            |                                                                 |                                                        | c3, d3, e3, f3, fis3, g3, gis3, a3, b3, h3, c4, cis4, d4, dis4, e4, f4, fis4, g4                                                                                           | Carillon mit 18 Glocken | „Carillon statt Graubeton“ |
| Bad Sulza                    | St. Mauritius                                                                 |                        | Nicolaus Jonas Sorber (Erfurt)                                                                                                   | Bronze                                           | 1716                 | 1000                                                            | 600 oder 544                                           | fis1 | Schulter Blattranke mit Früchten; zu beiden Seiten eine aufrecht stehende, mandelförmig aufgesprungene Frucht zwischen vier runden Reifen/ANNO 1714 D. 14 APRIL • ZERSCHMOLTZE ICH IN DER FEUERS GLUT WARD DURCH GOTTES BEYSTAND// DA FL • SA • GESAMDER AMBTS RICHTER HIE WAR BERNHARDT HEINRICH FABARILIS WIEDER//GEGOSSEN VON NIC IONA SURBER IN ERFFURTH ANNO 1716 • D • I • OCTOB • /Fries aus hängenden Akanthusblättern Flanke Kurwappen mit Hut /OMNIA CUM DEO ET NIHIL SINE EO/ Flanke (andere Seite) Landeswappen des Herzogtums Sachsen-Weimar mit Symbolen der einzelnen Landesteile und das herzogliche Monogramm Schlag/UND FRIEDE AUF ERDEN/ | 1716 unter Glockendach auf Marktplatz; 23.05.1722 auf Kirchturm gehangen; 24.05.1722 erstmals geläutet; nach Erster Weltkrieg auf 1 vorgerückt; Zweiter Weltkrieg nach Hamburg abgeliefert (11-23-28 B); 10.07.1950 Rückkehr |
| Bad Sulza                    | St. Mauritius                                                                 |                        | Nicolaus Jonas Sorber (Erfurt)                                                                                                   | Bronze                                           | 1716                 | 824                                                             | 320                                                    | ais1 | Schulter Blattranke mit Früchten; zu beiden Seiten eine aufrecht stehende, mandelförmig aufgesprungene Frucht ; eine liegende wellenförmige Blattranke von einem Perlenstab begrenzt zwischen vier runden Reifen /ANNO 1714 • D • 14 APRIL • ZERFLOS ICH DURCHS FEUER WARD MIT GOTT DA REGIER. BURGERM. WAR/ /CHRISTOPH HOFFMANN WIEDER GEGOSSEN VON NIC. IONA. SURBER • ANNO 1716 • D • I • OCTOB/ Fries aus hängenden Akanthusblättern Flanke Landeswappen des Herzogtums Sachsen-Weimar mit den Symbolen der einzelnen Landesteile und herzogliches Monogramm Flanke (andere Seite) Kurwappen mit Hut/OMNIA CUM DEO ET NIHIL SINE EO/Schlag/UND DEN MENSCHEN EIN WOHLGEFALLEN/ Wolm drei runde Reifen Schlag ein runder Reifen | 1716 unter Glockendach auf Marktplatz/ 23.05.1722 auf Kirchturm gehangen; 24.05. erstmals geläutet; nach Erster Weltkrieg auf 2 vorgerückt |
| Bad Sulza                    | St. Mauritius                                                                 |                        | Franz Schilling Söhne (Apolda)                                                                                                   | Bronze                                           | 1950                 | 700                                                             | 225                                                    | cis2 | Schulter zwischen zwei runden Reifen/Ehre sei Gott in der Höhe/ Flanke/Für die im 1. Weltkrieg 1914-18//geopferte grosse Glocke//Gegossen//A.D. 1950//von Franz Schilling Söhne Apolda//in harter Notzeit//durch grosse Opferfreudigkeit der Gemeinde//als Heinz Dreyer Pfarrer in Bad Sulza//war/ Flanke (andere Seite) Kreuzzeichen als Relief Wolm /Gießerzeichen/ zwei zarte Reifen | |
| Ballstedt                    | Dorfkirche Ballstedt                                                          |                        | Schilling & Lattermann (Apolda und Morgenröthe)                                                                                  | Eisen                                            | 1919                 | 1150                                                            | 620                                                    | a1 | Hals B 240/19 Schulter zwischen zwei runden Reifen /ERHALT UNS HERR BEI DEINEM WORT./unter den Reifen/ 1919./ | 1864 drei Bronzeglocken; 1917 Ablieferung (einschmelzen); geplant: Geläut auf zwei Glocken zu reduzieren, da Turm die Last nicht trägt |
| Ballstedt                    | Dorfkirche Ballstedt                                                          |                        | Schilling & Lattermann (Apolda und Morgenröthe)                                                                                  | Eisen                                            | 1919                 | 905                                                             | 260                                                    | cis2 | Hals B 240/19 Schulter zwischen zwei runden Reifen /GOTT SEGNE BALLSTEDT./unter den Reifen /1919./ | |
| Ballstedt                    | Dorfkirche Ballstedt                                                          |                        | Schilling & Lattermann (Apolda und Morgenröthe)                                                                                  | Eisen                                            | 1919                 | 746                                                             | 160                                                    | e2 | Hals B 240/ 19 Schulter zwischen zwei runden Reifen /GOTT GIEB FRIEDEN./ unter den Reifen/1919./ | |
| Barchfeld                    | Kirche St. Stephan und St. Cyriakus                                           |                        | Schilling & Lattermann (Apolda und Morgenröthe)                                                                                  | Eisen                                            | 1921                 | 1210                                                            | 740                                                    | as1 | Schulter zwischen je zwei runden Reifen /GOTT ZUR EHRE. DEN NACHKOMMEN ZUR LEHRE. 1921/ | 1617 Bronzeglocke; 1642 Glocke vorhanden; 1654 Bronzeglocke; 1752 Bronzeglocke; 1772 Bronzeglocke Elias Gottfried Hahn (Gotha); 1792 gesprungen; 1792 Bronzeglocke Johannes Mayer (Rudolstadt); Verlust Erster Weltkrieg (?) |
| Barchfeld                    | Kirche St. Stephan und St. Cyriakus                                           |                        | Schilling & Lattermann (Apolda und Morgenröthe)                                                                                  | Eisen                                            | 1921                 | 960                                                             | 350                                                    | c2 | Schulter zwischen je zwei runden Reifen /ERZ GAB ICH. EISEN EMPFING ICH. 1921/ | 1617 Bronzeglocke; 1642 Glocke vorhanden; 1648 gesprungen; 1648 Kauf der Glocke aus Lengefeld bei Marlishausen [1595 Bronzeglocke Melchior Moering[k] (Erfurt)]; 1792 Glocke wenden und neue Krone; 1904 gesprungen; 1904 Bronzeglocke, Christian Störmer (Erfurt); Verlust Erster Weltkrieg (?) |
| Barchfeld                    | Kirche St. Stephan und St. Cyriakus                                           |                        | Schilling & Lattermann (Apolda und Morgenröthe)                                                                                  | Eisen                                            | 1921                 | 790                                                             | 200                                                    | es2 | Schulter zwischen je zwei runden Reifen /GOTT SCHÜTZE UND SEGNE DEUTSCHLAND. 1921/ | |
| Bechstedtstraß               | Pfarrhaus                                                                     |                        | unbezeichnet | Bronze                                           | 1706                 | 390                                                             |                                                        | | Haube /CRBJSP 1706/ [Christus rex benedicat …] Hals drei runde Reifen Schulter vier runde Reifen Wolm drei runde Reifen Schlag zwei runde Reifen | aus Ulla kommend 2011 im Pfarrhaus Bechstedtstraß stehend |
| Bechstedtstraß               | St. Bonifatius                                                                |                        | unbezeichnet | Bronze                                           | 14. Jh.              | 870                                                             | 390                                                    | b1 | Schulter vier Strickerlinien Wolm zwei Strickerlinien | 1730 historisches Zimmermannszeichen an Glockenstuhl; im Zweiten Weltkrieg eventl. im Glockenlager (Schäden am unteren Glockenrand) |
| Bechstedtstraß               | St. Bonifatius                                                                |                        | Gebrüder Ulrich (Apolda) | Bronze                                           | 1819                 | 655                                                             | 174                                                    | es2 | Schulter stehender Palmetten- bzw. Rankenfries unter zwei zarten Perlstäben zwischen zwei runden Perlstäben/GOTT SEGNE UND ERHALTE EINZINGEN. ✿ /hängender Zierfries aus fallenden Akanthusblättern Flanke /IM IAHRE 1819.//GEGOSSEN//VON DEN GEBRÜDER ULRICH, (Ü aus U und Rombus)//IN APOLDA/ Relief Rosette und fallendes schlankes Salbeiblatt Flanke (andere Seite) Relief aus Weinblatt und fallendem schlanken Salbeiblatt Wolm Wulst zwischen zwei runden Stegen Schlag zwei feine Stege | 1722 Bronzeglocke Nikolaus Jonas Sorber (Erfurt), Verlust (?); gekauft aus Einzingen/ Südharz; Zweiter Weltkrieg nach Ilsenburg abgeliefert (11-23-363 B); Rückkehr [Liste 4.2.1948] |
| Bechstedtstraß               | St. Bonifatius Gastglocke                                                     |                        | Gebrüder Ulrich (Apolda) | Bronze                                           | 1788                 | 610                                                             |                                                        | | Schulter stehender Blattmuschelfries/zwischen doppelten runden Reifen/ALLES WAS ODEM HAT LOBE DEN HERRN ✿/ stilisierter Rosen und angehangener Quasten (Rokokofries) Flanke ÜBER DIESES GOTTESHAUS//BREITE HERR DIE HAENDE AUS/ Flanke (andere Seite) /MICH HABEN GEGOSSEN//DIE GEBRUEDER ULRICHE//IN APOLDA//ANNO//M DCC LXXX VIII./ Wolm drei runde Reifen Schlag zwei runde Reifen | Glocke aus Münchengosserstädt; auf dem Boden stehend |
| Bechstedtstraß               | St. Bonifatius Uhrglocke                                                      |                        | Hermann Koenigk (Erfurt) | Bronze                                           | 1609                 |                                                                 |                                                        | | Schulter vier runde Reifen/ zwischen zwei und drei / GOTTES WORDT BLEIBET EWIG ◊/ HERMAN KONIGK ◊ GOS MICH ANNO DOMI(ni) 1609 ◊/ | |
| Bergern                      | Zum Kripplein Jesu                                                            |                        | Gebr. Ulrich (Apolda) | Bronze                                           | 1865                 | 580                                                             | 100                                                    | | Hals kleiner stilisierter Akanthusfries Schulter reich verzierter Fries aus stilisierten Akanthuspalmetten Flanke /C.F.A. VON MUELLER SCHUBERT//KIRCHENPATRON ZU BERGERN/ Flanke (andere Seite)/GOTT ALLEIN DIE EHRE//GUSS VON GEBR: ULRICH IN APOLDA 1865/ flacher Steg Wolm großflächiger liegender Beeren- und Blätterfries; flacher Steg; hängender Akanthusfries; scharfer Grat | 1836 große Glocke gesprungen;1982 gesprungen; im Pfarrhof Troistedt eingelagert; 2008 Rückführung nach Bergern; heute neben Altar in Kirchenschiff stehend |
| Bergern                      | Zum Kripplein Jesu                                                            |                        | Hieronymus Moeringk (Erfurt) | Bronze                                           | 1612                 | 510                                                             | 100                                                    | fis2 | Schulter vier Reifen; zwischen zwei und drei /ANNO • M • DC • XII • DA • GOS MICH HIERONIMVS MOERINGK ZV ERFFVRTH/ Wolm ein Reifen Schlag ein Reifen | ca. 1982 von Dachboden aus Niedergrunstedt nach Bergern überführt |
| Bergsulza (Bad Sulza)        | St. Wigbert                                                                   |                        | Schilling & Lattermann (Apolda und Morgenröthe) Nr. 6794                                                                         | Eisen                                            | 1924                 | 1210                                                            | 750                                                    | as1 | Hals 1760/ 24 Schulter zwischen Blatt- und Stabband mit je zwei runden Reifen /☆ GLOCKE VON STAHL, KÜND WEIT UND BREIT ☆//☆ DEUTSCHLANDS HARTE PRÜFUNGSZEIT. ☆/Schulter (andere Seite) ☆ ☆ ☆ ☆ unter Stabband/GEGOSSEN 1924 FÜR DIE ST. WIGBERTIKIRCHE IN BERGSULZA.//GEST. V. LEO V. GERSTENBERGK-ZECH, RITTERGUTSBES. AUF BERGSULZA/ | ca. 1630 Bronzeglocke; 1787 zersprungen; 1789 Bronzeglocke Gebrüder Ulrich (Apolda); 1859 Reparatur; 1925 Verkauf an Firma Franz Schilling Söhne (Apolda) |
| Bergsulza (Bad Sulza)        | St. Wigbert                                                                   |                        | Schilling & Lattermann (Apolda und Morgenröthe) Nr. 6795                                                                         | Eisen                                            | 1924                 | 950                                                             | 350                                                    | c2 | Hals 1760/ 24 Schulter zwischen Blatt- und Stabband mit je zwei runden Reifen / ☆ WAFFE WARD DAS TÖNEND ERZ ☆ 1924. ☆ /unter Stabband/Gestiftet von der//Gemeinde Bergsulza/ | 1789 Bronzeglocke; Gebrüder Ulrich (Apolda); 1859 Reparatur |
| Bergsulza (Bad Sulza)        | St. Wigbert                                                                   |                        | Schilling & Lattermann (Apolda und Morgenröthe) Nr. 6796                                                                         | Eisen                                            | 1924                 | 790                                                             | 200                                                    | es2 | Hals 1760/ 24 Schulter zwischen Blatt- und Stabband mit je zwei runden Reifen / ☆ KRIEGSWEH BRACH DER GLOCKEN HERZ ☆ 1924. ☆ /unter Stabband /Gestiftet vom Pfarrer Bauer und Frau Helene Geb. Lippold./ | 1789 Bronzeglocke; Gebrüder Ulrich (Apolda) |
| Bergsulza (Bad Sulza)        | St. Wigbert im Klosterhof stehend                                             |                        | Schilling & Lattermann (Apolda und Morgenröthe)                                                                                  | Eisen                                            | 1919                 | 1020                                                            | 480                                                    | h1 | Hals B 337/ 19 Schulter /KOMMT, DENN ES IST ALLES BEREIT • 1919 • /Vignette mit Ton H Gew. Kg Schulter (andere Seite) ✠ | 03.04.1949 Weihe; von „St. Bonifatius“ aus Apolda |
| Berlstedt                    | St. Crucis                                                                    |                        | Schilling & Lattermann (Apolda und Morgenröthe) Nr. 2043                                                                         | Eisen                                            | 1921                 | 1370                                                            | 1093                                                   | fis1 | Hals 867/ 21 Schulter zwischen je zwei runden Reifen /EHRE SEI GOTT IN DER HÖHE. 1921./ | 3.03.1581 Glocken beim Läuten zerbrochen; 31.03.1581 Bronzeglocke Meister Eccart [Eckhard[t] Kucher (?)] (Erfurt); 1672 Bronzeglocke; Johann Wolfgang Geyer (Erfurt); Palmsamstag 1834 zersprungen; 1834 Bronzeglocke C.F. Ulrich (Apolda); 27.06.1917 letztes Geläut – Abholung zu Kriegszwecken |
| Berlstedt                    | St. Crucis                                                                    |                        | Schilling & Lattermann (Apolda und Morgenröthe) Nr. 2044                                                                         | Eisen                                            | 1921                 | 1065                                                            | 508                                                    | ais1 | Hals 867/ 21 Schulter zwischen je zwei runden Reifen /GOTT, GIB FRIEDEN IN DEM LANDE. 1921./ | 1585 oder 1586 Bronzeglocke Eckhardt Kucher (Erfurt); 8.03. 1668 Bronzeglocke; 27.06.1917 letztes Geläut – Abholung zu Kriegszwecken |
| Berlstedt                    | St. Crucis                                                                    |                        | Schilling & Lattermann (Apolda und Morgenröthe) Nr. 2045                                                                         | Eisen                                            | 1921                 | 895                                                             | 306                                                    | cis2 | Hals 867/ 21 Schulter zwischen je zwei runden Reifen /ERHALT UNS, HERR, BEI DEINEM WORT. 1921./ | 1590 Bronzeglocke; 1921 zersprungen |
| Blankenhain                  | Rathausturm                                                                   |                        | Johann Berger (Weimar) | Bronze                                           | 1648                 | 580                                                             |                                                        | b2 | Hals zwei runde gekehlte Reifen Flanke zwischen zwei flachen Stegen /DISER CIMM[B]EL IST VON WEIN ERBVAWET WORTDEN IN KVNITZ • DA GOS MICH DER HANS BERGER ◊ IN WIMAR ANNO 1648 • / | Schale |
| Blankenhain                  | Rathausturm                                                                   |                        | unbezeichnet | schwarze Metall- legierung                       | 1783                 | 370                                                             |                                                        | fis3 | Flanke /1783/ | Schale |
| Blankenhain                  | St. Severi                                                                    |                        | Ulrich & Weule (Apolda & Bockenem)                                                                                               | Eisen                                            | 1922                 | 1660                                                            | 1950                                                   | es1 | Schulter zwei runde Reifen Flanke /ULRICH & WEULE//APOLDA – BOCKENEM//1922/ Wolm zwei runde Reifen | 1745 Glocken vorhanden; 1801 drei Bronzeglocken Gebrüder Ulrich (Apolda); Aug. 1917 Abhängen, Zerschlagen und Einschmelzen der beiden großen Glocken |
| Blankenhain                  | St. Severi                                                                    |                        | Ulrich & Weule (Apolda & Bockenem)                                                                                               | Eisen                                            | 1922                 | 1350                                                            | 1.100                                                  | ges1 | Schulter zwei runde Reifen Flanke /ULRICH & WEULE//APOLDA – BOCKENEM//1922/ | |
| Blankenhain                  | St. Severi                                                                    |                        | Ulrich & Weule (Apolda & Bockenem)                                                                                               | Eisen                                            | 1921                 | 1080                                                            | 500                                                    | b1 | Flanke /ULRICH & WEULE//APOLDA – BOCKENEM//1921/ Wolm zwei runde Reifen | 1801 Bronzeglocke Gebrüder Ulrich; 20.08.1922 Umhängen in die „Nonnenkirche“ – „St. Anna“ (kath. Kirche) Blankenhain |
| Blankenhain                  | St. Anna, Nonnenkirche                                                        |                        | Gebrüder Ulrich (Apolda) | Bronze                                           | 1801                 | 820                                                             | 280 oder 320 kg oder 6 ½ Ztr.                          | h1 | Schulter zwischen zwei Stegen Stabfries, um den sich Blütenranken winden zwischen zwei Stegen / ✿ EHRE SEY GOTT IN DER HOEHE!/ Fries aus hängenden Rocaillemotiven Flanke /ALS ICH 56 IAHR//ZUR EHRE DER HEILIGEN DREYEINIGKEIT//UND ZUM GEMEINEN NUTZEN DER//STADT BLANCKENHAYN GEDIENET HATTE//BIN ICH ZU GLEICH MIT UMGEGOSSEN//UND MIT ETLICHEN ZENTNERN VERGROEßERT WORDEN//DURCH DIE GEBRÜDER ULRICH ZU APOLDA.//ANNO MDCCCI./ Flanke (andere Seite) /DER ZEIT WAREN//SCHACHTSCHABEL//UND//KŮHN/ /KIRCHEN=VORSTEHER!/ Wolm einzelne Rosettenreliefs runder Reifen mit vereinzelten stehenden Blattmuscheln Schlag Volutenranke auf gegittertem Grund | 20. 08. 1922 Umhängen der kleinen und damit letzten Bronzeglocke aus „St. Severi“; Zweiter Weltkrieg nach Hamburg abgeliefert (11-23-34 B); 4.11. 1949 Rückkehr (Waggon Nr. 41327); 1951 erstmals wieder geläutet |
| Buchfart                     | Zu unseren lieben Frauen                                                      |                        | Schilling & Lattermann (Apolda und Morgenröthe) Nr. 6130                                                                         | Eisen                                            | 1923                 | 1010                                                            | 430                                                    | h1 | Hals B 383/23 Schulter zwischen je zwei abgerundeten Reifen/ ✿ ✿ ✿ 1917-1923. ✿ ✿ ✿/ zwischen zwei abgerundeten Reifen/ERZ WARD ZU STAHL AUS NOT//NUN HILF GOTT./ | 1850 Bronzeglocke; Carl Friedrich Ulrich (Apolda); Verlust im 1.Weltkrieg (eingeschmolzen) |
| Buchfart                     | Zu unseren lieben Frauen                                                      |                        | Carl Friedrich Ulrich (Apolda)                                                                                                   | Bronze                                           | 1850                 | 640                                                             | 2 ½ Ztr. oder 140 kg                                   | c2 | Schulter Fries aus geschlungenen Bändern über runder Rolle; zwischen zwei Rollen /SEGEN ÜBER BUCHFAHRT/ zwei Rollen mit anhängendem neogotischen Bogenfries Flanke /ZU GOTTES EHRE TOEN ICH,//ZU JESU EHRE RUF ICH,//KOMMT, HEILIGT EUCH DEM HERREN./ Flanke (andere Seite)/GUSS VON C.F. ULRICH//IN APOLDA 1850./Relief aus zwei Blattzweigen Wolm drei runde Reifen Schlag Fries wie Schulter; ein runder Reifen | Zweiter Weltkrieg nach Ilsenburg abgeliefert (11-23-35 B); Rückkehr [Liste 4.2.1948] |
| Buttelstedt                  | St. Nicolai                                                                   |                        | Schilling & Lattermann (Apolda und Morgenröthe)                                                                                  | Eisen                                            | 1923                 | 1355                                                            | 1100                                                   | fis1 | Hals I 427/ 23 (unter Joch) Schulter fünf runde Reifen zwischen zwei und drei /GEBT • UNSERM • GOTT • DIE • EHRE. [langgestreckte Blüte] [langgestreckte Blüte] [langgestreckte Blüte]/zwischen drei und vier /NACH KRIEGESNOT – BEI TEUREM BROT [Rosette] IN HARTER ZEIT – DEM HERRN GEWEIHT. [Rosette]/unter fünf /VON DER GEMEINDE BUTTELSTEDT 1923./ | 1668 Bronzeglocke; Johann Berger (Weimar); 1715 zersprungen; 1715 Bronzeglocke; Nicolas Jonas Sorber (Erfurt); 1891/92 Bronzeglocke; Franz Schilling als C.F. Ulrich (Apolda) Nr. 2161; 1913 Bronzeglocke; Franz Schilling Söhne (Apolda); Erster Weltkrieg eingeschmolzen (?) |
| Buttelstedt                  | St. Nicolai                                                                   |                        | Schilling & Lattermann (Apolda und Morgenröthe)                                                                                  | Eisen                                            | 1923                 | 1075                                                            | 500                                                    | ais1 | Hals I 427/23 (unter Joch) Schulter vier runde Reifen zwischen zwei und drei/VERGESST DIE TREUEN TOTEN NICHT!/ unter vier /GESTIFTET AM 2. JUNI 1923 VON MARTIN WENDENBURG IN BUTTELSTEDT./ | 1782 Bronzeglocke Gebrüder Ulrich (Apolda); 1913 Bronzeglocke; Franz Schilling Söhne (Apolda) Nr. 6254; 1923 bei Franz Schilling Söhne (Apolda)in Zahlung gegeben |
| Buttelstedt                  | St. Nicolai                                                                   |                        | Schilling & Lattermann (Apolda und Morgenröthe)                                                                                  | Eisen                                            | 1923                 | 900                                                             | 300                                                    | cis2 | Hals I 427/23 Schulter vier runde Reifen zwischen zwei und drei /IHR KINDERLEIN, KOMMET, O KOMMET DOCH ALL! 1923./ unter vier /ZUM ANDENKEN AN SEINE ELTERN GESTIFTET VON OTTO GADEMANN IN ZÜRICH./ | 1863 Bronzeglocke C.F. Ulrich (Apolda) |
| Daasdorf                     | Marienkirche/ Unsere lieben Frauen                                            |                        | Gebrüder Ulrich (Apolda) | Bronze                                           | 1788                 | 920                                                             | 450                                                    | g1 | Schulter Astwerkfries mit Blumen und Ranken vier runde Reifen zwischen zwei und drei/MICH H[A]BEN GEGOSSEN DIE GEBRÜDER ULRICHE IN APOLDA ANNO MDCCLXXXVIII. [Rosette]/ Rosen- und Posamentenfries (Rokokofries) Flanke /CARL AUGUST//H. zu S.W. u. E.//Wappen des Großherzogs/ Wolm fünf Reifen Schlag vier Reifen | |
| Daasdorf a. Berge            | Dorfkirche Daasdorf a. Berge                                                  |                        | Heinrich C(Z)ieg(e)ler (Erfurt)                                                                                                  | Bronze                                           | 1502                 | 906                                                             | 420                                                    | a1 | Schulter zwischen doppelten glatten Reifen /A[verziert]nno dni xvc 20 gos mich heinrich ciegeler/ Wolm zwei runde Reifen Schlag zwei runde Wülste | zwischen 1668 und 1683 mehrfach gesprungen; 1748 gesprungen; Reparatur; Zweiter Weltkrieg nach Ilsenburg abgeliefert (11-23-42B); Rückkehr [Liste 4.2.1948]; 2010 Restaurierung im Glockenschweißwerk Lachenmeyer (Nördlingen); 25.04.2011 Wiederweihe nach Sanierung |
| Daasdorf a. Berge            | Dorfkirche Daasdorf a. Berge                                                  |                        | unbezeichnet | Bronze                                           | um 1400              | 680                                                             | 270                                                    | fis2 | Schulter zwischen zwei glatten Reifen / CASPAR ✿ B [spiegelverkehrt] ALTASAR ✿ MELCHIORI ✿ LVCAS ✿ MARCVS ☆ INRI ✠ / Wolm zwei runde Reifen | mit roter Farbe überzogen (Rostschutzfarbe?); nach dem Zweiten Weltkrieg gesprungen; 1962 Schweißen in Apolda; 2008 Restaurierung im Glockenschweißwerk Lachenmeyer (Nördlingen); 25.04.2011 Wiederweihe |
| Daasdorf a. Berge            | Dorfkirche Daasdorf a. Berge                                                  |                        | unbezeichnet | Bronze                                           | 1250                 | 518                                                             | 131                                                    | h2 | Wolm zwei runde Reifen Laut Sage soll ein Schwein auf dem Hundsberge im Gelände einer Wüstung in der Erde gebuddelt und die Glocke gefunden haben. Bild findet sich auf dem Gemeindesiegel (vgl. Göttern, Großkromsdorf und Tannroda) | Zuckerhutform; 1655 gesprungen und repariert; 2006 Restaurierung im Glockenschweißwerk Lachenmeyer (Nördlingen); Krone der Glocke und Kronenstock erneuert; 25.04.2011 Wiederweihe nach Sanierung |
| Darnstedt                    | Dorfkirche Darnstedt                                                          |                        | Schilling & Lattermann (Apolda und Morgenröthe)                                                                                  | Eisen                                            | 1919                 | 1010                                                            | 400                                                    | h1 | Hals Gießernummer nicht lesbar Schulter zwischen zwei runden Reifen /FRIEDE SEI IHR ERST GELAEUTE. 1919./ | 1497 Bronzeglocke; 1753 zersprungen; 1755 Bronzeglocke Carl Wilhelm Becker (Naumburg); 22.06. 1917 Abnahme und auf Turm zerschlagen |
| Denstedt                     | Dorfkirche Denstedt                                                           |                        | Carl Friedrich Ulrich (Apolda)                                                                                                   | Bronze                                           | 1847                 | 700                                                             | 210                                                    | cis2 | Schulter Fries aus gerollten Bändern zwei runde Reifen /GOSS MICH C.F. ULRICH ZU APOLDA 1847 • / ein runder Reifen hängender Bogenfries mit stilisierten Kapitellen an zwei runden Reifen Flanke /OHNE GEIST UND EWIGES LEBEN//DIEN ICH DEM HERRN.//BEIDES IST EUCH MENSCHEN GEGEBEN//DIENET IHM GERN/Flachrelief zweier liegender Blattranken Flanke (andere Seite) Flachrelief mit zwei Trägern mit einer Weintraube Wolm drei runde Stege Schlag zwei runde Stege | 1677 Bronzeglocke Johann Berger (Weimar); 1797 zersprungen; 14.11.1815 Bronzeglocke aus der katholischen Kirche Jena angekauft; 1822 Versuch, ein harmonisches Geläut zu erhalten; 1847 Abgabe der Glocke an Firma Ulrich |
| Döbritschen                  | Dorfkirche Döbritschen                                                        |                        | Heinrich C(Z)ieg(e)ler (Erfurt)                                                                                                  | Bronze                                           | 1518                 | 1028                                                            | 580                                                    | g1 | Schulter zwischen je zwei runden Reifen /Anno xvc xviii gos mich h.c. in sant anna ere./ Flanke 1. Medaillon mit der Anbetung der Weisen (13 cm) vor dem Stall kniend Maria und ein König vor dem Kind; Joseph mit dem Stab; zwei Könige mit Geschenken stehend; im Hintergrund der schlafende Hirt mit seiner Herde, Stern und Engel 2. Medaillon der Heiligen Anna in der Mitte unter einem von drei Engeln gehaltenen Schriftband mit undeutlichen Minuskeln (sanct anna hif uns selbdritt); rechts davon Joseph und Maria mit Christuskind; Maria Salome Zebedäus mit ihren Söhnen Johannes, Jacobus Major; links davon Joachim Alphäus und Maria Kleophas mit Jacobus Minor; Barnabas, Simon und Juda (13 cm) Wolm drei runde Reifen Schlag zwei runde Reifen | Zweiter Weltkrieg nach Ilsenburg abgeliefert (11-20-297 C); Rückkehr |
| Döbritschen                  | Dorfkirche Döbritschen                                                        |                        | Franz Schilling Söhne (Apolda)                                                                                                   | Bronze                                           | 1933                 | 810                                                             | 350                                                    | d2 | Schulter zwischen vier glatten Reifen /Christus unser Heil ◊//Dem Feind zu wehren ward ich entsandt [Laubstab] 1933 [Laubstab]//Vnd Gott zu ehren ich neu erstand ◊/ Flanke Gießermarke /FRANZ SCHILLING SÖHNE//1826//APOLDA/ Wolm drei dünne Reifen Schlag zwei dünne Reifen | |
| Dorfsulza (Bad Sulza)        | St. Johannes                                                                  |                        | Schilling & Lattermann (Apolda und Morgenröthe)                                                                                  | Eisen                                            | 1955                 | 1200                                                            | 760                                                    | as1 | Hals 940/ 54 Schulter zwischen zwei runden Reifen /SEID FRÖHLICH IN HOFFNUNG/Schulter (andere Seite) /Gießerzeichen/ /1955/ Flanke Kreuz | 1595 Bronzeglocke Melchior Moering[k] (Erfurt); Zweiter Weltkrieg nach Hamburg abgeliefert (11-23-30 C); Foto im Glockenarchiv des Germanischen Nationalmuseums Nürnberg; 24.10.1950 Rückkehr; 1954 gesprungen; Verkauf an Franz Schilling Söhne (Apolda); 2010 stillgelegt |
| Dorfsulza (Bad Sulza)        | St. Johannes                                                                  |                        | Schilling & Lattermann (Apolda und Morgenröthe)                                                                                  | Eisen                                            | 1955                 | 910                                                             | 360                                                    | c2 | Hals 941/54 Schulter zwischen zwei runden Reifen /GEDULDIG IN TRÜBSAL/ Schulter (andere Seite) /Gießerzeichen//1955/ Flanke Kreuz | 1582 Bronzeglocke; Melchior Moeringk (Erfurt); 19.06.1917 auf dem Turm zerschlagen; 1928 Bronzeglocke; Gebrüder Ulrich (Apolda); 2010 stillgelegt |
| Dorfsulza (Bad Sulza)        | St. Johannes                                                                  |                        | Schilling & Lattermann (Apolda und Morgenröthe)                                                                                  | Eisen                                            | 1955                 | 770                                                             | 210                                                    | es2 | Hals 942/54 Schulter zwischen zwei runden Reifen /HALTET AN AM GEBET/ Schulter (andere Seite) /Gießerzeichen//1955/ Flanke Kreuz | 1874 Bronzeglocke; Gebrüder Ulrich (Apolda); 2010 stillgelegt |
| Drößnitz (Blankenhain)       | Lorenzkirche St. Laurentius                                                   |                        | Schilling & Lattermann (Apolda und Morgenröthe)                                                                                  | Eisen                                            | 1921                 | 1020                                                            | 435                                                    | h1 | Hals L 32/ 21 Schulter zwischen zwei und drei runden Reifen /[Pflanze] DAS WORT SIE SOLLEN LASSEN STAHN. [Pflanze] 1921./ | 1672 zersprungen; 1727 zersprungen; 1729 Bronzeglocke, Johann Christoph Rose (Apolda); 1847 zersprungen; 1847 Bronzeglocke; Carl Friedrich Ulrich (Apolda); Verlust Erster Weltkrieg (einschmelzen) |
| Drößnitz (Blankenhain)       | Lorenzkirche St. Laurentius                                                   |                        | Schilling & Lattermann (Apolda und Morgenröthe)                                                                                  | Eisen                                            | 1921                 | 840                                                             | 256                                                    | d2 | Schulter zwischen je drei runden Reifen /DAS REICH MUSS UNS DOCH BLEIBEN 1921./ | 1770 Bronzeglocke; Johannes Mayer (Rudolstadt); 1847 Bronzeglocke; Carl Friedrich Ulrich (Apolda); Erster Weltkrieg Verlust (einschmelzen) |
| Eberstedt                    | Dorfkirche Eberstedt St. Margarete                                            |                        | Schilling & Lattermann (Apolda und Morgenröthe)                                                                                  | Eisen                                            | 1919                 | 1160                                                            | 625                                                    | a1 | Hals B 808/19 Schulter zwischen zwei runden Reifen /SEID FROEHLICH IN HOFFNUNG./ | 1804 Bronzeglocke Gebrüder Ulrich (Apolda); Juli 1917 Abnahme und Verlust |
| Eberstedt                    | Dorfkirche Eberstedt St. Margarete                                            |                        | Schilling & Lattermann (Apolda und Morgenröthe)                                                                                  | Eisen                                            | 1919                 | 910                                                             | 300                                                    | cis2 | Hals B 808/19 Schulter zwischen zwei runden Reifen /SEID GEDULDIG IN TRUEBSAL//1919/ | 1850 Bronzeglocke Gebrüder Ulrich (Apolda); 1917 Abnahme und Verlust |
| Eberstedt                    | Dorfkirche Eberstedt St. Margarete                                            |                        | Schilling & Lattermann (Apolda und Morgenröthe)                                                                                  | Eisen                                            | 1919                 | 760                                                             | 175                                                    | e2 | Hals B 808/19 Schulter zwischen zwei runden Reifen /HALTET AN AM GEBET//1919/ | 1884 Bronzeglocke Gebrüder Ulrich/ Gießer: Heinrich Ulrich (Apolda); Juli 1917 Abnahme und im Oktober Rückführung aus Bad Sulza; Juli 1919 Verkauf an Firma Schilling |
| Eberstedt                    | Dorfkirche Eberstedt St. Margarete Turmlaterne                                | Eberstedt Schlagglocke | Nicolaus Jonas Sorber (Erfurt)                                                                                                   | Bronze                                           | 1709                 | 442                                                             | 40                                                     | a2 | Schulter zwischen drei runden Reifen /CARL GVST • V • BRAVN • PATR • LAVRENTIVS EZDORF • // • P • et Adi • GOS MICH • N • I • SORBER IN ERFVT 1709/, darunter ein Weinblätterfries Wolm drei Stege | älteste bekannte Glocke Sorbers |
| Eckolstädt                   | Glockenturm am Anger                                                          |                        | Ulrich & Weule (Apolda & Bockenem)                                                                                               | Eisen                                            | 1922                 | 1600                                                            | 847                                                    | g1 | Flanke /ULRICH & WEULE//APOLDA-BOCKENEM//1922/ | 29.07. 1805 Kirchenbrand, bei dem drei Glocken schmelzen; Glockengießer Ulrich barg das geschmolzene Erz aus dem Schutt; 1806 separates Glockenhaus am Brauhaus; 1806 Bronzeglocke Gebr. Ulrich (Apolda); 1820 neues Glockenhaus; 1900 Glockenhaus restauriert; 1917 Verlust (eingeschmolzen) |
| Eckolstädt                   | Glockenturm am Anger                                                          |                        | Ulrich & Weule (Apolda & Bockenem)                                                                                               | Eisen                                            | 1922                 | 1080                                                            | 536                                                    | b1 | Schulter fünf Wappen mit Kreuz und Eichenlaub zwischen zwei runden Reifen /1922/ | 1806 Bronzeglocke Gebr. Ulrich (Apolda); 1917 Verlust (eingeschmolzen) |
| Eckolstädt                   | Glockenturm am Anger                                                          |                        | Ulrich & Weule (Apolda & Bockenem)                                                                                               | Eisen                                            | 1922                 | 940                                                             | 349                                                    | c2 | Flanke /ULRICH & WEULE//APOLDA-BOCKENEM//1922/ | 1806 Bronzeglocke Gebr. Ulrich (Apolda); 1917 Verlust (eingeschmolzen) |
| Ehringsdorf                  | Beatae Mariae Virginis                                                        |                        | Schilling & Lattermann (Apolda und Morgenröthe)                                                                                  | Eisen                                            | 1958                 | 1350                                                            | 1100                                                   | fis1 | Hals 384/ 58 Schulter/LAND LAND LAND HÖRE DES HERRN WORT/Gießerzeichen Flanke /ZWEIMAL IN KRIEGEN VERLOREN//WURDE DIESE GLOCKE//1958//DURCH OPFERGABEN AUS DER//EV.-LTHR. KIRCHGEMEINDE//EHRINGSDORF//WIEDER NEU BESCHAFFT/ | 1732 Bronzeglocke Johann Christoph Rose (Apolda); Verlust im Ersten Weltkrieg; Bronzeglocke; Verlust im Zweiten Weltkrieg – Absturz beim Abnehmen [Kirchenakte] |
| Ehringsdorf                  | Beatae Mariae Virginis                                                        |                        | Schilling & Lattermann (Apolda und Morgenröthe)                                                                                  | Eisen                                            | 1958                 | 1060                                                            | 430                                                    | ais1 | Hals 385/ 58 Schulter /SIEHE ICH BIN BEI EUCH ALLE TAGE BIS AN DER WELT ENDE/Gießerzeichen Flanke Kreuzrelief Flanke (andere Seite) /EHRINGSDORF//1958/ | 1520 Bronzeglocke Heinrich C[Z]ieg[e]ler (Erfurt); 1906 zersprungen [aus tonlichen Gründen gemeinsam mit Kleiner umgegossen – 6.6.1907]; 1907/08 Bronzeglocke Franz Schilling (Apolda); Zweiter Weltkrieg nach Ilsenburg abgeliefert (11-23-380 B); Rückkehr und Verkauf |
| Ehringsdorf                  | Beatae Mariae Virginis                                                        |                        | Schilling & Lattermann (Apolda und Morgenröthe)                                                                                  | Eisen                                            | 1958                 | 880                                                             | 290                                                    | cis2 | Hals 386/ 58 Schulter /FRIEDE SEI MIT EUCH/ Schulter (andere Seite) Gießerzeichen Flanke Kreuzrelief Flanke (andere Seite) /EHRINGSDORF//1958/ | 1471 Bronzeglocke unbezeichnet; 1827 zersprungen; 1828 Bronzeglocke Carl Friedrich Ulrich (Apolda); 1907 Bronzeglocke Franz Schilling (Apolda); 1958 zum Einschmelzen und Umgießen verkauft |
| Eichelborn                   | St. Marien                                                                    |                        | Nicolaus Jonas Sorber (Erfurt) (letzter nachweisbarer Glockenguss Sorbers)                                                       | Bronze                                           | 1757                 | 1050                                                            | 500                                                    | fis1 | Schulter eine liegende wellenförmige Blattranke mit Früchten [Granatäpfel], von einem Perlstab begrenzt/IN TRIN : HONOR : SUB REGIM : SEREN : SAX : DUCIS • DNI : DNI • ERNESTI AUGUSTI CONSTANTINI & • SUPER • DNO SIGISM • BAS//CHIO • BRAEF • BERCKAC : DNO • ASVERO • PAST : C • D • GÆBELIO • ET COMMUN : EICHELBORN : SENIORIBUS • I • A • WAGNER • I • D • //GEIST • I • B • MERTTEN • I • B • KLUGE • ALTARI VERO : I • H • MERTTEN & I • A • KLUGE • CAMBANA HÆC TRANSFUSA//EST • ERFURTI AO : M • DCCLVII • N • I • SORBER • /Fries aus hängenden Akanthusblättern Wolm zwei runde Stege Schlag runder Steg | 1681 Bronzeglocke Hans Wolf (Johann Wolfgang) Geyer (Erfurt); Zweiter Weltkrieg nach Hamburg abgeliefert (11-23-48B); kurz vor Kriegsende in die Elbe versenkt; 11.02.1950 nach Bergung Rückkehr in den Glockenstuhl (Waggon Nr. 115) |
| Eichelborn                   | St. Marien                                                                    |                        | Schilling & Lattermann (Apolda und Morgenröthe)                                                                                  | Eisen                                            | 1920                 | 1080                                                            | 550                                                    | h1 | Schulter zwischen zwei runden Reifen /KOMMT, DENN ES IST ALLES BEREIT/ | 1867 Bronzeglocke |
| Ettersburg                   | St. Justinus und St. Laurentius                                               |                        | Schilling & Lattermann (Apolda und Morgenröthe)                                                                                  | Eisen                                            | 1921                 | 1146                                                            | 600                                                    | a1 | Schulter zwischen je zwei Stegen /IN FREUD UND LEID ZUM PREISE DES HÖCHSTEN BEREIT./ Flanke /1921/ | 1532-38 Klosterkirche: zwei Glocken im großen Turm/ eine Glocke im kleinen Turm/ eine Dachglocke/ ein Seiger (Uhr)/ eine Fensterglocke |
| Ettersburg                   | St. Justinus und St. Laurentius                                               |                        | Gebrüder Ulrich (Apolda) | Bronze                                           | 1790                 | 700                                                             | 160                                                    | cis2 | Schulter Blatt- und Früchtefries vier Stege, dazwischen /ALLES WAS ODEM HAT LOBE DEN HERRN. [Lilie]/Rosen- und Posamentenfries (Rokokofries) Wolm /GEGOSSEN WORDEN//VON DEN GEBRÜDER ULRICHEN ZU APOLDA.//ANNO M DCC LXXXX/ fünf Stege Schlag vier Stege | Zweiter Weltkrieg nach Ilsenburg abgeliefert (11-23-55 B); Rückkehr [Liste 4.2.1948] |
| Flurstedt                    | Dorfkirche Flurstedt                                                          |                        | Schilling & Lattermann (Apolda und Morgenröthe)                                                                                  | Eisen                                            | 1919                 | 1380                                                            | 1000                                                   | fis1 | Hals B 177/ 19 Schulter zwischen zwei runden Reifen /EHRE SEI GOTT IN DER HOEHE/ | Glocken von 1668/1722/1747 eingeschmolzen; 1893 Bronzeglocke Franz Schilling als C.F. Ulrich (Apolda) Nr. 1125; 23.06. 1917 letztmaliges Läuten; 1917 im Turm zerschlagen |
| Flurstedt                    | Dorfkirche Flurstedt                                                          |                        | Schilling & Lattermann (Apolda und Morgenröthe)                                                                                  | Eisen                                            | 1919                 | 1090                                                            | 500                                                    | ais1 | Hals B 177/ 19 Schulter zwischen zwei runden Reifen /HERR ERHALTE IM BAU DEINE GEMEINDE/ | 1893 Bronzeglocke Franz Schilling als C.F. Ulrich (Apolda) Nr. 1126; 23.06.1917 letztmaliges Läuten; soll erhalten geblieben und nicht zerschlagen worden sein |
| Flurstedt                    | Dorfkirche Flurstedt                                                          |                        | Schilling & Lattermann (Apolda und Morgenröthe)                                                                                  | Eisen                                            | 1919                 | 900                                                             | 300                                                    | cis2 | Hals B 177/ 19 Schulter zwischen zwei runden Reifen /HERR GIEB FRIEDEN DEINEM LANDE/ | 1893 Bronzeglocke Franz Schilling als C.F. Ulrich (Apolda) Nr. 1127; 23.06.1917 letztmaliges Läuten; 1917 im Turm zerschlagen |
| Frankendorf                  | Dorfkirche                                                                    |                        | Carl Friedrich Ulrich (Apolda)                                                                                                   | Bronze                                           | 1841                 | 570                                                             | 1 ¾ Ztr. oder 14 ½ Pfund                               | fis2 | Schulter zwischen je zwei runden Reifen /GOTT SEGNE UND ERHALTE FRANKENDORF/ Fries aus Engelköpfen mit kleinen Tatzenkreuzen Flanke /MEINE TOENE RUFEN//ZU DES TEMPELS STUFEN//GEGOSSEN VON C. F. ULRICH//IN APOLDA 1841/Relief zweier liegender Blätter, die sich mittig treffen Wolm Wulst zwischen zwei runden Reifen Schlag zwei runde Reifen | 1728 zersprungen; 1728 Bronzeglocke Johann Christoph Rose (Apolda); 23./ 24.05.1802 Brand (geschmolzen) |
| Frankendorf                  | Dorfkirche Vorraum                                                            |                        | unbezeichnet | Bronze                                           | 1868                 |                                                                 |                                                        | | unterer Rand/GEMEINDE FRANKENDORF.1868./ | heute im Kirchenvorraum |
| Gaberndorf (Weimar)          | St. Albanus                                                                   |                        | Schilling & Lattermann (Apolda und Morgenröthe)                                                                                  | Eisen                                            | 1919                 | 1295                                                            | 900                                                    | g1 | Hals 356/ 19 Schulter zwischen zwei runden Reifen /FRIEDE SEI IHR ERST GELAEUTE! 1919./ | 1748 Bronzeglocke Johann Christoph Rose (Apolda); 1886 Bronzeglocke Franz Schilling als Carl Friedrich Ulrich (Apolda); 1905 zersprungen; 1906 Bronzeglocke Franz Schilling (Apolda) mit dem Namen C.F. Ulrich; Verlust Erster Weltkrieg |
| Gaberndorf (Weimar)          | St. Albanus                                                                   |                        | Schilling & Lattermann (Apolda und Morgenröthe)                                                                                  | Eisen                                            | 1919                 | 1020                                                            | 430                                                    | h1 | Hals 356/19 Schulter zwischen zwei runden Reifen /DIE LEBENDEN RUFE ICH,//DIE TODTEN BEKLAGE ICH./ Schulter (andere Seite) /1919./ | 1828 Bronzeglocke; 1886 Bronzeglocke Franz Schilling als Carl Friedrich Ulrich (Apolda) Nr. 1708; Verlust Erster Weltkrieg |
| Gaberndorf (Weimar)          | St. Albanus                                                                   |                        | Franz Schilling als Carl Friedrich Ulrich (Apolda) Nr. 1709                                                                      | Bronze                                           | 1886                 | 656                                                             | 175                                                    | d2 | Krone mit Kinderköpfen Schulter breiter Federvolutenfries zwischen zwei Reifen Flanke /GOTT SEGNE UND ERHALTE//GABERNDORF./ Wolm drei runde Reifen /GUSS VON C.F. ULRICH IN APOLDA 1886./ | |
| Gebstedt                     | St. Johannis                                                                  |                        | Johann Christoph Rose (Apolda)                                                                                                   | Bronze                                           | 1731                 | 920                                                             | 450                                                    | g1 | Schulter Fries aus Akanthusvoluten zwischen zwei scharfen Stegen/REG: ERNESTI AUGUSTI. DUC: SAX: IUL: GL: H. ETC PRINCIPIS PIIET: CLEMENTISSINI D.T.O.M. SUB AUSPICIIS SER: DUC:/Fries aus hängenden Akanthusblättern Flanke /VIVAT ET FLOREAT!/Saxo-Wimaria-Wappen Flanke (andere Seite) /PROVIDENTIA//PROTO.SYNEDRII VINARIENSIS.//CURAET STUDIO//M.I AC: FRID: BRACH POM: P. pr://et:/ DIOCE: APOLDA: SUPERINT.//IOH: GOTTFR. REYHERI. PRAEF. ROSL.//IOH: CHRISTIAN HENNINGS. MEGAPOL: PAST.//OPERA ET ARTE//IOH: CHRISTOPH ROSE. APOLDA.//ANNO M D CC XXXI.//MENSE OCTOBRIS/ Wolm drei runde Reifen | |
| Gebstedt                     | St. Johannis                                                                  |                        | Schilling & Lattermann (Apolda und Morgenröthe)                                                                                  | Eisen                                            | 1959                 | 1050                                                            | 530                                                    | h1 | Hals 427/ 58 Schulter /EHRE SEI GOTT IN DER HÖHE./ Schulter (andere Seite)/Gießerzeichen//1959/ Flanke Kreuz | 1715 Bronzeglocke Nikolaus Jonas Sorber (Erfurt) |
| Gebstedt                     | St. Johannis                                                                  |                        | Schilling & Lattermann (Apolda und Morgenröthe)                                                                                  | Eisen                                            | 1959                 | 880                                                             | 300                                                    | d2 | Hals 428/ 58 Schulter /UND FRIEDE AUF ERDEN./ Schulter (andere Seite) /Gießerzeichen//1959/ | 1590 Bronzeglocke Eckhard[t] Kucher (Erfurt) |
| Gebstedt                     | St. Johannis Uhr                                                              |                        | unbezeichnet | Bronze                                           | 1870                 | 430                                                             |                                                        | fis3 | /1870./ | |
| Gelmeroda (Weimar)           | Dorfkirche Gelmeroda Autobahnkirche                                           |                        | Carl Friedrich Ulrich (Apolda)                                                                                                   | Bronze                                           | 1864                 | 728                                                             | 260                                                    | cis2 | Hals Fries aus hängenden Akanthuspalmetten Schulter Zierband geometrischer Bandfries mit sich wiederholenden Motiven aus parallel angeordneten liegenden Palmenblättern auf Rautengrund [eingefasst von zwei Bändern, die sich in gleichmäßigen Abständen zu einem Flechtwerk auf halber Höhe des Frieses kreuzen]; breites Zierband; einem Kreuzbogenfries nachempfundener gewundener Bandfries aus spitzbogenförmigen Bandwindungen mit je drei Quasten an den Bandspitzen und sich zu Schleifen vereinenden Bogenenden mit kleinen stehenden Palmetten auf diesen Bandschleifen Flanke /ES SEGNE UNS GOTT, UNSER GOTT ◊//UND ALLE WELT FUERCHTE DEM HERRN//GUSS VON C.F.ULRICH//IN APOLDA 1864/ Flanke (andere Seite) /EHRE SEI GOTT IN DER HOEHE./ Wolm Waldbeerenfries Schlag zwischen zwei runden Reifen Fries, sog. „laufender Hund“, die gerundete Variante eines Mäanders, wobei Teile der wellenförmigen Bögen durch stilisiere Blätter ersetzt sind und zusätzlich eingeschlossene Blüten die kreisförmigen Enden der einzelnen Böge verzieren | 1613 Bronzeglocke Hieronymus Möhring[k]; 1743 Palmsonntag zersprungen; 1743 Bronzeglocke Johann Christoph Rose (Apolda); 1893 bei Lehfeld vorhanden; Verlust (?); 1927 Bronzeglocke Franz Schilling Söhne (Apolda) Nr. 10590; 1942 Verlust; 1950 aus Glockenfond zugeteilt |
| Gelmeroda (Weimar)           | Dorfkirche Gelmeroda Autobahnkirche                                           |                        | Karlsruher Glocken- und Kunstgießerei GmbH & Co. KG - auf Marktplatz Weimar gegossen                                             | Bronze                                           | 1999                 | 621                                                             | 162                                                    | dis2 | gestaltet von Horst Jährling; Schulter /Land, Land, Land, höre des Herren Wort!/ Flanke Christuszeichen/Gegossen A.D. 1999/ /WEIMAR//KULTUR-STADT//EUROPAS/ Wolm /Gießerzeichen/[Kreuz auf drei Wappen] Karlsruher Glockengießerei | 1630 Bronzeglocke Johannes Berger (Weimar); 1832 [Lehfeld] / 1864 Bronzeglocke; Verlust Erster Weltkrieg; 1931 Bronzeglocke Franz Schilling Söhne (Apolda); 1942 abgenommen und eingeschmolzen; 1999 auf dem Marktplatz Weimar gegossen |
| Goldbach (Ilmtal-Weinstraße) | Evangelische Dorfkirche                                                       |                        | Schilling & Lattermann (Apolda und Morgenröthe)                                                                                  | Eisen                                            | 1920                 | 1080                                                            | 500                                                    | b1 | Schulter eine runde Wulst /EHRE SEI GOTT IN DER HOEHE. 1920./zwei runde Wülste Flanke/Gestiftet in schwerer Zeit von//Anton Wagenknecht und Emil Röder/ | 1670 Bronzeglocke Hans Heinrich Rausch (Erfurt); 1840 Bronzeglocke Gebrüder Ulrich (Apolda); Erster Weltkrieg verloren (?) |
| Goldbach (Ilmtal-Weinstraße) | Evangelische Dorfkirche                                                       |                        | Schilling & Lattermann (Apolda und Morgenröthe)                                                                                  | Eisen                                            | 1920                 | 850                                                             | 250                                                    | d2 | Schulter eine runde Wulst/FRIEDE AUF ERDEN. 1920/zwei runde Wülste Flanke/Gestiftet in schwerer Zeit von//Bürgermstr. Otto Fauer. Otto Vetter.//und Rudolf Becker./ | 1840 Bronzeglocke Gebrüder Ulrich (Apolda); Erster Weltkrieg verloren |
| Goldbach (Ilmtal-Weinstraße) | Evangelische Dorfkirche                                                       |                        | Schilling & Lattermann (Apolda und Morgenröthe)                                                                                  | Eisen                                            | 1920                 | 700                                                             | 150                                                    | f2 | Schulter eine runde Wulst /GOTT SEGNE UND ERHALTE GOLDBACH/ zwei runde Wülste Flanke /Gestiftet von//Edmund Schröder. Otto Gillsch.//Paul Vetter und Paul Blättner./ | |
| Göttern                      | Dorfkirche                                                                    |                        | Schilling & Lattermann (Apolda und Morgenröthe) Nr. 1928                                                                         | Eisen                                            | 1921                 | 1285                                                            | 889                                                    | g1 | Schulter zwischen doppelten glatten Reifen / ✿ IN ✿ EISERNER ✿ ZEIT ✿ 1921 ✿/ | 1644 zersprungen; 1651 Bronzeglocke Johann Berger (Weimar); 1670 Bronzeglocke Hans Heinrich Rausch (Erfurt); 1777 Bronzeglocke Gebrüder Ulrich (Apolda); 15.07.1917 Abhängen (Verlust) |
| Göttern                      | Dorfkirche                                                                    |                        | Schilling & Lattermann (Apolda und Morgenröthe) Nr. 1929                                                                         | Eisen                                            | 1921                 | 1070                                                            | 505                                                    | b1 | Schulter zwischen doppelten glatten Reifen / ✿ DEM ✿ HERRN ✿ GEWEIHT ✿ 1921 ✿ / | 1280 – 1320 Bronzeglocke unbezeichnet [heute (3)]; 1922 in Turm gehängt |
| Göttern                      | Dorfkirche                                                                    |                        | unbezeichnet | Bronze Krypto- gramm- glocke                     | 1280 oder 1320       | 798                                                             | 339                                                    | c2 | Schulter zwischen doppelten glatten Reifen / P(ER) ME LAV [S1] DATVR [S2] DEVS HO [S3] ST(IS) AE(R)Q(UE) FVGAT(VR) [S4]/ [Per me laudatur deus hostis aerque fugatur – durch mich wird Gott gelobt, Feinde und Unwetter werden vertrieben]; vier kreisrunde Signets (4,00 cm) S1 – Christus trägt das Kreuz; daran D V S (deus vult savare); S2 – Christus kommt aus dem Grabe mit Krone und Siegesfahne; dabei S (salvator); S3 – Christus triumphiert als Kaiser mit Zepter, Krone und Reichsapfel; auf Stuhl sitzend, aus dessen Lehne ragen zwei Bischöfe heraus; S4 – Christus reitet auf der Eselin mit Kreuzfahne Wolm zwei runde Stege | 1595 zersprungen; 1595 Bronzeglocke; 1738 zersprungen; 1739 Bronzeglocke (Apolda); 1820 Bronzeglocke; Erster Weltkrieg (Abhängen und Verlust); aus Wüstung Gauga oder Gaucha kommend; bei der Zerstörung dieses Weilers versank sie in der Erde [oder unter Trümmern] und ein Schwein wühlte sie wieder aus; 2007 Glockenschweißwerk Lachenmeyer (Nördlingen) Riss schweißen; 2008 in Turm verbracht |
| Großheringen                 | Dorfkirche Großheringen "Heilige Elisabeth"                                   |                        | Schilling & Lattermann (Apolda und Morgenröthe)                                                                                  | Eisen                                            | 1956                 | 1220                                                            | 760                                                    | as1 | Hals 537/56 Schulter /DEN OPFERN BEIDER WELTKRIEGE AUS UNSERER GEMEINDE ZUM GEDÄCHTNIS//Gießerzeichen/ unter Gießerzeichen /KIRCHGEMEINDE//GROßHERINGEN//AD. 1956/ Flanke Kreuz | 1701 „…drei glocken, ziemlich gros…“ „sind itze alle in gutem Stande“; 1772 drei Bronzeglocken vorhanden; 1833 Bronzeglocke Carl Friedrich Ulrich (Apolda); Verlust 2.Weltkrieg |
| Großheringen                 | Dorfkirche Großheringen "Heilige Elisabeth"                                   |                        | Franz Schilling Söhne (Apolda)                                                                                                   | Bronze                                           | 1930                 | 710                                                             | 210                                                    | c2 | Schulter Weinlaubfries zwischen zwei runden Reifen Fries aus vereinzelten hängenden Blattornamenten Flanke/EHRE SEI GOTT IN DER HOEHE//ZUR EINTRACHT,ZU HERZINNIGEM VEREINE//VERSAMMLE SICH DIE LIEBENDE GEMEINDE./ Flanke (andere Seite)/GESTIFTET VON//DER KIRCHGEMEINDE//GROSSHERINGEN 1930./ Wolm zwischen zwei runden Reifen Eichenlaubfries Schlag zwischen zwei runden Reifen /FR. SCHILLING SÖHNE APOLDA GOSSEN MICH!/ | 1771 Glocke zersprungen; 1772 Bronzeglocke Johann Gottfried Ulrich (Apolda); 1833 Bronzeglocke Carl Friedrich Ulrich (Apolda); Verlust Erster Weltkrieg – auf dem Turm zerschlagen |
| Großheringen                 | Dorfkirche Großheringen "Heilige Elisabeth"                                   |                        | Schilling & Lattermann (Apolda und Morgenröthe)                                                                                  | Eisen                                            | 1956                 | 770                                                             | 210                                                    | es2 | Hals 538 [38 kaum lesbar]/ 56 Schulter /RUFE ZUM FRIEDEN DIE FRIEDLOSE WELT//Gießerzeichen/ Flanke unter Gießerzeichen /KIRCHGEMEINDE//GROSSHERINGEN//AD. 1956/ | |
| Großkromsdorf                | Glockenturm auf dem Schlossvorplatz                                           |                        | Carl Friedrich Ulrich (Apolda)                                                                                                   | Bronze                                           | 1827                 | 900                                                             |                                                        | d2 | Schulter Eichenlaubfries zwischen zwei runden Reifen /GOTT SEGNE UND ERHALTE GROSCROMSDORF/Akanthusfries Flanke /IM IAHRE MDCCCXXVII WAR//C.F. HEERDEGEN. PASTOR//C. KRATZ. CANTOR//C. SCHILLING. AMTSSCHULTHEISS//I.H.KNAUT.//C. SALZMANN. GERICHTSSCHÖPPEN//F. KNABE. KIRCHENVORSTEHER/ Wolm zwei runde Reifen Schlag zwischen zwei runden Reifen /GEGOSSEN VON C.F. ULRICH IUN: IN APOLDA/ | 1484 Bronzeglocke; 1756 zersprungen; 24.07.1759 Bronzeglocke Johann Georg Ulrich; 28.01.1760 Verbringung auf Turm; 1826 Turm eingelegt; 1832 freistehendes Glockenhaus gebaut; am 3. Sonntag nach Pfingsten erstmals geläutet |
| Großlohma                    | Dorfkirche Großlohma                                                          |                        | Franz Schilling Söhne (Apolda)                                                                                                   | Bronze                                           | 1966                 | 740                                                             | 260                                                    | c2 | Schulter/TRÖSTET TRÖSTET MEIN VOLK SPRICHT EUER GOTT ♰/ Flanke Kreuz Christi Wolm Gießerzeichen (darin 1966) | 1776 Bronzeglocke Gebrüder Ulrich (Apolda); Übergabe an Glockengießerei Schilling; 1955 weiterverarbeitet für Apolda(Carolinenheim) und Weimar (Melanchtonkapelle) |
| Großlohma                    | Dorfkirche Großlohma                                                          |                        | Gebrüder Ulrich (Apolda) | Bronze                                           | 1831                 | 520                                                             | 110                                                    | e2 | Schulter fein gegliederter Blattfries aus Modeln mit kleinen Kugelblüten als Begrenzung drei runde Stege zwischen eins und zwei /GOTT SEGNE GROS U. KLEINLOHMA!/zwischen zwei und drei/ANNO 1831. GEGOSSEN DIE GEBR: ULRICH IN APOLDA/Fries federartiger Blätter mit Fruchtverdickungen an den Enden auf Gittergrund Flanke /ZU DIESER ZEIT//F. HILLE, PASTOR//C. RICKERT, CANTOR//I.E.SCHWARZE, SCHULTHEIS//I.F. TROEBER, GERICH[TS]SCHOEPPE//C.F. SCHALLER, GEMEINDEAELTESTER/ Wolm drei Reifen Schlag zwei Reifen | |
| Großobringen                 | St. Peter und Paul                                                            |                        | Franz Schilling Söhne (Apolda)                                                                                                   | Bronze                                           | 1930                 | 1180                                                            | 930                                                    | e1 | Schulter Eichenlaubfries Flanke ✠ [♛ und 1914 im Innern] im Lorbeerkranz /ZUM BLEIBENDEN GEDÄCHTNIS//AN DIE 29 IM WELTKRIEGE//1914-17 GEFALLENEN//DER GEMEINDE GROSSOBRINGEN/ Flanke (andere Seite)/ICH STIEG HINAB ZU DEUTSCHLANDS WEHR 1917//ICH STIEG WIEDER HINAUF ZU GOTTES EHR 1930//BIN GEBOREN IN DEUTSCHEM LEID//UND RUFE ZUR EINIGKEIT/ Wolm Gießerzeichen drei Stege Schlag zwischen zwei Stegen /FRANZ SCHILLING SÖHNE APOLDA GOSSEN MICH 1930/ | 1770 Bronzeglocke Johann Georg und Johann Gottfried Ulrich (Apolda); Verlust im Ersten Weltkrieg (Zerschlagen im Turm); Zweiter Weltkrieg nach Ilsenburg abgeliefert (11-23-341 B); Rückkehr [Liste 4.2.1948] |
| Großobringen                 | St. Peter und Paul                                                            |                        | unbezeichnet | Bronze                                           | 15. Jh.              | 1035                                                            |                                                        | gis1 | Schulter zwischen glatten Reifen / [sechsblättr. Blüte] MATTEVS [vierblättr. Blüte] IOHANNES [fünfblättr. Blüte] LVCAS [vierblättr. Blüte] MARCVS [sechsblättr. Blüte] / Flanke vier kleine undeutliche Reliefs | |
| Großobringen                 | St. Peter und Paul                                                            |                        | Franz Schilling Söhne (Apolda)                                                                                                   | Bronze                                           | 1964                 | 790                                                             | 319                                                    | h1 | Schulter /WER DA GLAUBET UND GETAUFT WIRD, DER WIRD SEELIG WERDEN//WER ABER NICHT GLAUBET, DER WIRD VERDAMMT WERDEN//Thilo und Frieda Haupt stifteten mich//AD 1964/ Flanke Kreuz über der Krippe als Relief | 14. Jh. Bronzeglocke [Teil eines dreiteiligen Geläutes]; 1931 Verkauf an Franz Schilling Söhne (Apolda) wegen unreinen Tones; 1931 Bronzeglocke Franz Schilling Söhne (Apolda); Verlust im Zweiten Weltkrieg |
| Großromstedt                 | St. Michael                                                                   |                        | Johannes Berger (Weimar) | Bronze                                           | 1655                 | 1100                                                            | 1300                                                   | e1 | Schulter sechs runde Reifen zwischen zwei und drei /[Wappenmedaillon] SYMBOLVM. B. LVTHERI IN SPE ET SILENTIO [Wappenmedaillon] NICOLAVS LEMSER ✿ P ✿ T • PAS TOR/zwischen vier und fünf /[Wappen] M ✿ IOHANNES BERGER HAT MICH IN WEIMAR GEGOSSEN [Wappenmedaillon] ANNO 1655 [Wappenmedaillon] HANS EVLENSTEIN CONRAD MERTEN • A [Wappenmedaillon] / Fries aus fein ziselierten Blattranken mit kleinen Blüten Flanke (geteilt in Viertel) F.W.H. Z [Wappenrelief] S.nächstes Viertel zwei Träger mit Weinrebe nächstes Viertel Relief eines geflügelten Engelskopfes nächstes Viertel H [Gießerzeichen] B Wolm drei runde Reifen Schlag zwei runde Reifen | 1712 Es wird erzählt, dass ihr Klang selbst Herzog Wilhelm Ernst August von Weimar begeistert hat. Er ließ gegen den Widerstand der Bauern die Glocke abmontieren und nach Weimar bringen. Sie kam auf den Weimarer Schlossturm. Angeblich hat die Glocke nachts von allein geläutet und später mehrere Läuter erschlagen. So ließ der Herzog die Glocke wieder zurückbringen. [Ludwig Bechstein]; 14.10.1713 Rückgabe aus Weimar; 17.02.1942 nach Ilsenburg abgeliefert (11-23-70 C); Rückkehr |
| Großromstedt                 | St. Michael                                                                   |                        | Gebrüder Ulrich (Apolda) | Bronze                                           | 1795                 | 880                                                             | 350                                                    | a1 | Schulter sechs runde Stege zwischen zwei und drei /SOLI DEO GLORIA/ Akanthusfries mit Engelsköpfen in den Blattachseln Flanke /ZV DER ZEIT DER REGIRENDEN//DURCHL ◊ F ✿ FRAV ANNA AMALIA//VER WIDBENDEN HERZOGIN ZV S.//WEIMAR VND EISENACH/ /HERRN CARL AVGUST ERB PR:ZV S:W:v.E./ FRIEDR. FERD. CONST. ZW./ mittig Medaillon Flanke (andere Seite) Wappen aus 16 Teilwappen Gießerzeichen von Johannes Berger Wolm fünf runde Stege zwischen drei und vier /DVRCHS FEVER FLOß ICH ZVR EHRE GOTTES GOß MICH//IOHANN GEORGE UHLRICH IN APOLDA NACH GROSEN ROMSTETD D. 21. SEB. AO 1795./zwischen vier und fünf /AH GOTT CANNONEN HÖRTD MAN KNALN ACH WIE VIEL TAVSENT MENSCHEN FALLEN BECHER [WERDE] AVHC WIEDER FRIEDEN STANT BEI VNS VND AVCH IN ANDERN LAND,/ | (?) Bronzeglocke Johannes Berger (Weimar); 1942 Abhängen; 1946 in Ilsenburg (11-23-71 C); Rückkehr |
| Großromstedt                 | St. Michael                                                                   |                        | Franz Schilling Söhne (Apolda)                                                                                                   | Bronze                                           | 1968                 | 702                                                             | 200                                                    | c2 | Schulter ♰ Rufe mich an in der Not und so will ich dich erretten und Du sollst mich preisen/ Flanke Kreuz Klöppel Perner Nr.8; 12,5 kg | 1655 od.1675 Bronzeglocke Johannes Berger (Weimar); 31.05.1852 zersprungen; 1852 Bronzeglocke Gebrüder Ulrich (Apolda); 1894 zersprungen; 1894 Bronzeglocke Gebrüder Ulrich/ Gießer: Heinrich Ulrich (Apolda); 1961 Riss |
| Großschwabhausen             | St. Margareta                                                                 |                        | Johann Georg und Johann Gottfried Ulrich (Apolda)                                                                                | Bronze                                           | 1767                 | 1010                                                            | 650                                                    | g1 | Schulter zwischen je zwei runden Reifen /ES RVFFT MEIN SCHALL EUCH ÜBERAL VON WELT GETÜMMEL HIN NACH DEM HIMMEL./ hängender Akanthusfries Flanke /GOSS MICH//IOHANN GEORGE//UND IOH. [Wappen Ulrich] GOTTFRIED//UHLRICH//IN APOLDA//ANNO MDCCLXVII./ Flanke (andere Seite)/ANNA AMALIA//H.Z.S.W.U.E.//D. HYRONIEMUS CHRISTOPH [Sächsisches Wappen] M. IOHANN LEONHART//MECKBACH. [Sächsisches Wappen] RECKENBERGER//COMMIS: R: U. AMTMAN [Sächsisches Wappen] SUPERINTDENDENT//CHRISTOPH FRIEDRICH DEMELIUS//PASTOR LOCI/ Wolm über fünf runden Stegen /HS. HE: REITH U. MEIST: HE: CARNARIUS HEYMBÜRGEN. ✿ JOH:NICOL REIT AMTS SCHULT: NIC:SCHEIDE. U. HS: GE:STIEBRITZ GER: SCHOEPPEN. HS:HE:MÜLLER ALTARM:/ | 1661 Bronzeglocke Johannes Berger (Weimar); 1739 Bronzeglocke; Zweiter Weltkrieg nach Ilsenburg abgeliefert (11-20-48 B); Rückkehr |
| Großschwabhausen             | St. Margareta                                                                 |                        | Schilling & Lattermann (Apolda und Morgenröthe)                                                                                  | Eisen                                            | 1925                 | 1010                                                            | 480                                                    | h1 | Schulter Stabband zwischen zwei runden Reifen / ☆ ☆ EHRE SEI GOTT IN DER HÖHE. ☆ ☆ 1925./ Stabband zwischen zwei runden Reifen | 1661 Bronzeglocke Johannes Berger (Weimar); 1694 Bronzeglocke; 1853 Bronzeglocke; Verlust Erster Weltkrieg |
| Großschwabhausen             | St. Margareta                                                                 |                        | Schilling & Lattermann (Apolda und Morgenröthe)                                                                                  | Eisen                                            | 1920                 | 800                                                             | 300                                                    | dis2 | Schulter zwischen je zwei runden Reifen /UNSERN TEUREN TOTEN, DEN OPFERN DES KRIEGES.//ZU EHRENDEM GEDENKEN./ Flanke /ANNO 1920/ | 1661 Bronzeglocke Johannes Berger (Weimar); 1694 Bronzeglocke; 1796 Bronzeglocke Gebrüder Ulrich (Apolda); Verlust Erster Weltkrieg; hängt eine Etage tiefer |
| Gutendorf                    | St. Severin                                                                   |                        | Franz Schilling Söhne (Apolda)                                                                                                   | Bronze                                           | 1926                 | 560                                                             | 120                                                    | e2 | Hals /SCHILLING APOLDA 1926/ Schulter zwischen zwei runden Reifen Eichenlaubfries /DEN MENSCHEN EIN WOHLGEFALLEN/ Flanke umlaufender runder Reifen /GLAUBE/umlaufender runder Reifen Flanke (andere Seite) /"EINTRACHT UND LIEBE"//WURDEN OPFER DES WELTKRIEGS//1917/ Wolm über drei runden Wülsten /DER GEMEINDE GESTIFTET VON JAGDPAECHTER H.KOERNER, WEIMAR./ | 1857 Bronzeglocke; Verlust 1.Weltkrieg |
| Haindorf                     | Dorfkirche                                                                    |                        | Franz Schilling Söhne (Apolda) Nr. 10811                                                                                         | Bronze                                           | 1928                 | 945                                                             | 550 oder 480                                           | as1 | Schulter Fries aus Akanthusvoluten vier runde Reifen zwischen zwei und drei /GEWIDMET VON DER GEMEINDE HAINDORF 1928 DEM ANDENKEN DER IM WELTKRIEGE 1914/18 GEFALLENEN./ Fries aus Akanthusvoluten Flanke /RUDOLF ZEUNEMANN ◊//GEF. IN RUSSLAND 15.VII.1915.//KARL ZEUNEMANN ◊//GEF. IN FLANDERN 23.IV.1918./ Flanke (andere Seite)/ICH TRAG IN ERZ.//DER HELDEN NAMEN.//DIE – GROSS IST DER SCHMERZ,//ZURUECK NICHT KAMEN./ Wolm drei runde Reifen zwischen zwei und drei /FR. SCHILLING SNE. APOLDA GOSSEN MICH 1928. [Jahreszahl kaum lesbar]/ Schlag zwei runde Reifen | Zweiter Weltkrieg nach Ilsenburg abgeliefert (11-23-77 B); Rückkehr [Liste 4.2.1948] |
| Haindorf                     | Dorfkirche                                                                    |                        | Franz Schilling als C.F. Ulrich (Apolda) Nr. 694                                                                                 | Bronze                                           | 1889                 | 735                                                             | 218                                                    | c2 | Schulter Eichlaubfries zwischen zwei flachen Stegen /EINE FESTE BURG IST UNSER GOTT.//GEMEINDE HAINDORF 1889.//GUSS VON CARL FRIED. ULRICH IN APOLDA./ Wolm drei runde Reifen Schlag ein runder Reifen | |
| Hammerstedt                  | Dorfkirche Hammerstedt                                                        |                        | Schilling & Lattermann (Apolda und Morgenröthe)                                                                                  | Eisen                                            | 1920                 | 1145                                                            | 600                                                    | a1 | Hals B 645/ 20 Schulter drei runde Reifen zwischen zwei und drei /VATER ✿ DU ✿ SEGNE ✿ MICH ✿ ✿ ✿/ Flanke /IM WELTKRIEG 1914/18 STARBEN FÜRS VATERLAND//ARTUR HENNING, ARTUR HEMMAN, OSKAR APEL, HERMANN EULENSTEIN.//ARNO FLICKE, KARL HÜTTENRAUCH, PAUL NEBLING, RUDOLF VALTIN/ | 1612 Bronzeglocke Johann Ros[a]e (Volkstedt); 1848 Bronzeglocke |
| Hammerstedt                  | Dorfkirche Hammerstedt                                                        |                        | Schilling & Lattermann (Apolda und Morgenröthe)                                                                                  | Eisen                                            | 1920                 | 900                                                             | 380                                                    | cis2 | Hals B 645/ 20 Schulter drei runde Reifen zwischen zwei und drei /VATER ✿ ICH ✿ RUFE ✿ DICH ✿ ✿ ✿/ Flanke /ERZ GAB ICH FÜR EISEN,//DIE ALTEN GLOCKEN MUSSTEN 1917 FÜRS VATERLAND GEOPFERT WERDEN//DAFÜR SCHAFFTE DIE KIRCHGEMEINDE HAMMERSTEDT 1920 DAS EISERNE GELÄUT/ | 1720 Bronzeglocke Johann Christoph Rose (Oßmannstedt) |
| Hammerstedt                  | Dorfkirche Hammerstedt                                                        |                        | Schilling & Lattermann (Apolda und Morgenröthe)                                                                                  | Eisen                                            | 1920                 | 745                                                             | 150                                                    | e2 | Hals B 645/ 20 Schulter drei runde Reifen zwischen zwei und drei /✿ ✿ VATER ✿ DU ✿ FÜHRE ✿ MICH/ Flanke /IN EISERNER ZEIT//DEM FRIEDEN GEWEIHT./ | 1659 Bronzeglocke Joh. Berger (Weimar); 1856 Bronzeglocke |
| Hayn                         | St. Martin                                                                    |                        | Schilling & Lattermann (Apolda und Morgenröthe)                                                                                  | Eisen                                            | 1920                 | 760                                                             | 180                                                    | e2 | Hals 519/19 Schulter zwischen zwei runden Reifen /1920/ gegenüber /FRIEDEN AUF ERDEN/ | 1893 bei Lehfeld keine Glocken; zw. 1893 – 1914 Bronzeglocke Franz Schilling/ Franz Schilling Söhne (Apolda) |
| Heichelheim                  | St. Bonifatius                                                                |                        | Gebr. Ulrich/ Heinrich Ulrich GmbH (Apolda)                                                                                      | Bronze                                           | 1925                 | 1062                                                            | 750                                                    | fis1 | Schulter zwischen je zwei runden Reifen Eichenlaubfries mit Früchten Flanke /In Kriegsnot zerschlagen//Zu Vaterlands Wehr,/ /Ruf ich nun wieder//Zu Gottes Ehr./ Flanke (andere Seite) /Gießerzeichen/ Wolm zwei runde Reifen /Gegoss. 1925/ | 1764 Bronzeglocke Johann Georg und Johann Gottfried Ulrich (Apolda); 1917 Abhängen und Einschmelzen; Zweiter Weltkrieg nach Ilsenburg abgeliefert (11-23-87 B); Rückkehr [Liste 4.2.1948] |
| Heichelheim                  | St. Bonifatius                                                                |                        | Johann Georg und Johann Gottfried Ulrich (Apolda)                                                                                | Bronze                                           | 1764                 | 682                                                             | 3 Ztr. oder 33 ½ Pfund                                 | cis2 | Schulter Fries aus stehenden Palmetten vier Stege; zwischen zwei und drei /SPES MEA IN CHRISTO ANNO 1764/hängender Weinlaubfries mit Früchten Flanke /FRIEDERICVS FERDINANDVS CONSTAN TIN. D.S.//AETAT. VI. ANN /Wappen des Prinzen Friedrich Ferdinand Constantin (Bruder Carl Augusts) mit Krone und zwei Siegeln Flanke (andere Seite) /JOH: NICOLAVS LANGENBERG.//CANTOR./ Wolm drei runde Bänder mit begleitenden runden Reifen Schlag unter einem runden Reifen /GOSS M. IOH: GEORG VND IOH: GOTTFRIED UHLRICH IN APOLDA • ANNO MDCCLXIV/ | 1755 Glocke durch Glockengießer Johann Heinrich Graulich [† 1757 in Jena] entwendet; Zweiter Weltkrieg Ablieferung nach Hamburg; Rückkehr |
| Hermstedt                    | St. Wigbertus                                                                 |                        | Johann Christoph Rose (Apolda)                                                                                                   | Bronze                                           | 1742                 | 800                                                             | 300                                                    | c2 | Schulter zwischen zwei runden Reifen /Ernst August Herzog zu Sachsen-Weimar-Eisenach und Jena/Fries aus hängenden Akanthusblättern Flanke /D. Hier. Christo Mecbach Præf//M. Iacob Friedr. Bracht, Superint.//W. Ioh. Ieremias Gering Past./ Flanke (andere Seite)Weimarisches Wappen Wolm drei runde Reifen Schlag ein runder Reifen /Im Namen Gottes goss mich I. Christoph Rose [in] Apolda 1742/ | 1888 bei Lehfeld keine Glocke; späterer Kauf?:Zweiter Weltkrieg nach Ilsenburg abgeliefert (11-23-90 B), Rückkehr [Liste 4.2.1948] |
| Hermstedt                    | St. Wigbertus                                                                 |                        | Schilling & Lattermann (Apolda und Morgenröthe)                                                                                  | Eisen                                            | 1919                 | 860                                                             | 250                                                    | d2 | Schulter zwischen zwei runden Reifen /EHRE SEI GOTT IN DER HOEHE//1919./ | 1898 Bronzeglocke Gebrüder Ulrich/ Gießer: Heinrich Ulrich (Apolda) |
| Herressen (Apolda)           | Dorfkirche                                                                    |                        | Franz Schilling Söhne (Apolda)                                                                                                   | Bronze                                           | 1963                 | 780                                                             | 261                                                    | h1 | Flanke auf Bogen stehender Hirsch [Entwurf Horst Jährling]/ER macht meine Füße//gleich einem Hirschen//Und stellet mich//auf meine Höhe//Ps 18.34/Kreuz rechts neben den Worten mich und Höhe/1963/ Flanke (andere Seite)/O HERRSCHER IN DES HIMMELS THRON//LASS DOCH DVRCH CHRISTVM, DEINEN SOHN//NACH SOVIEL KRIEG VND BLVTVERGIEßEN//DEN LIEBEN FRIEDEN VNS GENIEßEN/ | 1761 Bronzeglocke Johann Georg Ulrich (Apolda); Verlust im Ersten Weltkrieg (eingeschmolzen); 1924 Bronzeglocke Franz Schilling Söhne (Apolda) Nr. 8722; Verlust im Zweiten Weltkrieg (eingeschmolzen) |
| Herressen (Apolda)           | Dorfkirche                                                                    |                        | Franz Schilling Söhne (Apolda) Nr. 8841                                                                                          | Bronze                                           | 1925                 | 660                                                             | 185                                                    | d2 | Schulter Eichenlaubfries mit Eicheln zwischen zwei runden Reifen Flanke /GOTT GIEB FRIEDEN DEUTSCHEM LANDE,//SCHUTZ UND WOHLFAHRT JEDEM STANDE.//1761.1925./ Flanke (andere Seite) in Wappenkartusche /FRANZ SCHILLING//SÖHNE//APOLDA//GOSSEN MICH//ANNO DOMINI//1925./ Wolm zwei runde Reifen | 1761 Bronzeglocke Johann Georg Ulrich (Apolda); Verlust im Ersten Weltkrieg (eingeschmolzen); 1942 nach Ilsenburg abgeliefert (11-23-92 B); Rückkehr |
| Hetschburg                   | St. Martin                                                                    |                        | Franz Schilling Söhne (Apolda)                                                                                                   | Bronze                                           | 1915                 | 540                                                             | 105                                                    | g2 | Schulter starker Kordelfries Flanke /Gegossen im Kriegsjahr//1915./ Flanke (andere Seite) /FIS./ Wolm /Gieb Sieg und Frieden Herr./ | 1888 Bronzeglocke C.F. Ulrich/ Gießer: Franz Schilling (Apolda) Nr. 1894; Erster Weltkrieg verloren |
| Hochdorf                     | St. Udalricus                                                                 |                        | Schilling & Lattermann (Apolda und Morgenröthe)                                                                                  | Eisen                                            | 1925                 | 1150                                                            | 650                                                    | a1 | Hals 1769/ 25 Schulter schmaler Blattfries /SCHREIB TIEF INS HERZ DAS EWIGE UNS HINEIN,//LÄUT' FROHE FESTE UND GLÜCKLICHE JAHRE EIN./schmaler Bandfries Schulter (andere Seite)/HOCHDORF AM KIRCHWEIHFEST DES JAHRES 1925./ | 1800 Kirchenbrand (Glocke zerschmolzen); 1803 Bronzeglocke Gebrüder Ulrich (Apolda); Verlust Erster Weltkrieg |
| Hochdorf                     | St. Udalricus                                                                 |                        | Schilling & Lattermann (Apolda und Morgenröthe)                                                                                  | Eisen                                            | 1953                 | 930                                                             | 360                                                    | c2 | Hals 373/ 53 Schulter zwischen zwei runden Reifen /EHRE SEI GOTT IN DER HÖHE/ Schulter (andere Seite) /Gießerzeichen//1953/ | 1800 Kirchenbrand (Glocke zerschmolzen); 1803 Bronzeglocke Gebrüder Ulrich (Apolda); 1893 bei Lehfeld nicht vorhanden; 1925 Eisenhartgussglocke Schilling & Lattermann |
| Hohenfelden                  | Glockenhaus am Anger                                                          |                        | Franz Schilling Söhne (Apolda)                                                                                                   | Bronze                                           | 1933                 | 585                                                             |                                                        | es2 | Schulter zwischen zwei runden Stegen ornamentaler Schmuckfries Flanke /SINGT MIT FREUDEN VOM SIEG/ Wolm über drei runden Reifen /19 Gießerzeichen 33/ | 1692 erstes hölzernes Glockenhaus mit drei Glocken auf dem Anger errichtet, weil der Blitz den Glockenturm schwer beschädigt hatte, so dass er die Glocken nicht mehr tragen konnte (altes Gemeindesiegel zeigt dieses Glockenhaus mit drei Glocken); 1816 zweites Glockenhaus nach Brand; 1938 repariert; 1954 Einsturz; 1955 Abriss der Reste; 1997 Einweihung eines dritten Glockenhauses |
| Hohenfelden                  | Glockenturm "Auf dem Katzenberg"                                              |                        | Franz Schilling Söhne (Apolda)                                                                                                   | Bronze                                           | 1963                 | ca. 600                                                         | ca. 150                                                | e2 | Krone Köpfe der vier Evangelisten [Walter Andrä] Schulter /DONA NOBIS PACEM/ | von Hermann Räder als Friedensglocke gegen den Mauerbau in Auftrag gegeben |
| Hohenfelden                  | St. Burkhard                                                                  |                        | Franz Schilling Söhne (Apolda)                                                                                                   | Bronze                                           | 1968                 | 930                                                             | 480                                                    | a1 | Hals Salbeiblatt Schulter /Christus spricht, Ich lebe und Ihr sollt auch leben ♰ ♰ / Flanke Christuszeichen als Relief | 1487 Bronzeglocke aus Wüstung Wetterode; 1687 Bronzeglocke Jakob Pappe (Erfurt); 1692 vom Turm genommen und in Glockenhaus umgehängt; 19. Jh. Neuguss; Verlust Erster Weltkrieg; 1930 Bronzeglocke Franz Schilling Söhne (Apolda) Nr. 11389; Verlust Zweiter Weltkrieg |
| Hohenfelden                  | St. Burkhard                                                                  |                        | Franz Schilling Söhne (Apolda)                                                                                                   | Bronze                                           | 1968                 | 760                                                             | 280                                                    | c2 | Hals Gießerzeichen Schulter /heilig, heilig, heilig ist GOTT der Allmächtige/ Flanke drei ineinander verschlungene Ringe als Symbol für Vater, Sohn und Heiligen Geist | (?); Bronzeglocke aus Wüstung Witterode; 1657 Bronzeglocke Wolf Geyer (Erfurt); 1687 Bronzeglocke Jacob Pappe (Erfurt); 1692 vom Turm genommen und in Glockenhaus umgehängt; 1927 gesprungen; 1928 Schweißung durch Sedlbauer & Sommerfeld (Berlin); 1930, Bronzeglocke Franz Schilling Söhne (Apolda) Nr. 11390; Verlust Zweiter Weltkrieg |
| Hohenfelden                  | St. Burkhard                                                                  |                        | Franz Schilling Söhne (Apolda) Nr. 11391                                                                                         | Bronze                                           | 1930                 | 635                                                             | 142                                                    | d2 | Schulter zwischen zwei Bändern Rosenfries /Den Beschuetzern der Heimat zum Danke, daß der Nachfahren Treue nie wanke//1930/zwischen zwei runden Reifen ornamentaler Bandfries Wolm Gießerzeichen drei runde Reifen /Franz Schilling Söhne Apolda gossen mich!/ | 1692 Bronzeglocke; 1884 Bronzeglocke Franz Schilling als C.F. Ulrich (Apolda) |
| Hohlstedt                    | Kirche                                                                        |                        | unbezeichnet | Bronze                                           | 14. Jh. oder 15. Jh. | 725                                                             | 250                                                    | c2 | Schulter zwischen zwei gedrehten Stricklinien geritzter Laubstab Flanke zartes Relief des stehenden Heiligen Martin; der für den vor ihm knienden Bettler seinen Mantel mit dem Schwert zerteilt; der Bettler kniet auf „Ritschen“, da er keine Füße hat und weist im Brustbereich ein Leprageschwür auf Wolm zwei runde Wülste | 1969 letztmals erklungen; 1980 aus dem Glockenstuhl herausgelöst, um Balken zu entlasten; Auslagerung in GlockenStadtMuseum Apolda; 1992 Rückführung |
| Holzdorf (Weimar)            | Landgut                                                                       |                        | Schilling & Lattermann (Apolda und Morgenröthe) Nr. 3618                                                                         | Eisen                                            | 1922                 | 1995                                                            | 3300                                                   | c1 | Hals B 1198/22 Schulter zwischen zwei runden Reifen ein von einem runden Reifen bedeckter liegender Blattfries mit parallelen Blättern / ✿ ICH ✿ WERDE ✿ NICHT ✿ STERBEN ✿ SONDERN ✿ LEBEN ✿ UND ✿ DES ✿ HERRN ✿ WERKE ✿ VERKÜNDIGEN ✿ PSALM 118.17 ✿ / zwischen zwei runden Reifen ein von einem runden Reifen bedeckter liegender Blattfries mit parallelen Blättern, runder Reifen mit vereinzelten hängenden Blütenornamenten /MICH UND MEINE BEIDEN SCHWESTERN GOSSEN SCHILLING UND LATTERMANN IN APOLDA UND MORGENRÖTHE 1922/ Flanke / (✿ mit Blättern) LUTHER (✿ mit Blättern) // ✿ GOTT HAT UNSER HERZ UND MUT FRÖHLICH GEMACHT ✿ // ✿ DURCH SEINEN LIEBEN SOHN WELCHEN ER FÜR UNS GEGEBEN HAT ✿ // ✿ ZUR ERLÖSUNG VON SÜNDEN, TOD UND TEUFEL ✿ //(MARTIN LUTHER)/ Flanke (andere Seite) /IN HARTER ZEIT NACH KRIEGESMORDEN //SIND WIR AUS ERZ ZU STAHL GEWORDEN//FEST WIE STAHL MUSS DER GLAUBE WERDEN//DANN KOMMEN BESSERE ZEITEN AUF ERDEN/ | 2011 aus Stadtkirche "St. Peter & Paul" Weimar überführt und aufgestellt |
| Holzdorf (Weimar)            | Landgut                                                                       |                        | Schilling & Lattermann (Apolda und Morgenröthe) Nr. 3619                                                                         | Eisen                                            | 1922                 | 1660                                                            | 1900                                                   | es1 | Hals B 1198/22 Schulter zwischen zwei runden Reifen ein von einem runden Reifen bedeckter liegender Blattfries mit parallelen Blättern / ✿ ALLES ✿ IST ✿ EUER ✿ IHR ✿ ABER ✿ SEID ✿ CHRISTI ✿/ zwischen zwei runden Reifen ein von einem runden Reifen bedeckter liegender Blattfries mit parallelen Blättern; runder Reifen mit vereinzelten hängenden Blütenornamenten Flanke / (✿ mit Blättern) HERDER (✿ mit Blättern) // ✿ NIEMAND SCHADEN ALLEN HILFE LEISTEN ✿// ✿ JEDERMANN EIN HEIL’GER ALTAR SEIN IST RELIGION ✿// ✿ UND DIESE FREUNDIN GEHT MIT UNS ✿// ✿ WENN ALLES EINST ZURÜCKBLEIBT ✿//(HERDER)/ | 2011 aus Stadtkirche "St. Peter & Paul" Weimar überführt und aufgestellt |
| Holzdorf (Weimar)            | Landgut                                                                       |                        | Schilling & Lattermann (Apolda und Morgenröthe) Nr. 3620                                                                         | Eisen                                            | 1922                 | 1460                                                            | 1300                                                   | f1 | Hals B 1198/22 Schulter zwischen zwei runden Reifen ein von einem runden Reifen bedeckter liegender Blattfries mit parallelen Blättern / ✿ SINGET ✿ DEM ✿ HERRN ✿ EIN ✿ NEUES ✿ LIED ✿ /zwischen zwei runden Reifen ein von einem runden Reifen bedeckter liegender Blattfries mit parallelen Blättern; runder Reifen mit vereinzelten hängenden Blütenornamenten Flanke / (✿ mit Blättern) BACH (✿ mit Blättern) //✿ GOTTES ZEIT IST DIE ALLERBESTE ZEIT ✿//(J.S.BACH)/ | 2011 aus Stadtkirche "St. Peter & Paul" Weimar überführt und aufgestellt |
| Hopfgarten                   | Dorfkirche Hopfgarten St. Vitus                                               |                        | Glockengießerei Grassmayr (Innsbruck)                                                                                            | Bronze                                           | 2019                 | 1270                                                            | 1360                                                   | e1 | Krone 6 Engelsköpfe Schulter zwischen zwei runden Reifen/KIRCHE ST.VITUS ZU HOPFGARTEN 2019/ Flanke Hoffnung Flanke (andere Seite) Baum vor Nebelwand, aus der einzelne Personen herausragen untere Flanke/ rechtsseitig Gießerzeichen Wolm zwischen zwei runden Reifen SEID FRRÖHLICH IN HOFFNUNG, GEDULDIG IN TRÜBSAL, BEHARRLICH IM GEBET. RÖM 12,12 | 1732 Nicolas Sorber (Erfurt); Verlust 1. WK; 1919 Schilling & Lattermann (Apolda-Morgenröthe); 1920 in Turm verbracht; 2011 Läuteverbot, da Turm schwer beschädigt; 2015 abgehangen 25.04.2020 Glockeneinhub; 30.05.2020 Glockenweihe |
| Hopfgarten                   | Dorfkirche Hopfgarten St. Vitus                                               |                        | Glockengießerei Grassmayr (Innsbruck)                                                                                            | Bronze                                           | 2019                 | 1010                                                            | 670                                                    | gis1 | Krone 6 Engelsköpfe Schulter zwischen zwei runden Reifen /KIRCHE ST.VITUS ZU HOPFGARTEN 2019/ Flanke Dorfansicht mit Kreuz Flanke (andere Seite) Glaube Flanke (rechtsseitig ganz unten) Gießerzeichen Wolm zwischen zwei runden Reifen ALLE DINGE SIND MÖGLICH DEM, DER DA GLAUBT. MK 9,23 | 1598 Bronzeglocke Melchior Möring[k] (Erfurt); Verlust Erster Weltkrieg (eingeschmolzen); 1919 Schilling & Lattermann (Apolda-Morgenröthe) 1920 in Turm verbracht; 2011 Läuteverbot, da Turm schwer beschädigt; 2015 abgehangen 26.04.2020 Glockeneinhub; 30.05.2020 Glockenweihe |
| Hopfgarten                   | Dorfkirche Hopfgarten St. Vitus                                               |                        | Glockengießerei Grassmayr (Innsbruck)                                                                                            | Bronze                                           | 2019                 | 850                                                             | 420                                                    | h1 | Krone 6 Engelsköpfe Schulter zwischen zwei runden Reifen/KIRCHE ST.VITUS ZU HOPFGARTEN 2019/ Flanke fünf verschlungene Hände in einem Herz Flanke (andere Seite) Liebe Flanke (rechtsseitig ganz unten) Gießerzeichen Wolm zwischen zwei runden Reifen ALLE EURE DINGE LASST IN DER LIEBE GESCHEHEN! 1. KOR 16,15 | 1862 Bronzeglocke; Verlust Erster Weltkrieg (eingeschmolzen); 1919 Schilling & Lattermann (Apolda & Morgenröthe) 1920 in Turm verbracht; 2011 Läuteverbot, da Turm schwer beschädigt; 2015 abgehangen; 26.04.2020 Glockeneinhub; 30.05.2020 Glockenweihe |
| Hopfgarten                   | Gaststätte „Zur Weintraube“                                                   |                        | Bochumer Verein Gussstahlfabrik (Bochum)                                                                                         | Guss- stahl                                      | 1937                 | 395                                                             | 30                                                     | d3 | Schulter zwei runde Reifen Flanke B.V.G. Flanke Gießernummer 2458 im Innern (stark verschwommen) Wolm drei runde Reifen | beweglich aufgehängt; kann in Garten transportiert werden; Läuten = eine Saalrunde |
| Hottelstedt                  | Dorfkirche Hottelstedt St. Jakobus                                            |                        | Hans [Johann] Christoph Geyer (Erfurt)                                                                                           | Bronze                                           | 1695                 | 945                                                             | 450                                                    | fis1 | Schulter Fries aus stehenden Akanthuspalmetten fünf stegbegrenzte Bänder in zwei und vier / ✿ ANNO 16 ✿ 95 ✿ VON G • G • WILHELM : ERNST • HERZOG ZU S • I • C • B • AUCH E • W • REGIRENDER LANDES FURST ZU WEIMAR//MIT GOTTES HILFE GOSS MICH HANS CHRIST: GEYER IN ERFFVRT ✿ ✿ ✿ ✿ HERR IOHANN GEORG CHRISTANI PFARRER ✿ ✿/Fries aus hängenden Akanthuspalmetten Flanke Relief mit Luthers Brustbild in Lorbeerrahmen [104 von Glockenfriedhof deutlich lesbar] Wolm drei runde Reifen Schlag zwischen zwei runden Reifen / ✿ ✿ HANS IACOB SCHREPFER RICHTER ✿ HANS GEORGE PABST H • B • ✿ HANS MICHAEL PABST O • A • R ✿ NICOLAVS REGENSPVRGK V • A • R • ✿ ✿/ | 1685 Bronzeglocke zersprungen; Zweiter Weltkrieg nach Hamburg abgeliefert (11-23-104C); 1950 Rückkehr/ Schäden am Schlag |
| Hottelstedt                  | Dorfkirche Hottelstedt St. Jakobus                                            |                        | Franz Schilling Söhne (Apolda)                                                                                                   | Bronze                                           | 1928                 | 805                                                             | 400                                                    | ais1 | Schulter zwischen zwei runden Reifen Eichenlaubfries mit Früchten Flanke jede Schriftzeile an schmalem Reifen hängend /DEM GEDAECHTNIS UNSERER//IM KRIEGE 1914-1918//GEFALLENEN HELDEN.//BECK, PFUNDHELLER, GRAEFE,/ /WALTHER, BARTMANN, SCHOENHEINZ,//CASPAR, ULRICH, KUEHNHAUSEN.//GEMEINDE HOTTELSTEDT 1928/ Flanke (andere Seite) ✠ im Eichenlaubkranz /1914/ Wolm drei Strick-Rollen zwischen eins und zwei /FR. SCHILLING SNE. APOLDA GOSSEN MICH./ Schlag zwei Strick – Rollen | 1810 gesprungen; 1811 Bronzeglocke Gebrüder Ulrich (Apolda); 1917 eingeschmolzen; Zweiter Weltkrieg nach Ilsenburg abgeliefert (11-23-106 B); Rückkehr [Liste 4.2.1948] |
| Hottelstedt                  | Dorfkirche Hottelstedt St. Jakobus                                            |                        | Franz Schilling Söhne (Apolda) Nr. 14102                                                                                         | Bronze                                           | 1948                 | 668                                                             | 166                                                    | cis2 | Schulter zwischen zwei runden Reifen Fries aus Eichenlaubblättern mit Früchten Flanke /GEOPFERT FUER//DEUTSCHLANDS WEHR 1917//NEUERSTANDEN//ZU GOTTES EHR 1928//UMGEGOSSEN 1948/ Wolm über Stricklinie /Gießerzeichen//FRANZ SCHILLING SÖHNE//IN APOLDA GOSSEN//MICH IM JAHRE 1948/ | 1825 gesprungen; 1824/25 Bronzeglocke Gebrüder Ulrich (Apolda); 1917 eingeschmolzen; 1928 Bronzeglocke; Franz Schilling Söhne (Apolda); Verlust Zweiter Weltkrieg (?) |
| Isseroda                     | St. Pankratius                                                                |                        | Franz Schilling Söhne (Apolda) Nr. 204                                                                                           | Bronze                                           | 1935                 | 900                                                             | 464                                                    | a1 | Schulter Weinlaubfries mit großen Früchten/ Franz Schilling Söhne (Apolda) gossen mich 1935/ Flanke /Glaube//Ehre sei Gott in der Höhe/ Flanke (andere Seite)/Hoffnung//Den Menschen ein Wohlgefallen/ Wolm drei runde Reifen | 1828 zersprungen; 1828 Bronzeglocke Gebr. Ulrich (Apolda); bei Lehfeld 1893 keine Glocke |
| Isseroda                     | St. Pankratius                                                                |                        | George Christoph Sorber (Erfurt)                                                                                                 | Bronze                                           | 1767                 | 411                                                             | 1 ½ Ztr.                                               | h2 | Schulter zwischen zwei Rundstegen / ANO • 1767 • GOS • MICH • GEORGE • CHRISTOPH • SORBER •/ Flanke /IN DEO SPES MEA//GUNTHERUS//ABBAS • / Relief mit Taube und Kreuz Flanke (andere Seite) /DUM TRAHOR AUDITE//VOCO VOS CANARE VENITE •/ Wolm zwei Rundstege | Uhrglocke außen am Turm (unzugänglich); Umguss der alten Tischglocke des Klosters auf dem Petersberg in Erfurt (campana mensalis); 1802 Besetzung des Petersberges in Erfurt und am 23. März Auflösung des Klosters durch preußische Truppen; 1803 Generalinventarisierung des Klosters (hierbei Gewicht festgeschrieben); 1810 versteigert; nach Isseroda übernommen; heute letzte noch vorhandene Glocke des Geläutes des Petersbergklosters |
| Kapellendorf                 | Dorfkirche Kapellendorf St. Maria und Bartholomäus                            |                        | Glockengießerei Rudolf Perner | Bronze                                           | 2022                 | 1035                                                            | 598                                                    | g1 | Schulter umlaufende Dornenranke mit Rosenblüten und Blättern sowie Lindenblättern mit Blütenständen Flanke eine von drei Sternen begleitete Mondsichel [mit Joh.1] umschließt eine strahlende Sonnenscheibe mit der Inschrift IM/ANFANG WAR/DAS WORT, UND DAS/WORT WAR BEI GOTT/UND GOTT WAR DAS/WORT DASSELBE WAR/IM ANFANG [von Taube verdeckt/unter dem Schwanz der Taube befinden sich Wasserwellen als Symbol der Erde] BEI GOTT/ALLE DINGE SIND/DURCH DASSELBE/UND OHNE DASSEI/ IST NICHTS GEMA/CHT, WAS GEMA/CHT IST. IN … Flanke [andere Seite] Gießerzeichen/ 2022/ SH (Initiale der Künstlerin: Susann Hildebrandt/ Finsterbergen) Wolm zwischen zwei runden Reifen GOTT SEGNE UND ERHALTE KAPELLENDORF/ | 1607 Bronzeglocke – Umguss einer älteren Glocke durch Herrmann König[k](Erfurt); 1680 Bronzeglocke; Hans Heinrich Rausch und Hans Wolf Geyer (Erfurt); 1817 oder 1843 zersprungen; 1844 Bronzeglocke Gebrüder Ulrich/ Gießer: Johann Heinrich Ulrich (Apolda); 1917 Verlust (mit 2. Glocke für 3370,00 Mark); 1920 Eisenhartguss Schilling & Lattermann (Apolda & Morgenröthe); 31.10.22 Glockeneinhub und Weihe |
| Kapellendorf                 | Dorfkirche Kapellendorf St. Maria und Bartholomäus                            |                        | Glockengießerei Rudolf Perner gegossen in Apolda                                                                                 | Bronze                                           | 2022                 | 838                                                             | 358                                                    | h1 | Schulter umlaufende Dornenranke mit Rosenblüten und Blättern sowie Lindenblättern mit Blütenständen Flanke in einem stilisierten Baum, der auf einem umlaufenden Steg als Symbol des Erdbodens steht, befinden sich die Worte Joh: 24 -25: WER/MEIN WORT/HÖRT UND GLAUBT/DEM DER MICH GESA/NDT HAT DER HAT DAS/EWIGE LEBEN UND KO/MMT NICHT IN DAS GER/ICHT, SONDERN ER IST/ VOM TODE ZUM LEBEN HIN/DURCHGEDRUNGEN WAHR/LICH, WAHRLICH ICH SAGE/EUCH: ES KOMMT DIE … Flanke (andere Seite) Gießerzeichen/ 2022 / SH (Initiale der Künstlerin: Susann Hildebrandt/ Finsterbergen) WOLM zwischen zwei umlaufenden runden Reifen SO NIMM DENN MEINE HÄNDE UND FÜHRE MICH BIS AN MEIN LEBENSENDE UND EWIGLICH | 1586 Bronzeglocke Melchior Moeringk (Erfurt); 1817 zersprungen; 1818 Bronzeglocke Gebrüder Ulrich (Apolda); 27.06. 1917 Verlust (mit 1. Glocke für 3370,00 Mark abgeliefert); 1920 Eisenhartguss Schilling & Lattermann (Apolda & Morgenröthe); 31.10.22 Glockeneinhub und Weihe |
| Kapellendorf                 | Dorfkirche Kapellendorf St. Maria und Bartholomäus                            |                        | Gebrüder Ulrich (Apolda) | Bronze                                           | 1787                 | 605                                                             | 116                                                    | d2 | Schulter zwischen zwei stegbegrenzten Bändern /SOLI DEO GLORIA. ✿/ Fries aus einzelnen großen Rosenblüten Wolm zwei runde Reifen Schlag zwischen zwei runden, gekehlten Reifen /ME FUDERUNT ULRICH FRATRES APOLDAE ANNO M DCC LXXXVII/ | 1586 Bronzeglocke Melchior Moering[k] (Erfurt); 1785 beim Ausläuten zersprungen; 24.09. 1787 in den Turm gehangen; Zweiter Weltkrieg nach Ilsenburg abgeliefert (11-23-109 B); Rückkehr [Liste 4.2. 1948]; 2021 abgehangen, um mit neuem Geläut abgeglichen zu werden; 31.10.22 Glockeneinhub und Weihe |
| Keßlar                       | Annenkirche                                                                   |                        | Ulrich & Weule (Apolda & Bockenem)                                                                                               | Eisen                                            | 1922                 | 1210                                                            | 710                                                    | gis1 | Hals 274.1 Schulter zwischen zwei flachen Bändern Fries aus mehreren Segmenten mit mittigem Kreuzwappen von Eichenlaub und Eicheln umrankt Flanke /ULRICH & WEULE//APOLDA-BOCKENEM/ Flanke (andere Seite)/GIB, DASS AUCH UNSER HERZ/ /SEI WOHLBESTELLT.//1922/ Wolm zwei runde Reifen | 1828 Bronzeglocke Carl Friedrich Ulrich (Apolda) |
| Keßlar                       | Annenkirche                                                                   |                        | Ulrich & Weule (Apolda & Bockenem)                                                                                               | Eisen                                            | 1922                 | 1010                                                            | 427                                                    | h1 | Hals 274.2 Schulter zwischen zwei flachen Bändern Fries aus mehreren Segmenten mit mittigem Kreuzwappen von Eichenlaub und Eicheln umrankt Flanke /ULRICH & WEULE//APOLDA-BOCKENEM/ Flanke (andere Seite)/HERR, LASS GEDEIHN DIE//FRUCHT AUF UNSERM FELD//1922/ Wolm zwei runde Reifen | 1672 Bronzeglocke Christoph Ros[a]e (Volkstedt) |
| Kiliansroda                  | Dorfkirche Kiliansroda                                                        |                        | Glocken- und Kunstgießerei Rincker (Sinn bei Wetzlar)                                                                            | Bronze                                           | 1990                 | 658                                                             | 173                                                    | d2 | Hals 18264 Schulter /ALLE DINGE SIND MÖGLICH DEM ◊ DER DA GLAUBT ♰ MARKUS 9 ◊ 23 ♰/ Flanke Gießerzeichen /1990/ Wolm /GEWIDMET VON//HEINZ UND RIA HEY/ Wolm (andere Seite) /ZUR ERINNERUNG//AN PFARRER DR. JOHANNES HÜLLE//1920-1931/ | 1862 Bronzeglocke |
| Kiliansroda                  | Dorfkirche Kiliansroda                                                        |                        | Franz Schilling Söhne (Apolda) Nr. 10405                                                                                         | Bronze                                           | 1927                 | 555                                                             | 112                                                    | f2 | Hals /SCHILLING APOLDA 1927./ Schulter Eichenlaubfries mit Eicheln zwischen zwei flachen Bändern Flanke /FRIEDE AUF ERDEN//DEM VATERLAND GEOPFERT 1917//NEUERSTANDEN 1927.//KILIANSRODA/ Flanke (andere Seite) /LASST DEN CHRISTENGLAUBEN//NIMMERMEHR EUCH RAUBEN./ Wolm drei runde Reifen | 1807 Bronzeglocke Johann Heinrich Ulrich (Laucha) |
| Kleinkromsdorf               | Dorfkirche Kromsdorf                                                          |                        | Schilling & Lattermann (Apolda und Morgenröthe) Nr. 5803                                                                         | Eisen                                            | 1922                 | 850                                                             | 250                                                    | d2 | Schulter zwischen zwei runden Reifen oberhalb und einem runden Reifen unterhalb /UNSERN IM KRIEGE GEFALLENEN ZUM GEDÄCHTNIS.//1922./ | 1615 Bronzeglocke Hieronymus Möring[k] (Erfurt); 1886 Bronzeglocke Franz Schilling als C.F. Ulrich (Apolda) Nr. 1710; Verlust Erster Weltkrieg |
| Kleinlohma                   | Glockenturm                                                                   |                        | unbezeichnet | Bronze                                           | 1483                 | 500                                                             |                                                        | | Schulter vier Stricklinien; zwischen zwei und drei in Minuskeln (A als Majuskel)/ Anno d[omi]ni m0 cccc0 lxxxiii maria/ Flanke Relief aus drei Blüten Wolm zwei Stricklinien | 1762/71 Silberglocke aus 10löthigem Silber vorhanden; 1893 „Noch hängt die Glocke im jetzigen Gemeindehaus…“; 1912 Weihe des Glockenturmes für „Lutherglocke“ [1483 = Geburtsjahr Luthers] od. auch „Maria“; 1980 Teilsanierung des Turmes; 2005 Sanierung und Umsetzen der Glocke; 2006 Weihe des sanierten Glockenturmes |
| Kleinobringen                | St. Michaelis                                                                 |                        | Gebrüder Ulrich/ Heinrich Ulrich GmbH (Apolda)                                                                                   | Bronze                                           | 1925                 | 840                                                             | 330                                                    | b1 | Schulter zwischen zwei runden Reifen Fries aus Blumen und Blättern Flanke /ICH MAHNE EUCH AN CHRISTI WORT, //ICH ERINNRE EUCH AN DEN VÖ (Ö-Striche im O) LKERMORD, //ICH ERINNRE EUCH AN DIE EISERNE ZEIT,//ICH MAHNE EUCH AN DIE EWIGKEIT./ Flanke (andere Seite) /Gießerzeichen//Gegoss. 1925/ Wolm zwei Stege | (?); Bronzeglocke [ab 1783 (2)]; 1783 Bronzeglocke – Umguss aus gesprungener Glocke (2) und Uhrglocke des nördlichen Schallochs durch Gebrüder Ulrich (Apolda); 1901 Bronzeglocke; 1917 abgeliefert und eingeschmolzen |
| Kleinromstedt                | Dorfkirche Kleinromstedt                                                      |                        | Schilling & Lattermann (Apolda und Morgenröthe)                                                                                  | Eisen                                            | 1919                 | 1305                                                            |                                                        | g1 | Hals B 502/19 Schulter zwischen zwei runden Reifen /IN SCHWERER ZEIT, UND GROSSER NOT//RUF' ICH UM HILF' ZU DIR, O GOTT/ Flanke /Gestiftet zum Andenken//an ihren 1897 verstorbenen Sohn//von August und Auguste Agatha//1919/ | 1783 Bronzeglocke Gebrüder Ulrich (Apolda); 1879 Bronzeglocke Franz Schilling als C.F. Ulrich (Apolda); Erster Weltkrieg (Verlust) |
| Kleinromstedt                | Dorfkirche Kleinromstedt                                                      |                        | Schilling & Lattermann (Apolda und Morgenröthe)                                                                                  | Eisen                                            | 1919                 | 1020                                                            |                                                        | h1 | Hals B 502/ 19 Schulter zwischen zwei runden Reifen /EIN FESTE BURG IST UNSER GOTT/ Flanke /Gestiftet in schwerer Zeit//von August und Auguste Agatha//1919/ | 1797 Bronzeglocke Gebrüder Ulrich (Apolda); Erster Weltkrieg (Verlust) |
| Kleinromstedt                | Dorfkirche Kleinromstedt                                                      |                        | Schilling & Lattermann (Apolda und Morgenröthe)                                                                                  | Eisen                                            | 1919                 | 845                                                             | 250                                                    | d2 | Hals B 502/19 Schulter zwischen zwei runden Reifen /GOTT SCHÜTZE UND SEGNE KLEINROMSTEDT./ Flanke /Gestiftet in schwerer Zeit//von August und Auguste Agatha//1919/ | 1811 Bronzeglocke Gebrüder Ulrich (Apolda); 1879 Bronzeglocke C.F. Ulrich/ Gießer: Franz Schilling (Apolda) Nr. 1300; Erster Weltkrieg (Verlust) |
| Kleinromstedt                | ehem. Schule                                                                  |                        | Hieronymus Moering[k] (Erfurt)                                                                                                   | Bronze                                           | 1616                 | 630                                                             | 150                                                    | f2 | Schulter vier runde Reifen zwischen zwei und drei /ANNO ◊ M ◊ DC ◊ XVI ◊ DA GOSS MICH HIERONYMVS MOERINCK ZU ERFFVRDT ✿/ | 1617 Schulturm fertig gestellt; Zweiter Weltkrieg nach Ilsenburg abgeliefert (11-23-390), Rückkehr mit Schäden am Schlag; Zwischenhängung in ein viertes Joch in Kirchturm als Glocke für katholische Christen und für das Einläuten des Feierabends (18:00 Uhr); 11.08.2001 wieder im Schulturm aufgehängt (1125-Jahr-Feier Kleinromstedt) |
| Kleinschwabhausen            | Dorfkirche Kleinschwabhausen                                                  |                        | Hans Heinrich Rausch (Erfurt) | Bronze                                           | 1675                 | 790                                                             | 269                                                    | g1 | Krone mit Masken Schulter Fries aus geflügelten Engelsköpfen mit reichem Pflanzenwerk zwischen zwei stegbegrenzten Bändern / ◊ HERR CASPAR KONIG AMBTSVERWALTHER M. IOHANN BACKHAVS PFARHERR ANNO 1675/ über einem runden Steg / ◊ HANS KIRCHHOF GERICHTSSCHOPF MATHES LIEBESKINDT HEIMBVRGE GLORIA IN EXCELSIS DEO/Fries aus geflügelten Engelsköpfen mit reichem Pflanzenwerk ein runder Steg Flanke in rechteckigem Palmettenarrangement /DURCH GOTTES HILFFE//GOSS MICH HANS HEINRICH//RAVSCH IN ERFFURDT/ Wolm drei runde Stege Schlag zwei runde Stege | 1721 Bronzeglocke Nikolaus Jonas Sorber (Erfurt); Verlust Erster Weltkrieg (?);Zweiter Weltkrieg nach Hamburg abgeliefert (11-20-77C); 05.05.1950 Rückkehr |
| Kleinschwabhausen            | Dorfkirche Kleinschwabhausen                                                  |                        | Franz Schilling Söhne (Apolda) Nr. 8740                                                                                          | Bronze                                           | 1925                 | 655                                                             | 174 oder 124                                           | d2 | Schulter zwischen zwei runden Stegen Eichenlaubfries Flanke /DIE VERGANGENHEIT WAR TRUEBE,//DIE GEGENWART IST SCHWER,/ /DIE ZUKUNFT MOEGE LICHT SEIN./ Flanke (andere Seite)Gießerzeichen in Wappenform//GEWIDMET VON DER//GEMEINDE KLEINSCHWABHAUSEN//OSTERN 1925./ Wolm zwei runde Reifen | Bronzeglocke unbezeichnet mit vielen Namen und /HAEC CAMPANA POSTQUAM DISRVPTA DENVO FVSA EST/ |
| Klettbach                    | St. Trinitatis                                                                |                        | Schilling & Lattermann (Apolda und Morgenröthe)                                                                                  | Eisen                                            | 1956                 | 1045                                                            | 530                                                    | b1 | Hals 664/ 56 Schulter /JESUS CHRISTUS GESTERN UND HEUTE UND DERSELBE AUCH IN EWIGKEIT/ Flanke Christusmonogramm Flanke (andere Seite) Gießerzeichen /1956/ | 1843 Bronzeglocke |
| Klettbach                    | St. Trinitatis                                                                |                        | Schilling & Lattermann (Apolda und Morgenröthe)                                                                                  | Eisen                                            | 1956                 | 875                                                             | 300                                                    | des2 | Hals 665/ 56 Schulter /GOTT IST UNSERE ZUVERSICHT UND STÄRKE/ Flanke Kreuz Flanke (andere Seite) Gießerzeichen /1956/ | 1843 Bronzeglocke |
| Klettbach                    | St. Trinitatis                                                                |                        | Christian Stoermer (Erfurt) | Bronze                                           | 1921                 | 605                                                             |                                                        | es2 | Schulter zwischen zwei glatten Reifen /DIE LEBENDEN RUFE ICH [stilisierte ✿] DIE TOTEN BEKLAGE ICH/ Flanke ✠ im Eichenlaubkranz /MICH GOSS MEISTER STOERMER ZU ERFURT 1921/ Flanke (andere Seite) /FUER UNS STARBEN IM WELTKRIEG AUS UNSERER gemeinde://paul/ BAER ALFRED BAUCHSPIEHS FRANZ FISCHER//PAUL HILDEBRAND II. RUDOLF HILDEBRAND//MAX HUFELD MAX HUFNAGEL KARL KIRST//OTTO KIRST PAUL PRAUHSE RUDOLF RISCHE.//VERMISST. PAUL LANGE.//DIE DANKBARE GEMEINDE KLETTBACH./ Wolm Rundsteg | 1854 Bronzeglocke |
| Klettbach                    | St. Trinitatis Uhr                                                            |                        | Melchior Moering[k] (Erfurt) Bochumer Verein Gussstahlfabrik (Bochum)                                                            | Bronze und Guss- stahl                           | 1596 20. Jh.         | 580                                                             |                                                        | | Schulter (1) zwischen einem runden Reifen oberhalb und zwei runden Reifen unterhalb /ANNO • M • D • XC • VI GOSS MICH MELCHIOR MOERING ZV ERFURDTH ⚜ ⚜ / Schulter (2) /B V G / | |
| Ködderitzsch                 | Dorfkirche Ködderitzsch                                                       |                        | Ulrich & Weule (Apolda & Bockenem)                                                                                               | Eisen                                            | 1921                 | 1070                                                            |                                                        | a1 | Hals Zahlen nicht lesbar Schulter zwei runde Reifen Flanke /ULRICH & WEULE//APOLDA-BOCKENEM//1921/ Wolm zwei runde Reifen | |
| Ködderitzsch                 | Dorfkirche Ködderitzsch                                                       |                        | Ulrich & Weule (Apolda & Bockenem)                                                                                               | Eisen                                            | 1922                 | 820                                                             |                                                        | cis2 | Hals 552. Schulter zwei runde Reifen Flanke /ULRICH & WEULE//APOLDA-BOCKENEM//1922/ Wolm zwei runde Reifen | |
| Kösnitz                      | Dorfkirche                                                                    |                        | Gebrüder Ulrich (Apolda) | Bronze                                           | 1803                 | 920                                                             | 450                                                    | as1 | Schulter Efeufries mit Beerentrauben drei flache Stege zwischen eins und zwei /GOTT SEGNE UND ERHALTE KOESNITZ./zwischen zwei und drei /MICH HABEN UMGEGOSSEN DIE GEBRÜDER ULRICH IN APOLDA ANNO 1803./ Fries aus federartigen Blättern und kleinen Kugeln an den Blattenden auf gegittertem Grund Flanke /CARL AUGUST//H. zu. S. W. u. E./großes Wappen aus 18 kleinen Feldern Wolm drei runde Reifen | Zweiter Weltkrieg nach Ilsenburg abgeliefert (11-23-123 B); Rückkehr [Liste 4.2.1948] |
| Kösnitz                      | Dorfkirche                                                                    |                        | Franz Schilling Söhne (Apolda)99                                                                                                 | Bronze                                           | 1926                 | 600                                                             | 125                                                    | es2 | Schulter Eichenlaubfries mit Eicheln zwischen zwei Rundstegen Flanke jeweils an einem runden Reifen hängend /1917.//Land, Land, hoere des Herrn Wort.//1926./ Flanke (andere Seite) /Schilling Apolda./ Wolm drei runde Reifen | 1810 Bronzeglocke; Verlust Erster Weltkrieg |
| Kötschau                     | Dorfkirche Kötschau                                                           |                        | Franz Schilling als C.F. Ulrich (Apolda) Nr. 383                                                                                 | Bronze                                           | 1884                 | 600                                                             | 127                                                    | es2 | Schulter zwischen je einem flachen Band und einem runden Reifen /ER HALT UNS HERR DEIN HEILIG WORT/ Flanke großer Blätterfries mit gewundenen Blumengirlanden und Einzelblüten /GUSS VON C.F.ULRICH//IN APOLDA 1884./ Wolm drei runde Reifen | |
| Krakendorf                   | Dorfkirche Krakendorf                                                         |                        | Schilling & Lattermann (Apolda und Morgenröthe)                                                                                  | Eisen                                            | 1953                 | 820                                                             | 225                                                    | d2 | Hals 317/ 52 Schulter zwischen zwei runden Reifen /SOLI DEO GLORIA/ Schulter (andere Seite) Gießerzeichen unter dem zweiten Reifen /1953/ | 1885 Bronzeglocke – Guss unter Verwendung des Materials einer alten Vorgängerglocke durch Franz Schilling als C.F. Ulrich (Apolda) Nr. 1667, Zweiter Weltkrieg (Verlust); auf dem Boden stehend |
| Krakendorf                   | Dorfkirche Krakendorf                                                         |                        | Schilling & Lattermann (Apolda und Morgenröthe)                                                                                  | Eisen                                            | 1953                 | 700                                                             | 115                                                    | f2 | Hals 318/ 52 Schulter zwischen zwei runden Reifen /ICH RUFE ZUR BUSSE/ Schulter (andere Seite) Gießerzeichen unter dem zweiten Reifen /1953/ | 1783 Bronzeglocke Johann[es] Mayer (Rudolstadt); 1951 Verkauf an Franz Schilling Söhne (Apolda)/ Weiterverkauf nach Hoheneiche; 1885 Bronzeglocke; Franz Schilling als C.F. Ulrich (Apolda) [Gießerbuch – nicht geklärt, ob Guss wirklich erfolgte]; auf dem Boden stehend |
| Kranichfeld                  | St. Michael                                                                   |                        | Heinrich C(Z)ieg(e)ler (Erfurt)                                                                                                  | Bronze                                           | 1520                 | 1135                                                            | 50 Ztr.                                                | ges1 | Schulter zwischen einem runden Reifen oberhalb und zwei runden Reifen unterhalb /Anno ✠ d[o]m[ini] ✠ m ✠ v ✠ xx ✠ consolor ✠ viva ✠ mortva ✠ fleo ✠ pello ✠ nociva ✠ sancte ✠ michaeL ✠ o ✠ p ✠ n / ( = Gießerzeichen C(Z)ieg(e)lers) Flanke (1) Christus am Kreuz in romanischer Auffassung; ringsherum Stammbaum Christi als Weinstock mit Brustbildern der Stammväter (ähnlich Obertrebra) (2) Anbetung der Weisen (3) Ecce Homo – von einem Kreis mit Engelsköpfen umgeben; in drei kleineren Kreisen mit Brustbild der Propheten [Schweißtuch der Veronika – Lehfeld] (4) Christus am Kreuz in archaischer Auffassung [inri] – zu beiden Seiten vor gotischen Maßwerkfenstern zwei Schilde (links der steigende Löwe für Thüringen; rechts das kursächsische Rautenwappen [Pilgerzeichen]) [Relief ähnlich dem Westportal der St. Johanniskirche in Saalfeld] Wolm zwei runde Reifen Schlag zwei runde Reifen | im Zweiten Weltkrieg durch Kirchgemeinde der Ablieferung widersprochen/ sehr mutig |
| Kranichfeld                  | St. Michael                                                                   |                        | Schilling & Lattermann (Apolda und Morgenröthe)                                                                                  | Eisen                                            | 1921                 | 1125                                                            | 600                                                    | a1 | Schulter zwischen einem Reifen oberhalb und zwei Reifen unterhalb /ANDACHT, FRIEDEN, FREUDE KÜNDE MEIN GELÄUTE. 1921./ | 1622 Bronzeglocke Hieronymus Moering[k] (Erfurt); 1632 Bronzeglocke Hieronymus Moering[k] (Erfurt); Erster Weltkrieg (Verlust) |
| Kranichfeld                  | St. Michael                                                                   |                        | Schilling & Lattermann (Apolda und Morgenröthe)                                                                                  | Eisen                                            | 1921                 | 933                                                             | 350                                                    | c2 | Schulter zwischen einem Reifen oberhalb und zwei Reifen unterhalb /EHRE SEI GOTT IN DER HÖHE./ Flanke /Gestiftet von Hoflieferant//Oscar Böhm. 1921./ | 1746 Bronzeglocke Paul Hiob Hahn (Gotha); 1859 Bronzeglocke Carl Friedrich Ulrich (Apolda); Erster Weltkrieg (Verlust) |
| Kranichfeld                  | St. Michael Uhr - Stundenschlag                                               |                        | Heinrich C(Z)ieg(e)ler (Erfurt)                                                                                                  | Bronze                                           | 1520                 | 530                                                             | 3 Zentner                                              | g2 | Schulter zwischen einfachen glatten Reifen /Anno ✠ D[omi]ni ✠ m ✠ v ✠ x ✠ vv [Sichel]/ Flanke Relief Christus am Kreuz (hl. Kümmernis – Bergner) seitlich zwei Wappen (rechts Sächsisches; links Naumburgisches) analog der großen Glocke | 17.05.1953 vorhanden; heute verloren |
| Kranichfeld                  | St. Michael Uhr - Viertelstundenschlag                                        |                        | Franz Schilling Söhne (Apolda)                                                                                                   | Bronze                                           | 1949                 | 290                                                             | 30                                                     | d3 | Schulter zwischen zwei glatten Reifen /1949/ Flanke Gießerzeichen /Libera nos Domine/ | 1520 Bronzeglocke Heinrich C(Z)ieg(e)ler (Erfurt); im Ersten Weltkrieg durch Hermann Dörnfeld für die große Glocke abgeliefert |
| Krautheim                    | St. Mauritius                                                                 |                        | Franz Schilling Söhne (Apolda)                                                                                                   | Bronze                                           | 1927                 | 1150                                                            | 900                                                    | e1 | Schulter drei abgerundete Reifen Fries aus Maßwerkfenstern gefüllt mit kleinen Bögen und Rosetten Flanke /Es starben fuer uns//P. Haake, W. Leig, F. Gosse, A. Seyfart//W. Reinholdt, H. Mueller, E. Knaut, A. Caspar,//O. Caspar, A. Oberreich, W. Krieger, O. Gerlach,//O. Kuenzer, W. Seyfarth; P. Seyfart, P. Kirchner,/P. Ladensack, F. Kunze, A. Kreuzberg./ Flanke (andere Seite)/UM DIE SO MANCHE TRAENE GEFLOSSEN,//FUER SIE IST DIESE GLOCKE GEGOSSEN.//1927.//im Auftrage der Gemeinde Krautheim//und Fam. Osk. Machts.//von Schilling – Apolda./ Wolm drei runde Reifen | 1669 Bronzeglocke Johann Berger (Weimar); 1750 Bronzeglocke Martin Rose (Apolda); Zweiter Weltkrieg nach Ilsenburg abgeliefert (11-23-129 B); Rückkehr [Liste 4.2.1948] |
| Krautheim                    | St. Mauritius                                                                 |                        | Hans Jacob König[k] (Erfurt) | Bronze                                           | 1629                 | 860                                                             | 7 ½ Ztn.                                               | g1 | Schulter großer Rosettenfries auf Perlstab sechs runde Reifen zwischen zwei und drei / ◊ HANC[S] IACOB KONIG CAM • PANAM FVDIT IN VRBE ERFFVRTA ◊ VT POPVLO [drei Punkte im Dreieck] ANNO M ◊ DC • XXIX./zwischen vier und fünf/[drei Punkte im Dreieck] PASTORE M ◊ SEBASTIANO ABESSER : AEDILE GEORGIO LINSSEN [drei Punkte untereinander] ✿ : ✿ SERVIAT ATQVE DEO/Fries aus quadratischen Modeln mit Vasen und langstieligen Blumen Wolm zwei runde Reifen | Zweiter Weltkrieg nach Ilsenburg abgeliefert (11-23-128 B); Rückkehr [Liste 4.2.1948] |
| Krautheim                    | St. Mauritius                                                                 |                        | Franz Schilling (Apolda) | Bronze                                           | 1907                 | 785                                                             |                                                        | h1 | Schulter zwischen zwei runden Reifenliegender, geschwungener Blattfries mit kugelartigen Früchtenstegbegrenztes Band /FRANZ SCHILLING IN APOLDA GOSS MICH 1907./Bogenfries mit stilisierten Blättern an den Enden Flanke /FRIEDE./ Relief einer Taube Wolm drei dünne Reifen Schlag drei dünne Reifen | 1669 Bronzeglocke Johann Berger (Weimar); 1848 Bronzeglocke C.F. Ulrich (Apolda) |
| Lachstedt                    | Dorfkirche Lachstedt                                                          |                        | unbezeichnet | Bronze                                           | Ende 15. Jh.         | 610                                                             |                                                        | fis2 | Schulter zwischen zwei Stricklinien/h[spiegelverkehrt]ilf ✠ got ✠ ma ria ✠ ✠ xix ✠ [i = Jesus] ✠/ Flanke (mit weißer Ölfarbe) /25.7.1970/ /Eberhard//Becker geb. 24.8.53/ Wolm zwei runde Reifen Schlag zwei runde Reifen | |
| Legefeld                     | St. Trinitatis                                                                |                        | Gebrüder Ulrich (Apolda) | Bronze                                           | 1789                 | 700                                                             | 200                                                    | cis2 | Schulter zwischen zwei doppelten Reifen /SOLI DEO GLORIA/ Rokokofries mit großen Rosenblüten und Quasten Flanke /ANNO//M DCC LXXXVIII.//BIN ICH ZUGLEICH,//IN FEUER MIT ZU GRUNDE GEGANGEN.//UND.//M DCC LXXXIX.//DURCH DIE GRBRÜDER//ULRICHE. ZU APOLDA.//WIEDER GEGOSSEN//WORDEN/ Flanke (andere Seite) /CARL AUGUST//H. ZU. S. W. u. E./ Herzogliches Wappen Wolm drei runde Reifen Schlag zwei runde Reifen | 1394 Bronzeglocke; 1788 Kirchenbrand; Schmelzen der Glocke |
| Lehnstedt                    | Magdalenenkirche                                                              |                        | unbezeichnet | Bronze                                           | 1465                 | 850                                                             | 336                                                    | b1 | Hals zwei runde Reifen Schulter zwischen doppelten Stricklinien in Minuskeln /anno ✠ d[omi]ni ✿ m0 ✠ cccc0 ✠ lxv0 ✠ ave ✠ maria ✠ gracia ✠/ Wolm zwei runde Reifen Schlag zwei runde Reifen | 1917 abgenommen; 1942 abgenommen; 1948 zurückgekehrt (wahrscheinlich bereits mit Riss); 1998 gerissen bis in den Glockenhals; 2000 Hans Lachenmeyer (Nördlingen) schweißen |
| Lehnstedt                    | Magdalenenkirche                                                              |                        | Gebrüder Ulrich (Apolda) | Bronze                                           | 1901                 | 582                                                             | 130                                                    | f2 | Schulter unter einem runden Reifen liegender Blattrankenfries zwischen zwei runden Reifen /GLOCKENGIESSEREI GEBR. ULRICH IN APOLDA./ Lorbeerfries Flanke auf je einem scharfen Reifen /ZU EINTRACHT, ZU HERZINNIGEN VEREIN, //VERSAMMLE SIE, DIE LIEBENDE GEMEIN! //1901./ Wolm drei runde Reifen Schlag scharfe Kante | 1863 Bronzeglocke; 1877 Bronzeglocke |
| Lengefeld                    | Dorfkirche Lengefeld                                                          |                        | Schilling & Lattermann (Apolda und Morgenröthe) Nr. 6934                                                                         | Eisen                                            | 1925                 | 1020                                                            | 430                                                    | h1 | Hals 1770/ 25 Schulter Blattfries zwischen zwei runden Reifen / ☆ IN HARTER ZEIT NACH KRIEGES MORDEN BIN ICH AUS ERZ ZU STAHL GEWORDEN. ☆ ☆ ☆ // ☆ SO HART WIE STAHL MUSS DER GLAUBE WERDEN DANN KOMMEN BESSERE ZEITEN AUF ERDEN. ☆ //1925/ Stabfries zwischen zwei runden Reifen Wolm ein runder Reifen | 1780 Bronzeglocke Gebrüder Ulrich (Apolda); Verlust Erster Weltkrieg |
| Leutenthal                   | St. Vitus                                                                     |                        | Rudolf Perner GmbH & Co. KG (Passau)                                                                                             | Bronze                                           | 2021                 | 1100                                                            | 915                                                    | ges1 | Schulter zwischen zwei umlaufenden Stegen St. Vitus Leutenthal 2020; Flanke Soli/ Deo/ Gloria; andere Seite Kreuz; Wolm oberhalb sh (für Susann Hildebrandt) und zwischen zwei umlaufenden Stegen Weinblattranke; andere Seite Gießerzeichen Perner | 1753 Bronzeglocke Carl Wilhelm Becker (Naumburg); 1921 Bronzeglocke Gebrüder Ulrich (Apolda); Verlust Zweiter Weltkrieg; 22.05.2021 Glockeneinhub |
| Leutenthal                   | St. Vitus                                                                     |                        | Christian August Mayer (Rudolstadt)                                                                                              | Bronze                                           | 1825                 | 720                                                             | 300                                                    | des2 | Schulter gedrehte Kordel auf rundem Reifen stehend /GEGOSSEN V. CHRIST. AUG. MAYER IN RUDOLSTADT/ 1825/ Fries aus hängenden Akanthusblättern Flanke auf je einem runden Reifen stehend/JOH ◊ FRIEDR ◊ HESSE PASTOR//J ◊ D ◊ DÜNSING CANTOR C ◊ G ◊ BECKER SCHULTH ◊//J ◊ C ◊ BIEL J ◊ H ◊ MÜLLER GERICHTSSCHÖPP//J ◊ E ◊ BEEBIG J ◊ E ◊ HOSSKÖNIG VORST ◊ //A ◊ HASSE HEIMB ◊ / Wolm Wulst zwischen zwei runden Reifen | |
| Liebstedt                    | Dorfkirche Liebstedt St. Laurentius                                           |                        | Schilling & Lattermann (Apolda und Morgenröthe)                                                                                  | Eisen                                            | 1956                 | 1190                                                            | 750                                                    | as1 | Schulter /EIN FESTE BURG IST UNSER GOTT/ /GOTT SEGNE UND ERHALTE LIEBSTEDT/Flanke/Zum Gedenken an die//1000 Jahrfeier 1956//Spendeten mich u. a. Fam. Schütze Kirchner Kühn//Gunstheimer Büschel Dr. Machetanz//Max Kellner P. Kistritz-Eckolstädt/ Flanke (gegenüberliegende Seite) Lutherrose | 1575 Bronzeglocke [wurde getreten], 1742 Abriss der Kirche; 1768 Fertigstellung der neuen Kirche ohne Turm; Glocken scheinbar in separatem Glockenstuhl; 1852 zersprungen; 1852 Bronzeglocke Gebrüder Ulrich (Apolda); 1885 Bronzeglocke unter Verwendung von Material alter Glocken durch Franz Schilling als C.F. Ulrich (Apolda) Nr. 1683; 1886 Entscheidung, gesamtes Geläut umzugießen; 1887 Bronzeglocke Franz Schilling als C.F. Ulrich (Apolda) Nr. 525; Verlust Erster Weltkrieg (?); 1925 Bronzeglocke Franz Schilling Söhne (Apolda) Nr. 9035; 1939 neuer Turm geweiht und mit Glocke bestückt; 1942 vom Turm geholt und eingeschmolzen |
| Liebstedt                    | Dorfkirche Liebstedt St. Laurentius                                           |                        | Franz Schilling als C.F. Ulrich (Apolda)                                                                                         | Bronze                                           | 1887                 | 740                                                             | 226                                                    | cis2 klingend c2 | Schulter drei flache Bänder zwischen eins und zwei naturalistischer Fries aus Getreideähren, Blättern und Blüten zwischen zwei und drei großer geschweifter, wellenförmiger Pflanzenfries mit einzelnen Blüten Flanke /Dienet dem Herrn mit Freuden//Kommt vor sein Angesicht mit Frohlocken//Liebstedt 1887/ Flanke (andere Seite)/Gewidmet//zur Erinnerung//Wilhelm Wünscher/ Wolm drei runde Reifen Schlag Absatz | 1575 Bronzeglocke [wurde getreten]; 1885 Bronzeglocke – Guss unter Verwendung Materials alter Glocken durch Franz Schilling als C.F. Ulrich (Apolda) Nr. 1684; 1885 Wunsch der neuen Glockeninschrift durch Kirchgemeinde an Landeskirchenamt und Schilling gerichtet; 1886 Entscheidung, gesamtes Geläut umzugießen, da Mittelglocke zu tief geraten |
| Liebstedt                    | Dorfkirche Liebstedt St. Laurentius                                           |                        | Schilling & Lattermann (Apolda und Morgenröthe)                                                                                  | Eisen                                            | 1956                 | 770                                                             | 180                                                    | es2 | Schulter /EHRE SEI GOTT IN DER HÖHE/ Schulter (andere Seite)Gießerzeichen /SPENDETEN MICH U.A. FAM. W[alter] TAUDTE, E[rwin] TAUDTE, K[urt] SCHULZE//W[illy] KINDLER, K[arl] FRANKE, W[alter] EHRHARDT//W[illy] SÖLLNER, H. AUGE – WEIMAR/ Flanke Monogramm Christi | 1886 Entscheidung, Geläut umzugießen, da kleine Glocke nicht rein klang; 1886 Bronzeglocke Franz Schilling als C.F. Ulrich (Apolda) Nr. 1685; 09.01.1948 nicht mehr vorhanden [Visitation] |
| Lotschen                     | Dorfkirche Lotschen                                                           |                        | Hans Obentbrot [Obenthrot] [vorher Heinrich (C)Zieg[e]ler zugeschrieben] [siehe Oberweimar]                                      | Bronze                                           | 1506                 | 760                                                             | 190                                                    | es2 | Schulter zwischen je einem doppelten Reifen in Majuskeln /ANNO D[OMI]NI 1506 IAR/ Wolm zwei runde Reifen[goldenes Band mit Rosenblüten aufliegend] Schlag zwei runde Reifen | |
| Magdala                      | Rathaus                                                                       |                        | C.F. Ulrich (Apolda) | Bronze                                           | 1853                 | 590 und 390                                                     |                                                        | b2 und fis3 | unterer Rand Inschrift schwer verwittert (nicht mehr lesbar) unterer Rand /GUSS VON C.F. ULRICH IN APOLDA 1853. MAGDALA/ | Halbschalen/ Kalotten |
| Magdala                      | St. Johannis                                                                  |                        | Eckhard[t] Kucher (Erfurt) | Bronze                                           | 1567                 | 1165                                                            | 780                                                    | e1 | Schulter zwischen doppelten glatten Reifen /[dreiteil. Blatt] ECKHART ◊ KVECHGEN ◊ GOS MICH ◊ GEN MA[G]DEL ◊ GEHOER ICH ◊ ZV RVFFEN ◊ DIE CHRISTEN//[dreiteil. Blatt] ZV HOFFE ◊ DAS SE LEREN ◊ DEN WECK ◊ DES HEREN ◊ 1567 ◊ IN ERFORT ◊ GOSSEN/ Bogenfries mit hängenden Wein- od. Rosenblättern und ⚜; in Hauptachse unterbrochen durch zwei Wappen mit Orlamündischem Löwen Wolm drei runde Reifen Schlag zwei runde Reifen | 1610 erstmals geläutet; Zweiter Weltkrieg nach Hamburg abgeliefert (11-23-150 C); 6.11.1950 Rückkehr [2. Liste 19.1.1951] |
| Magdala                      | St. Johannis                                                                  |                        | Schilling & Lattermann (Apolda und Morgenröthe)                                                                                  | Eisen                                            | 1918                 | 1080                                                            | 600                                                    | ais1 | Hals Gießerzeichen Schulter zwischen zwei runden Reifen /FRJEDE SEJ JHR ERST GELAEUTE.//1918./ | 1580 Bronzeglocke Eckhard[t] Kucher (Erfurt); Verlust Erster Weltkrieg (zerschlagen und eingeschmolzen) |
| Magdala                      | St. Johannis                                                                  |                        | Schilling & Lattermann (Apolda und Morgenröthe)                                                                                  | Eisen                                            | 1918                 | 906                                                             | 300                                                    | cis2 | Hals Gießerzeichen Schulter zwischen zwei runden Reifen/JN EJSERNER ZEJT.//1918./ | 1716 Bronzeglocke Johann Ros[a]e (Volkstedt); Verlust Erster Weltkrieg (zerschlagen und eingeschmolzen) |
| Maina                        | Dorfkirche Maina                                                              |                        | Gebrüder Ulrich (Apolda) | Bronze                                           | 1902                 | 370                                                             | 27                                                     | h3 | Hals drei runde Reifen Schulter flaches Band dichter Weinlaubfries an rundem Reifen Flanke/GOTT SEGNE MAINA.//1902/ Flanke (andere Seite) (als Medaillon) /GLOCKENGIESSEREI//GEBR. ULRICH//APOLDA/ Wolm zwei runde Reifen Schlag Absatz | (?); Bronzeglocke mit Mönchsschrift (Kryptogramm?)/KALAEBARSDIBOA/; 1874 Bronzeglocke; Zweiter Weltkrieg nach Ilsenburg abgeliefert (11-23-151 B); Rückkehr |
| Mattstedt                    | St. Marien                                                                    |                        | Schilling & Lattermann (Apolda und Morgenröthe)                                                                                  | Eisen                                            | 1920                 | 1050                                                            | 524                                                    | ais1 | Hals 576/ 19 Schulter zwischen zwei runden Reifen /ALLES WAS ODEM HAT, LOBE DEN HERRN/ | 1638 drei Glocken vorhanden; 1814 eine Bronzeglocke zersprungen; 1836 Bronzeglocke Gebrüder Ulrich/ Gießer: Johann Heinrich Ulrich (Apolda); 1894 zersprungen; 1894 Bronzeglocke Franz Schilling als C.F. Ulrich (Apolda); 1920 Verkauf der Bronzeglocke (plus Betrag für die beiden abgelieferten Glocken) |
| Mattstedt                    | St. Marien                                                                    |                        | Schilling & Lattermann (Apolda und Morgenröthe)                                                                                  | Eisen                                            | 1920                 | 875                                                             | 319                                                    | cis2 | Hals 576/ 19 Schulter zwischen zwei runden Reifen /EIN FESTE BURG IST UNSER GOTT./unter dem zweiten Reifen /IN EISERNER ZEIT, GOTT GEWEIHT 1920/ | |
| Mattstedt                    | St. Marien                                                                    |                        | Rudolf Perner GmbH & Co KG (Passau)                                                                                              | Bronze                                           | 2006                 | 555                                                             | 123                                                    | fis2 | Schulter zwischen zwei Kordelbändern / ⚜ MEINE SEELE ⚜ ERHEBT ⚜ DEN ⚜ HERRN ⚜ LUKAS ⚜ 1,46 ⚜ ✠ / Flanke Relief der Jungfrau Maria mit dem Kind Flanke (andere Seite) HEIMATVEREIN MATTSTEDT//FAM. BERND HUNGER//MECHTHILD MICHEL//ELKE RÖCKER/Gießerzeichen Wolm / ⚜ KIRCHE MATTSTEDT 2006 ⚜ /Kordelfries | 2006 Glockenturm restauriert |
| Mattstedt                    | St. Marien Uhr                                                                |                        | Georg Schüler (Apolda) | Bronze                                           | 1879                 |                                                                 |                                                        | | /Guss von Georg Schueler in Apolda/ /Friede sei mit Euch//Gemeinde Mattstedt 1879/ | zwei Halbschalen |
| Mattstedt                    | St. Marien vor der Kirche                                                     |                        | Schilling & Lattermann (Apolda und Morgenröthe)                                                                                  | Eisen                                            | 1920                 | 1280                                                            | 1100                                                   | fis1 | Hals 576/ 19 Schulter zwischen zwei runden Reifen /GOTT SEGNE DIE GEMEINDE MATTSTEDT./ | 1836 Bronzeglocke Gebrüder Ulrich/ Gießer: Johann Heinrich Ulrich (Apolda); Verlust Erster Weltkrieg; (eingeschmolzen); 2005 Abnahme bei der Turmsanierung; 2006 vor der Kirche abgestellt |
| Mechelroda                   | Dorfkirche Mechelroda                                                         |                        | Carl Friedrich Ulrich (Apolda)                                                                                                   | Bronze                                           | 1852                 | 510                                                             | 100                                                    | fis2 | Schulter von zwei runden Reifen begrenzter Fries aus gekreuzten Bändern und Halbkreisen mit eingeschlossenen Palmetten; auf einem runden Reifen stehend /Glaube • Liebe • Hoffnung/an rundem Reifen hängender Fries aus ineinander verschlungenen Bändern mit Palmetten und stilisierten Früchten Flanke /Meine Toene rufen//zu des Tempels Stufen/Relief zweier sich in der Mitte treffender Palmenwedel Flanke (andere Seite) /Guss von Carl Friedrich//Ulrich in Apolda. 1852./ Wolm Wulst zwischen zwei runden Reifen Schlag auf rundem Reifen stehender Blattmuschelfries | 1583 Bronzeglocke Melchior Moering[k] (Erfurt) |
| Meckfeld (Bad Berka)         | St. Martin                                                                    |                        | Benjamin Sorge (Erfurt) | Bronze                                           | 1845                 | 580                                                             |                                                        | c3 | Schulter Fries aus in dreiseitigen Astbegrenzungen befindlichen Engelsköpfen und stilisierten Kugelrosetten zwischen zwei runden Reifen /GEGOSSEN VON BENIAMIN SORGE IN ERFURT 1845./ Wolm Wulst zwischen zwei runden Reifen Schlag Rundsteg | 1604 Bronzeglocken (Erfurt); 1646/47 neue Bronzeglocken; 1790 Bronzeglocke(n) vorhanden |
| Meckfeld (Blankenhain)       | Martinskirche                                                                 |                        | Johann Georg Ulrich (Apolda) | Bronze                                           | 1760                 | 840                                                             | 300                                                    | cis2 | Schulter fein ziselierter Blattfries zwischen zwei Reifen /GLORIA IN EXCELSIS DEO [Tulpe] /an einem runden Reifen hängendes gebogtes Bandwerk in stilisierter Blattform Flanke in Blatt-Ketten-Umrandung; an den Ecken Tulpen /HANS HEINRICH LOCH//RICHTER//HANS FRIEDRICH RUDOLPH//UND/ /HANS CHRISTOPH KETTWIG/ /GERICHTSCHOEPEN/ /HANS CHRISTOPH ROEDIGER/ /ALTARMAN./ Flanke (andere Seite)/HR: IOH: FRIEDRICH GERING//PASTOR/Relief des Gekreuzigten/H: GEORG CASPAR CRAMER//SCHULDIENER [Tulpe] / Wolm drei runde Reifen/[Tulpe] GOSS M. IOH: GEORG ULRICH IN APOLDA DEN XXIII SEPT A[NN]O MDCCLX [Tulpe]/ Schlag zwischen zwei runden Reifen /[Tulpe] [Tulpe] GROSER GOTT INS HIMMELS THRON ERHALTE DIE RELIGION UND LAS NACH SO VIELEM BLUT VERGIESEN DEN LIEBEN FRIEDEN UNS GENIESEN [Tulpe]/ | 1758 zersprungen |
| Mellingen                    | St. Georg                                                                     |                        | Franz Schilling Söhne (Apolda)                                                                                                   | Bronze                                           | 1921                 | 1145                                                            | 900                                                    | f1 | Schulter zwischen zwei runden Reifen Eichlaubfries Flanke /IM KRIEGSGEBRAUS ZOG ICH MIT AUS. 1917.//KEHRT NICHT NACH HAUS//GEMEINDETREU' SCHUF MICH AUFS NEU. 1921./ Flanke (andere Seite)/ZUM GEDÄCHTNIS//DER IM WELTKRIEG GEFALLENEN SOEHNE//DER GEMEINDE MELLINGEN/ Flanke (untere)/DIE MIT TRAENEN SAEEN//WERDEN MIT FREUDEN ERNTEN/ Wolm drei runde Reifen Schlag zwei runde Reifen | 1721 Bronzeglocke Johann Christoph Rose (Oßmannstedt); Verlust Erster Weltkrieg (eingeschmolzen); Zweiter Weltkrieg nach Ilsenburg abgeliefert (11-23-157 B); Rückkehr [Liste 4.2.1948] |
| Mellingen                    | St. Georg                                                                     |                        | Karlsruher Glocken- und Kunstgießerei GmbH & Co. KG (Karlsruhe) (seit 1988 in Besitz von Rudolf Perner [Passau])                 | Bronze                                           | 1990                 | 940                                                             | 560                                                    | as1 | Schulter /SOLI DEO GLORIA/ Flanke Christusmonogramm mit Alpha und Omega Flanke (andere Seite) Gießerzeichen /EV. KIRCHE MELLINGEN/ Wolm /ANNO DOMINI 1990/ | 1721 Bronzeglocke Johann Christoph Rose (Oßmannstedt) (im Kirchenschiff); Neuguss der historischen Glocke |
| Mellingen                    | St. Georg                                                                     |                        | Franz Schilling Söhne (Apolda)                                                                                                   | Bronze                                           | 1921                 | 750                                                             | 300                                                    | c2 | Schulter Fries aus geflügelten Engelsköpfen runder Reifen Flanke Gießerzeichen in vier schmalen, runden Reifen /ABGELIEFERT IM KRIEGSNOTJAHRE 1917//NEUBESCHAFFT DURCH FREIWILLIGE LIEBE//DER GEMEINDE 1921/Flanke (andere Seite)/SEID FRÖHLICH IN HOFFNUNG//GEDULDIG IN TRÜBSAL.//HALTET AN AM GEBET./ Wolm zwei runde Reifen | 1721 Bronzeglocke Johann Christoph Rose (Oßmannstedt); 1818 zersprungen; 1818 Bronzeglocke Gebrüder Ulrich (Apolda); 1843 zersprungen; 1844 Bronzeglocke Gebrüder Ulrich/ Gießer: Johann Heinrich Ulrich (Apolda); 1887 Bronzeglocke; Verlust Erster Weltkrieg (eingeschmolzen) |
| Mellingen                    | St. Georg im Kirchenschiff                                                    |                        | Johann Christoph Rose (Oßmannstedt)                                                                                              | Bronze                                           | 1721                 | 970                                                             | 9 Ztn.                                                 | as1 | Schulter Friesbänder mit Akanthusranken zwischen doppelten runden Reifen/Von Ioh. ChrIstoph Rosen bIn ICh VMgegossen zV DIeser zeIt/ stilisierter hängender Akanthusfries vier Engelsköpfe in den Achsen Flanke zwei sächs. Wappen (Kurhut im Schild und Monogrammgeschlinge) von Palmenzweigen flankiert Wolm Wulst zwischen zwei runden Reifen Schlag zwischen zwei runden Reifen /ALS HERR JOH. RÜDGER BÖNNEKEN, PASTOR VND ADIVNCTIVS. IN MELLINGEN WAR GEGOSSEN ZU OßMANNSTEDT 1721/ | Zweiter Weltkrieg nach Hamburg abgeliefert (11-23-158 C); 25.05.1950 Rückkehr [2. Liste 19.1.1951]; mit Riss im Kirchenschiff |
| Mönchenholzhausen            | St. Peter und Paul                                                            |                        | Petit & Gebr. Edelbrock (Gescher in Westfalen)                                                                                   | Bronze                                           | 1995                 | 1008                                                            | 688                                                    | g1 | Schulter Zierfries als antikes, doppeltes Flechtband /GOTT ZUM PREISE/ Flanke Gießerzeichen in ovaler Form (Wappen mit Schild, auf diesem drei Glöckchen sowie Helm und Helmzier) /MÖNCHENHOLZHAUSEN 1995/ Wolm /GESPENDET VON FRANZ UND RENATE RIEGER/ | 1788 drei Bronzeglocken Gebrüder Ulrich (Apolda) |
| Mönchenholzhausen            | St. Peter und Paul                                                            |                        | Petit & Gebr. Edelbrock (Gescher in Westfalen)                                                                                   | Bronze                                           | 1994                 | 812                                                             | 343                                                    | h1 | Schulter Fries als antikes, doppeltes Flechtband /GOTT ZUR EHRE/ Flanke Gießerzeichen in ovaler Form (Wappen mit Schild, auf diesem drei Glöckchen sowie Helm und Helmzier)Wolm /MÖNCHENHOLZHAUSEN 1994//GEST. VON PETER UND HEIDRUN SÄUBERLICH/ | |
| Mönchenholzhausen            | St. Peter und Paul                                                            |                        | Petit & Gebr. Edelbrock (Gescher in Westfalen)                                                                                   | Bronze                                           | 1994                 | 683                                                             | 210                                                    | d2 | Schulter Fries als antikes, doppeltes Flechtband /GOTT ZUM LOBE/ Flanke Gießerzeichen in ovaler Form (Wappen mit Schild, auf diesem drei Glöckchen sowie Helm und Helmzier) Wolm / MÖNCHENHOLZHAUSEN 1994/ / GEST. VON LINDNER, CHR., METZINGER, M., RUDOLPH, CH.,// MÜLLER, L., MÜHLENFELD, E./ | |
| Münchengosserstädt           | Dorfkirche                                                                    |                        | Gebrüder Ulrich (Apolda) | Bronze                                           | 1787                 | 620                                                             | 250                                                    | dis2 od. es2 | Schulter sechs Stricklinien; zwischen zweiter und dritter Linie /GLORIA IN EXCELSIS DEO/ zwischen vierter und fünfter Linie /ME FECERUNT ULRICH FRATRES APOLDAE ANNO M DCC LXXXVII ✿/Fries aus hängenden Akanthuspalmetten Wolm drei runde Reifen Schlag zwei runde Reifen | 1668 Bronzeglocke Jakob Pappe (Erfurt); 1787 gesprungen |
| Nauendorf (Apolda)           | Glockenfachwerkhaus (offen)                                                   |                        | Franz – Peter Schilling (Waren-Müritz)                                                                                           | Kupfer/ Mangan                                   | 1989                 | 480                                                             |                                                        | c3 | | 1538 Überführung einer Glocke aus Kloster Heusdorf nach Nauendorf; 1665 Bronzeglocke, Johann Berger (Weimar), heute unter den Glocken im Kloster Unser Lieben Frauen in Magdeburg; 1907/ 08 Glockenhausbau [separater metallener od. hölzerner Glockenstuhl mitten im Dorf] von Franz Schilling (Apolda); 1917 Verlust der Glocke (eingeschmolzen) / 1907 Bronzeglocke; Franz Schilling (Apolda) Nr. 4275; 1962 entfernt und verschollen; 1970 (?) Verschrottung des Glockenstuhles; 2003 Errichtung eines neuen hölzernen Glockenstuhles und Glocke aus Glockenspiel von Apolda bereitgestellt |
| Nauendorf                    | St. Burkhard (Nauendorf)                                                      |                        | Schilling & Lattermann (Apolda und Morgenröthe)                                                                                  | Eisen                                            | 1957                 | 780                                                             | 210                                                    | dis2 | Hals 996/57 Schulter /O LAND, LAND, LAND, HÖRE DES HERRN WORT/ Schulter (andere Seite) Gießerzeichen/ 1957/ Flanke Kreuz | 1712 Bronzeglocken; große Glocke zersprungen; 1714 Umguss; 19. Jh. neu; 26.02.1927 Bronzeglocke Franz Schilling Söhne (Apolda) Nr. 11643; Verlust Zweiter Weltkrieg (?) |
| Nauendorf                    | St. Burkhard (Nauendorf)                                                      |                        | Schilling & Lattermann (Apolda und Morgenröthe)                                                                                  | Eisen                                            | 1957                 | 650                                                             | 120                                                    | fis2 | Hals 997/57 Schulter/FREUET EUCH IN DEM HERRN ALLE WEGE/ Schulter (andere Seite) Gießerzeichen /1957/ Flanke Kreuz | 1802 Bronzeglocke Gebrüder Ulrich (Apolda); 7.4.1957 zersprungen |
| Neckeroda                    | Dorfkirche Neckeroda                                                          |                        | Schilling & Lattermann (Apolda und Morgenröthe)                                                                                  | Eisen                                            | 1925                 | 1220                                                            | 750                                                    | as1 | Hals 1771/ 25 Schulter schmaler Blattfries von zwei runden Stegen begrenzt Sternfries drei runde Reifen daran hängend vereinzelte kleine dreieckige Medaillons mit gefiederten stilisierten Blättern /IHR WEINT UM EURE SÖHNE? LASST MICH MIT EUCH KLAGEN!//AUCH MICH HAT JA DER GROSSE VÖLKERSTREIT ZERSCHLAGEN.//DOCH WIE EIN MEISTER MIR DEN NEUEN LEIB GEGEBEN, //WECKT EINES MEISTERS HAND AUCH SIE ZU NEUEM LEBEN./Flanke (andere Seite)/NECKERODA IM JAHRE 1925./ | 15. Jh. Bronzeglocke; Verlust Erster Weltkrieg (eingeschmolzen) |
| Neckeroda                    | Dorfkirche Neckeroda                                                          |                        | Schilling & Lattermann (Apolda und Morgenröthe)                                                                                  | Eisen                                            | 1925                 | 955                                                             | 350                                                    | c2 | Hals 1771/ 25 Schulter von zwei runden Stegen begrenzter schmaler Blattfries Sternfries drei runde Reifen daran hängend vereinzelte kleine dreieckige Medaillons mit gefiederten stilisierten Blättern /WENN FROH ZWEI LIEBENDE ZUM TRAUALTAR GEHEN.//DANN RUFE JUBELND ÜBER TAL UND HÖHN!//WENN EIN ARMER PILGER EINSAM VON HINNEN ZIEHT, //DANN SING DEM SCHEIDENDEN EIN ABSCHIEDSLIED!/ Flanke (andere Seite) /NECKERODA IM JAHRE 1925/ | 1849 Bronzeglocke C.F. Ulrich (Apolda); 1925 Verkauf an Franz Schilling Söhne (Apolda) |
| Neckeroda                    | Dorfkirche Neckeroda                                                          |                        | Schilling & Lattermann (Apolda und Morgenröthe)                                                                                  | Eisen                                            | 1925                 | 800                                                             | 200                                                    | es2 | Hals 1771/ 25 Schulter schmaler Blattfries zwischen zwei runden Stegen Sternfries drei runde Reifen daran hängend vereinzelte kleine dreieckige Medaillons mit gefiederten stilisierten Blättern /WIE DIESE GLOCKE AUS ERZ//SO FEST SEI DEIN GLAUBE,//SO REIN DEIN HERZ!/ Flanke (andere Seite)/NECKERODA IM JAHRE 1925/ | |
| Neckeroda                    | Dorfplatz                                                                     |                        | unbezeichnet | Bronze                                           |                      |                                                                 |                                                        | | Wolm ein runder Reifen zwischen zwei dünnen, scharfen Kanten | |
| Nermsdorf                    | Dorfkirche Nermsdorf im Turm                                                  |                        | Gebrüder Ulrich/ Heinrich Ulrich GmbH (Apolda)                                                                                   | Bronze                                           | 1928                 | 1227                                                            | 1200                                                   | f1 | Schulter / ✿ IN KRIEGSNOT ZERSCHLAGEN ZV VATERLANDS WEHR// ✿ RVF ICH AVF'S NEVE ZV GOTTES EHR//IN FREVD VND LEID DIESER FRIEDLOSEN ZEIT ✿//DEN FRIEDEN IN EWIGKEIT ✿ ✿ ✿ ZV KVNDEN/ Flanke Gießerzeichen /1928/ | 1988 aus Bistum Magdeburg (aus einem Ort bei Dessau) geschenkt bekommen; 2002 Einbau des Geläutes |
| Nermsdorf                    | Dorfkirche Nermsdorf in der Kirche                                            |                        | Franz Schilling Söhne (Apolda) Nr. 10633                                                                                         | Bronze                                           | 1928                 | 690                                                             | 193                                                    | cis2 | Schulter zwischen zwei runden Reifen üppiger Weinlaubfries mit Weintrauben und Blumen Flanke /GEMEINDE NERMSDORF 1928 -//SCHILLING APOLDA/ Flanke (andere Seite)/IN KIRCHE, SCHUL' UND HAUS.//FUEHR, HERR, UNS EIN UND AUS.//UND BIS ZUM LETZTEN GANG.//GELEIT UNS GLOCKENKLANG./ Wolm drei runde Reifen Schlag zwei runde Reifen | 1903 Bronzeglocke Franz Schilling (Apolda) Nr. 3011; 18.10.1988 bei Kirchenbrand vom Turm gefallen/ zwei Risse; bis 2009 hinter Kirche auf Rasen stehend; seit 2011 im Kirchenschiff stehend |
| Nermsdorf                    | Dorfkirche Nermsdorf vor der Kirche                                           |                        | Eckhard[t] Kucher (Erfurt) | Bronze                                           | 1590                 | 1050                                                            | 600                                                    | fis1 | Schulter drei stegbegrenzte Bänder, in mittlerem Band /EN EGO CAMPANA NVNQVAM PRONVNCIO VANA • LAVDO DEVM VERUM • PLEBEM VOCO • CONGREGO CLERVM • //ECKHART KVCHER GOS MIC/ Flanke üppig verschlungener Rankenfries mit Voluten und Blüten; eine hängende Blüte als unterer Abschluss /1590/ Wolm drei runde Reifen Schlag zwei runde Reifen | Zweiter Weltkrieg nach Hamburg geliefert (11-23-170 C); 18.11.1949 Rückkehr (Waggon Nr. 30 457); 18.10.1988 bei Kirchenbrand vom Turm gefallen/ geborsten; heute vor der Kirche stehend |
| Neumark (bei Weimar)         | St. Johannes                                                                  |                        | Hermann König[k] (Erfurt) | Bronze                                           | 1601                 | 1380                                                            | 1700                                                   | es1 | Schulter liegender geschwungener Pflanzenfries; sieben runde Reifen; zwischen drei und vier /ZUR VERSAMMLUNG DER CHRISTEN RVFF ICH DAS SIE MIETT HERTZEN SINNE VND MVND GOTT LOBN VND PREISEN ZV ALLER STVND/ zwischen fünf und sechs/VND SO OFFTE SIE LEVTEN HOEREN DER AVFERSTEHVNG ERINNERT WERDEN//HERMAN KONIGK. VON ERFFVRT GOS MICH. 1601//GEORGIUS. CUN.PFARHER/ großer verschlungener Rankenfries Flanke (je Viertel) (1)/ ◊ W • G • S • G ◊/Wappen des Philipp von Rietesel/PHILIPS • RIETESEL •/(2) Wappen (3) Auferstehung Christi (4) Stadttor von Neumark Wolm drei runde Reifen Schlag drei runde Reifen; zwischen zwei und drei /ALSO HAT GOTT DIE WELT GELIEBET ◊ DAS ER SEINEN EINIGEN GEBOREN SOHN GAB AVF DAS ALLE DIE AN IHN GLEBEN NICHT VER LOREN WERDEN ◊ SONDERN DAS EWIGE LEBEN HABEN. IOHAN AM 3. CAPPITELL. VOLCKMAR IOHN BVRGERMEISTER HANS IOHN ALTARMAN ◊ 1601 ◊/ | |
| Neumark (bei Weimar)         | St. Johannes                                                                  |                        | A. Bachert Glockengießerei GmbH (Karlsruhe)                                                                                      | Bronze                                           | 2011                 | 980                                                             | 588                                                    | as1 | Schulter Schnursteg Flanke Relief des Stadttors Neumarks Flanke (andere Seite) /NEUMARK//A.D. 2010/Gießerzeichen Wolm zwischen zwei umlaufenden Stegen/FRIEDEN ✿ שלןם שלום ✿ МИР ✿ م ✿ PEACE ✿ PAX ✿ / | 1601 Bronzeglocke Melchior Moering[k] (Erfurt); 1610 Bronzeglocke Melchior Moering[k] (Erfurt); 1614 Bronzeglocke Melchior Moering[k] (Erfurt); 1751 oder 1758 Bronzeglocke Martin Rose (Apolda); 20.06.1919 vom Turm geholt; 30.06.1919 Transport der zerschlagenen Glocke nach Weimar (Verlust) |
| Neumark (bei Weimar)         | St. Johannes                                                                  |                        | A. Bachert Glockengießerei GmbH (Karlsruhe)                                                                                      | Bronze                                           | 2010                 | 780                                                             | 282                                                    | c2 | Schulter Schnursteg Flanke ovales Relief des Gemeindesiegels [Taufstein mit umlaufendem Text /EVANG.-LUTH. KIRCHGEMEINDE NEUMARK/] Flanke (andere Seite) /NEUMARK//A.D. 2010/Gießerzeichen Wolm zwischen zwei umlaufenden Stegen /FREIHEIT ✿ תןפש ✿ CВОБОДА ✿ ۱۸ ✿ FREEDOM ✿ LIBERTAS/ | 1822 Bronzeglocke; 20.06.1919 vom Turm geholt; 30.06.1919 Transport der zerschlagenen Glocke nach Weimar (Verlust) |
| Neustedt (Bad Sulza)         | Kirche                                                                        |                        | Johann Christoph Rose (Apolda)                                                                                                   | Bronze                                           | 1729                 | 1000                                                            |                                                        | e1 | Schulter geschwungener schmaler Blattfries, zwischen zwei Wülsten /SUB AUSPICUS SEREN:[issimi] DuC:[is] REC:[entis] ERNESTI AUGUSTI DUC:[is] SAX:[oniae] JUL:ao CL:[iviae] M:[ontis] RELIQUA: PRINC:[ipis] PIL FEL. PATR: PATR:/hängender Fries aus Akanthusvoluten Flanke /PROVIDENTIA //PROTO SYNEDRII • QUOD VIMARIAE EST. //CURA ET STUDIO//M.[agistri] IAC.[obi] FRID:[erici] BRACHT. POM.[merani] P.[astoris] PR.[marii] ET. DICEC:[eseos] APOLD:[anae] SUPERINT:[endentis] //IOHANN GOTHOFR.[edi] REYHERI, PRÆF.[ecti] ROSLAU.//M.[agistri] IOH.[anni] IUST:[i] SONNESCHMID: PAST:[oris]//OPERA ET ARTE//IOH.[annis] CHRISTOPH ROSE//APOLD:[ani] A.[nno] R.[edemptoris] S.[alvatoris] MDCCXXIX/ Flanke (andere Seite) /V.[erbum] D.[omini] M.[anet] I[n] AE.[ternum]/großes Weimarisches Wappen Wolm drei runde Reifen | |
| Niedergrunstedt (Weimar)     | St. Mauritius                                                                 |                        | Schilling & Lattermann (Apolda und Morgenröthe) Nr. 1915                                                                         | Eisen                                            | 1922                 | 1200                                                            | 750                                                    | as1 | Hals 599/ 19 Schulter zwischen einem runden Reifen oberhalb und zwei runden Reifen unterhalb /IN EISERNER ZEIT ☆ DEM HERRN GEWEIHT ☆ UNS ZUR SELIGKEIT ☆ 1922. ☆ / | 1467 Bronzeglocke; 1830 zersprungen; 1831/32 BronzeglockeGebrüder Ulrich (Apolda) |
| Niedergrunstedt (Weimar)     | St. Mauritius                                                                 |                        | Schilling & Lattermann (Apolda und Morgenröthe) Nr. 1916                                                                         | Eisen                                            | 1922                 | 955                                                             | 350                                                    | c2 | Hals 599/ 19 Schulter zwischen einem runden Reifen oberhalb und zwei runden Reifen unterhalb /WIR RUFEN ZWAR DAS VOLK ZUSAMMEN/ /HILF. GOTT NUR NICHT ZU FEUERFLAMMEN/ Schulter (andere Seite) / ☆ 1922. ☆ / | 1444 Bronzeglocke (Schenkung); 1447 Kirchenbrand (Schmelzen der Glocke); Umguss; 1814 zersprungen; 1814 Bronzeglocke Gebrüder Ulrich (Apolda) |
| Niedergrunstedt (Weimar)     | St. Mauritius                                                                 |                        | Schilling & Lattermann (Apolda und Morgenröthe) Nr. 1917                                                                         | Eisen                                            | 1920                 | 785                                                             | 200                                                    | es2 | Hals 599/ 19 Schulter zwischen einem runden Reifen oberhalb und zwei runden Reifen unterhalb /ÜBER DIESES GOTTESHAUS//BREITE HERR DIE HÄNDE AUS./ Schulter (andere Seite) /1920./ | |
| Niederreißen                 | Dorfkirche                                                                    |                        | Schilling & Lattermann (Apolda und Morgenröthe)                                                                                  | Eisen                                            | 1922                 | 1250                                                            | 850                                                    | g1 | Hals keine Gießernummer Schulter ein runder Reifen zwischen zwei weiteren runden Reifen /GOTTES WORT UND LUTHERS LEHR. VERGEHEN NUN UND NIMMERMEHR. ✿//1917 DEUTSCHLAND GEOPFERT//1922 ZUM ZWEITEN MALE DURCH STAHL ERSETZT./ Schulter (andere Seite) /BÜRGERMEISTER R.THEILE.// KIRCHENVORSTAND: P. LEBERL, PFARRER. R. ERMICH. LEHRER.//A. BECKER. HUGO DELLE. HUGO WOLLWEBER./ ein runder Reifen /DIE KLEINE GLOCKE KAUFTE VON HARDISLEBEN UND STIFTETE HUGO DELLE./ | 1878 Bronzeglocke C.F. Ulrich/ Gießer: Franz Schilling (Apolda) Nr. 1294; Ende 19. Jh. nicht mehr vorhanden |
| Niederroßla                  | Dorfkirche                                                                    |                        | Ulrich & Weule (Apolda & Bockenem)                                                                                               | Eisen                                            | 1920                 | 1400                                                            | 1100                                                   | fis1 | Hals 390.3 Schulter zwischen zwei runden Reifen /EHRE SEI GOTT IN DER HÖHE:/ Flanke /GEGOSSEN IN//DEUTSCHLANDS//SCHWERSTER ZEIT/ Flanke (andere Seite)/ULRICH & WEULE//APOLDA-BOCKENEM//1920/ Wolm zwei runde Reifen | 1647 drei Bronzeglocken; 1656 Kirchenbrand, den keine Glocke überstanden hat; 1715 Bronzeglocke Nicolas Jonas Sorber (Erfurt); 1774 Bronzeglocke Gebrüder Ulrich/ Gießer: Johann Georg Ulrich (Apolda); Verlust Erster Weltkrieg (eingeschmolzen) |
| Niederroßla                  | Dorfkirche                                                                    |                        | Schilling & Lattermann (Apolda und Morgenröthe)                                                                                  | Eisen                                            | 1957                 | 1050                                                            | 525                                                    | ais1 | Hals L 891/ 57 Schulter Gießerzeichen Schulter (andere Seite) /TRÖSTET, TRÖSTET MEIN VOLK/ Flanke /MACH END, O HERR//MACH ENDE//MIT ALLER UNSRER NOT//PAUL GERHARDT 1607-1957/Kreuz unter Paul | 1656 Kirchenbrand, den keine Glocke überstanden hat; 1715 Bronzeglocke Nikolaus Jonas Sorber (Erfurt); 1777 Bronzeglocke Gebrüder Ulrich (Apolda); Verlust Erster Weltkrieg; 1920 Eisenhartgussglocke Ulrich & Weule (Apolda & Bockenem); 1938 zersprungen; 1938 Bronzeglocke Franz Schilling Söhne (Apolda) Nr. 13612; Verlust Zweiter Weltkrieg |
| Niederroßla                  | Dorfkirche                                                                    |                        | Ulrich & Weule (Apolda & Bockenem)                                                                                               | Eisen                                            | 1920                 | 890                                                             | 300                                                    | cis2 | Schulter zwischen zwei runden Reifen /DIENET DEM HERRN ! / Flanke /GOTT SCHÜTZE//DEUTSCHLAND/ Flanke (andere Seite)/ULRICH & WEULE//APOLDA-BOCKENEM//1920./ Wolm zwei runde Reifen | 1656 Kirchenbrand, den keine Glocke überstanden hat; 1715 Bronzeglocke Nicolaus Jonas Sorber (Erfurt); 1774 Bronzeglocke Gebrüder Ulrich (Apolda); Verlust 1.Weltkrieg |
| Niederroßla                  | Dorfkirche                                                                    |                        | Nicolaus Jonas Sorber (Erfurt)                                                                                                   | Bronze                                           | 1715                 | 505                                                             | 100                                                    | gis2 | Schulter liegender Blattfries mit Ähren; vier runde Reifen, zwischen eins und zwei /AUS BESONDRER MILDE MST CONRAD GRAFFE'NS 24 JÆHRIGEN FÜRSTL. – SÆCH./ zwischen zwei und drei /PACHT MÜLLERS ALHIER, ZU SEINEN GEDÄCHTNIS ◊ U ◊ DIENST DER SCHULEN • /zwischen drei und vier/GEGOSSEN ERFURTH DURCH N. I. SURBERN 1715 ◊ /Fries aus hängenden Akanthusblättern Flanke zwei kreisrunde Medaillonreliefs mit Blätterkränzen Wolm zwei flache Bänder | 1630 wahrscheinlich die Kleinste gegossen; 1632 die Kleinste zersprungen; „Die 2 Mittlern, welche gewisslich sehr alt und daher abgenohmen, weil die Schrift sehr verblichen, dass mann nichts davon lesen kann. Die dritte und kleine isst in der großen Kälte vor 15 Jahren zersprungen, stehen noch auf dem Kirchthurme und hat wegen Mangelung an Geldes nicht wieder umgegossen worden seien“; 1656 Kirchenbrand, den keine Glocke überstanden hat; Zweiter Weltkrieg nach Ilsenburg abgeliefert (11-23-395 B); Rückkehr (Liste 4.2.1948) |
| Niederroßla                  | Dorfkirche Uhr                                                                |                        | Carl Friedrich Ulrich (Apolda)                                                                                                   | Bronze Kalotten                                  | 1849                 | 750 und 510                                                     |                                                        | f2 und b2 | unterer Rand /GUSS VON CARL FRIEDRICH ULRICH IN APOLDA 1849/und/GUSS VON C. F. ULRICH IN APOLDA 1849/ | |
| Niedersynderstedt            | Dorfkirche Niedersynderstedt                                                  |                        | Schilling & Lattermann (Apolda und Morgenröthe)                                                                                  | Eisen                                            | 1921                 | 1210                                                            | 750                                                    | gis1 | Hals B 810/ 21 Schulter zwischen zwei doppelten runden Reifen / ✿ SCHÜTZ UNS HERR VOR KRIEGESNOT. ✿//DEM GEDÄCHTNIS DER IM WELTKRIEGE GEFALLENEN, DIE DANKBARE GEMEINDE NIEDERSYNDERSTEDT. 1921./ ein runder Reifen/PAUL WENZEL, OSKAR STEIN, ERICH ADLER UND WILLI KRAUSSE./ | 1741 Bronzeglocke Johann Christoph Rose (Apolda); Verlust Erster Weltkrieg |
| Niedersynderstedt            | Dorfkirche Niedersynderstedt                                                  |                        | Schilling & Lattermann (Apolda und Morgenröthe)                                                                                  | Eisen                                            | 1921                 | 950                                                             |                                                        | his1 | Hals B 810/ 21 Schulter zwischen zwei doppelten runden Reifen /ERZ GAB ICH, EISEN EMPFING ICH ✿ SEGNE UNSER TÄGLICH BROT. ✿/ | 1741 Bronzeglocke Johann Christoph Rose (Apolda); Verlust Erster Weltkrieg |
| Niedersynderstedt            | Dorfkirche Niedersynderstedt                                                  |                        | Schilling & Lattermann (Apolda und Morgenröthe)                                                                                  | Eisen                                            | 1921                 | 790                                                             |                                                        | dis2 | Hals B 810/ 21 Schulter zwischen je zwei doppelten runden Reifen / ✿ HILF UNS EHREN DEIN GEBOT. ✿/ | 1723 Bronzeglocke Nicolaus Jonas Sorber (Erfurt) |
| Niedertrebra                 | Dorfkirche Niedertrebra                                                       |                        | Schilling & Lattermann (Apolda und Morgenröthe)                                                                                  | Eisen                                            | 1962                 | 1460                                                            | 1300                                                   | f1 | Schulter /SALVATOR MUNDI SALVA NOS/ Schulter (andere Seite) Gießerzeichen /A.D. 1962/ Flanke Kreuz | 1660 Bronzeglocke Johannes Berger (Weimar); 1755 zersprungen; 1757 Bronzeglocke Johann Georg Ulrich (Laucha), 02.03.1942 Abnahme und Verlust (11-23-178) [Foto im Glockenarchiv des Germanischen Nationalmuseums Nürnberg] |
| Niedertrebra                 | Dorfkirche Niedertrebra                                                       |                        | Schilling & Lattermann (Apolda und Morgenröthe)                                                                                  | Eisen                                            | 1919                 | 1150                                                            | 628                                                    | a1 | Schulter zwischen zwei runden Reifen /EHRE SEI GOTT IN DER HOEHE. 1919/ | 1743 Bronzeglocke Johann Georg Ulrich (Laucha); 22. 06.1917 Abnahme und Verlust |
| Niedertrebra                 | Dorfkirche Niedertrebra                                                       |                        | Schilling & Lattermann (Apolda und Morgenröthe)                                                                                  | Eisen                                            | 1919                 | 960                                                             | 362                                                    | c2 | Schulter zwischen zwei runden Reifen /FRIEDE SEI IHR ERST GELAEUTE. 1919/ | 1786 Bronzeglocke Gebrüder Ulrich (Apolda); 9.2.1915 bei Taufgeläut für Otto Fritz Radestock gesprungen; 1915 Bronzeglocke Franz Schilling Söhne (Apolda) Nr. 6653; 1917 Abnahme und Verlust |
| Niederzimmern                | St. Wigberti                                                                  |                        | Schilling & Lattermann (Apolda und Morgenröthe)                                                                                  | Eisen                                            | 1919                 | 1460                                                            | 1300                                                   | f1 | Hals B 287/ 19 Schulter zwischen zwei runden Reifen/DIE VOR UNS WAREN ZOGEN IN DEN KRIEG.//1919//ZUM DANK RUF ICH AN FROHEN TAGEN./ Flanke Kreuz | 1640 zerschlägt der Blitz die große Glocke; 1661 Riemen der Glocken repariert; 1673 Bronzeglocke Jakob Pappe (Erfurt); 1852 Zusammenschluss „St. Bonifatius“ mit „St. Wigberti“; 1854 Abbruch der Kirche „St. Bonifatius“; Glocken in ein separates Glockenhaus verbracht; 1936 einschmelzen |
| Niederzimmern                | St. Wigberti                                                                  |                        | Schilling & Lattermann (Apolda und Morgenröthe)                                                                                  | Eisen                                            | 1919                 | 1150                                                            | 620                                                    | a1 | Hals B 287/ 19 Schulter zwischen zwei runden Reifen /ICH STIMME EIN IN EURE KLAGEN./ | |
| Niederzimmern                | St. Wigberti                                                                  |                        | Schilling & Lattermann (Apolda und Morgenröthe)                                                                                  | Eisen                                            | 1919                 | 960                                                             | 350                                                    | c2 | Hals B 287/ 19 Schulter zwischen zwei runden Reifen /WER GOTT VERTRAUT KANN NIE VERZAGEN./ | |
| Nirmsdorf                    | Dorfkirche                                                                    |                        | Johann Georg und Johann Gottfried Ulrich (Apolda)                                                                                | Bronze                                           | 1773                 | 830                                                             | 350                                                    | h1 | Schulter sechs runde Reifen zwischen zwei und drei /HERRN DIETRICH GOTTLIEB VON WITZLEBEN ERB ADMINISTRAT. DES CLOSTER ROSLEBEN. [Blüte]/zwischen vier und fünf /ZUR EHRE GOTTES GOSS MICH IOH. GEORG UND IOH. GOTTF. ULRICH IN APOLDA M DCC LXXIII. [Blüte] / hängender Akanthusfries aus einzelnen Blättern Flanke Witzlebensches Wappen Wolm drei runde Reifen Schlag zwei runde Reifen | |
| Nohra                        | St. Peter Grabstein in Kirche stehend                                         |                        | | Stein                                            | 1783                 |                                                                 |                                                        | | | Historischer Grabstein mit Darstellung des Vorganges, dass der elfjährige Andreas Kühn als Läuter durch die Glocke erschlagen wird; vermutlich älteste naive Darstellung der Todesursache auf einem Grabstein in Thüringen |
| Nohra                        | St. Peter                                                                     |                        | Schilling & Lattermann (Apolda und Morgenröthe)                                                                                  | Eisen                                            | 1958                 | 1270                                                            | 800 oder 920                                           | g1 | Hals 954/ 57 Schulter /EHRE SEI GOTT IN DER HÖHE//EIN FESTE BURG//IST UNSER GOTT/ Schulter (andere Seite) /Gießerzeichen//1958/ | 1623 Bronzeglocke; 1874 gesprungen; 1874 Bronzeglocke Gebrüder Ulrich (Apolda); 1892 Bronzeglocke Gebrüder Ulrich/ Gießer: Heinrich Ulrich (Apolda); Verlust im Zweiten Weltkrieg |
| Nohra                        | St. Peter                                                                     |                        | Gebrüder Ulrich/ Gießer: Heinrich Ulrich (Apolda)                                                                                | Bronze                                           | 1892                 | 795                                                             | 310                                                    | b1 | Schulter umlaufende gedrehte Kordel zwischen doppelten runden Reifen /Den Menschen ein Wohlgefallen./Fries aus geflügelten Engelsköpfen und auf Blättern stehenden Amphoren Flanke /Erhalt uns Herr bei deinem Wort!/ Flanke (andere Seite) /DURCH BLITZSCHLAG ZERSTOERT AM 31.JULI.//NEUGEGOSSEN IM SEPTEMBER 1892./ Wolm zwei runde Reifen Schlag /GLOCKENGIESSEREI GEBR. HEINR. ULRICH APOLDA./ | 1772 Bronzeglocke Johann Georg und Johann Gottfried Ulrich (Apolda) /GERMANIA INSIGNI ANNONIAE TRIENNIS ET NECIS ATROCITATE DIVINITVS LIBERATA/ [Deutschland von der ungeheuren, dreijährigen Teuerung und schrecklichen Sterblichkeit durch Gottes Fügung befreit] [Chronogramm 1772]; 1892 durch Blitzschlag zerstört |
| Nohra                        | St. Peter                                                                     |                        | Schilling & Lattermann (Apolda und Morgenröthe)                                                                                  | Eisen                                            | 1958                 | 930                                                             | 350                                                    | c2 | Hals 955/ 57 Schulter /FRIEDE AUF ERDEN//VERLEIH UNS FRIEDEN//GNÄDIGLICH/ Schulter (andere Seite) /Gießerzeichen/ /1958/ /GESTIFTET VON/ /REINHOLD SAALFELD/ | 1880 Bronzeglocke Gebrüder Ulrich (Apolda); 1892 Bronzeglocke Gebrüder Ulrich/ Gießer: Heinrich Ulrich (Apolda); Verlust im Zweiten Weltkrieg |
| Obergrunstedt                | Dorfkirche Obergrunstedt                                                      |                        | Hieronymus Moering[k] (Erfurt)                                                                                                   | Bronze                                           | 1616                 | 1040                                                            | 600                                                    | g1 | Schulter fünf stegbegrenzte Bänder (zwei und vier mit Inschrift) / ✿ VERBUM • DOMINI • MANET • IN • AETERNUM//ANNO • M • DC • XVI • GOS MICH HIERONYMUS MOERINGK ZV ERFFVRDT IM NAMEN GOTTES [Rosette]// • ICH RVFF MIT MEINEM KLANG VND SCHALL ZV GOTTES DIENST DIE CHRISTEN ALL O CHRISTE MIT DEIM GÖTLICHEM SCHEIN ✿ / Rankenfries mit stehenden Vasen / ✿ ERLEVCHTE DIE HERTZEN DEINER GEMEIN ✿/ [2010 schwer lesbar] Flanke /IEHZSGCVB:/Allianzenwappen Flanke (andere Seite) /IEHZSGCVB:/Allianzenwappen Wolm zwei runde Reifen Schlag zwischen zwei runden Reifen /DIE ZEIDT WARNN CLAVS IACOB VND BAL[TA]ZAR SHENCKE ALTARLEVDT VEIT SVNDHAVS VND HANS KVNE ELTESTEN WOLFF SCHENKE HEIMBVRGER/ [Schäden am Schlag durch Transport] | Zweiter Weltkrieg – Ablieferung in Glockenlager Hamburg (11-23-190C), 24.7.1950 Rückkehr (Waggon Nr. 41327) |
| Obergrunstedt                | Dorfkirche Obergrunstedt                                                      |                        | Heinrich C(Z)ieg(e)ler (Erfurt)                                                                                                  | Bronze                                           | 1519                 | 905                                                             | 530                                                    | c2 | Schulter zwischen doppelten runden Reifen /ANNO XVC XVIIII GOS MICH H. C./ Flanke Medaillon mit Anbetung der Hl.drei Könige (wie Döbritschen) Flanke (andere Seite) Medaillon mit der Heiligen Sippe [Bergner] od. Mariae Himmelfahrt Wolm zwei runde Reifen Schlag zwei Rundstege | 1945 Ablieferung in Glockenlager Ilsenburg (11-23-191C); Rückkehr [Liste 4.2.1948] |
| Oberndorf (Apolda)           | St. Anna                                                                      |                        | Franz Schilling Söhne (Apolda)                                                                                                   | Bronze                                           | 1965                 | 1050                                                            | 650 oder 615                                           | g1 | Schulter /VOR KRIEG UND ANDERE NOT BEHÜT UNS LIEBER ♰//HERRE GOTT/ Flanke ♰ auf der Weltkugel Wolm /DEN GEFALLENEN UND VERMISSTEN ZWEIER WELTKRIEGE//ZUM GEDÄCHTNIS//GESTIFTET VON GLIEDERN DER KIRCHGEMEINDE OBERNDORF//AD 1965/ | 1569 drei Glocken; 1737 Bronzeglocke Johann Christoph Rose (Apolda); 1829 zersprungen; 1849 Bronzeglocke Carl Friedrich Ulrich (Apolda); Verlust im 1.Weltkrieg (eingeschmolzen); 1925 Bronzeglocke Franz Schilling Söhne (Apolda); Verlust im Zweiten Weltkrieg (eingeschmolzen) |
| Oberndorf (Apolda)           | St. Anna                                                                      |                        | Heinrich C(Z)ieg(e)ler (Erfurt)                                                                                                  | Bronze                                           | 1517                 | 830                                                             | 300                                                    | b1 | Schulter zwischen doppelten runden Reifen /AN[spiegelverkehrt]NO D[OMI]N[spiegelverkehrt]I XVCXVII HILF SANT ANA./ Wolm drei runde Reifen Schlag zwei runde Reifen | nach Auflösung der Wüstung Dieterstedt nach Oberndorf gebracht; Zweiter Weltkrieg nach Ilsenburg abgeliefert (11-23-194 C); Rückkehr |
| Oberndorf (Apolda)           | St. Anna                                                                      |                        | Gebrüder Ulrich/ Heinrich Ulrich GmbH (Apolda)                                                                                   | Bronze                                           | 1924                 |                                                                 | 175 oder 159                                           | d2 | Schulter zwischen zwei runden Reifen Bogenfries mit stilisierten halben Blütenköpfen Flanke /Gießerzeichen [Gebrüder Ulrich APOLDA – KEMPTEN – ALLGÄU]//GEGOSS. 1924/ Flanke (andere Seite) /DER WELTKRIEG NAHM DIE SCHWESTER ZUR WEHR//NUN RUFE ICH ZU GOTTES EHR!/ Wolm zwei runde Reifen | 1798/99 Bronzeglocke Gebrüder Ulrich (Apolda); Verlust im 1.Weltkrieg (eingeschmolzen); 1942 Abnahme; 1947 Rückkehr in den Glockenstuhl |
| Obernissa                    | Simon Petrus                                                                  |                        | Petit & Gebr. Edelbrock (Gescher in Westfalen)                                                                                   | Bronze                                           | 1998                 | 865                                                             | 392                                                    | b1 | Schulter Zierfries als antikes, doppeltes Flechtband Flanke /1296-1996/ Flanke (andere Seite) /19 [Gießerzeichen] 98/ Wolm /700 Jahre Obernissa/ | 1908 Bronzeglocke Franz Schilling (Apolda); 1925 Bronzeglocke Franz Schilling Söhne (Apolda) Nr. 8972; Verlust Zweiter Weltkrieg |
| Obernissa                    | Simon Petrus                                                                  |                        | Gebrüder Ulrich (Apolda) | Bronze                                           | 1802                 | 745                                                             | 300                                                    | c2 | Schulter Fries aus Akanthusvoluten zwischen zwei runden Reifen /EHRE SEY GOTT IN DER HOEHE/zwischen zwei runden Reifen /ZU OBERNISSA HANG ICH, ULRICH IN APOLDA GOSS MICH, ANNO 1802/ Rankenfries mit kugelförmigen Früchten an den Blattenden auf Rautengrund Flanke /ZU DER ZEIT WAR, //E.F.MARTINI,//PASTOR/ Wolm drei runde Reifen Schlag zwei runde Reifen | |
| Oberreißen                   | Dorfkirche Oberreißen                                                         |                        | Schilling & Lattermann (Apolda und Morgenröthe)                                                                                  | Eisen                                            | 1919                 | 1225                                                            | 760                                                    | as1 | Schulter zwischen zwei runden Reifen /DES HERRN WORT BLEIBT IN EWIGKEIT//1833-1919/ Flanke /Gestiftet dem Andenken//unseres lieben Sohnes Arno Wagner//gefl. den 23. IV. 1915 in Flandern/ | 1833 Bronzeglocke Gebrüder Ulrich/ Gießer: Johann Heinrich Ulrich (Apolda); Verlust im Ersten Weltkrieg; 2011 Sanierung |
| Oberreißen                   | Dorfkirche Oberreißen                                                         |                        | Schilling & Lattermann (Apolda und Morgenröthe)                                                                                  | Eisen                                            | 1919                 | 960                                                             | 350                                                    | c2 | Schulter zwischen zwei runden Reifen /GOTT SEGNE OBERREISSEN//1864-1919/ Flanke/Dem Andenken meiner lieben Eltern//Oberschulrat Dr. Berthold Hartmann/ | 1888 Bronzeglocke Franz Schilling als C.F. Ulrich (Apolda) Nr. 545; Verlust Erster Weltkrieg; 2011 Sanierung |
| Oberreißen                   | Dorfkirche Oberreißen                                                         |                        | Schilling & Lattermann (Apolda und Morgenröthe)                                                                                  | Eisen                                            | 1919                 | 790                                                             | 200                                                    | es2 | Schulter zwischen zwei runden Reifen /GOTT GIEB FRIEDEN DEINEM LANDE//1887-1919/ Flanke /Adjunk Schillbach Lehrer Arnold//Bürgerm. Wagner Albert Rödiger//Oskar Rammelt//Gestiftet von Landwirt//Hermann Künzer – Oberreissen//und von Lehrer Otto Künzer//in Frauenpriesnitz/ | 2011 Sanierung |
| Oberroßla (Apolda)           | Kirche                                                                        |                        | Schilling & Lattermann (Apolda und Morgenröthe)                                                                                  | Eisen                                            | 1918                 | 1300                                                            | 900                                                    | g1 | Hals Gießeroval B 47/18 Schulter /GOTT ZUR EHRE.//DEN NACHKOMMEN ZUR LEHRE.//1918./Schulter (andere Seite) /Ps. 129,2//Sie haben mich oft gedraenget//von meiner Jugend auf, aber sie//haben mich nicht uebermocht./ | 1490 Bronzeglocke mit Mönchsschrift, 1777 zersprungen „zerspengt durch ledigen Gesellen“; 1777 Bronzeglocke Gebrüder Ulrich (Apolda); 28.6.1917 letztmaliges Läuten; 1917 zerschlagen und eingeschmolzen |
| Oberroßla (Apolda)           | Kirche                                                                        |                        | Schilling & Lattermann (Apolda und Morgenröthe)                                                                                  | Eisen                                            | 1918                 | 1020                                                            | 400                                                    | b1 [h war geplant] | Hals Gießeroval B 47/18 Schulter /ERZ GAB JCH,//EJSEN EMPFJNG JCH.//1918./Schulter (andere Seite) /Klagel. 3,22//Die Güte des Herrn ist,//dass wir nicht gar aus sind./ | 1432 Bronzeglocke (aus zerstörter Kirche in Allendorf mitgebracht); 1879 zersprungen; 1879 Bronzeglocke Georg Schüler (Apolda); 28.6.1917 letztmaliges Läuten; 1917 zerschlagen und eingeschmolzen |
| Oberroßla (Apolda)           | Kirche                                                                        |                        | Schilling & Lattermann (Apolda und Morgenröthe)                                                                                  | Eisen                                            | 1918                 | 850                                                             | 250                                                    | d2 | Hals Gießeroval B 47/18 Schulter /GOTT SCHÜTZE UND SEGNE//DEUTSCHLAND./ /1918./ Schulter (andere Seite) /1. Joh. 2,17//Wer aber den Willen Gottes//tut, der bleibet in Ewigkeit./ | Bronzeglocke (wahrscheinlich sehr alte Glocke); Schrift nicht lesbar; 1820 zersprungen; 1822 Bronzeglocke Gebrüder Ulrich (Apolda); 1918 Verkauf für Eisenhartgussglocken |
| Oberroßla (Apolda)           | Kirche                                                                        |                        | unbezeichnet | Eisen                                            | 1917                 | 510                                                             |                                                        | | Flanke /1917/ Wolm fünf zarte Reifen | 1906 Bronzeglocke; Juli 1917 Verkauf für Eisenhartgussglocken und neue Uhrglocke; August 1917 Lieferung der neuen Gussglocke |
| Obersynderstedt              | Dorfkirche Obersynderstedt                                                    |                        | unbezeichnet | Bronze                                           | 1453                 | 620                                                             | 120- 140                                               | d2 | Schulter zwischen zwei Rundstegen in Minuskeln (außer A und M) /Anno [Christus am Kreuz] d[omi]ni M ◊ cccc ◊ liii ◊ gloria ◊ patri [Christus am Kreuz]/ Wolm zwei abgerundete Reifen Schlag leichte Schäden | gotische Zuckerhutform; Aufenthalt auf Glockenfriedhof? |
| Obersynderstedt              | Dorfkirche Obersynderstedt Turmlaterne                                        |                        | VEB Apoldaer Glockengießerei/ Gießer: Franz-Peter Schilling                                                                      | Bronze                                           | 1982                 |                                                                 | 15                                                     | | /OBERSYNDERSTEDT 1982/ /LIBERA NOS DOMINE/ | |
| Obertrebra                   | Dorfkirche Obertrebra St. Bonifatius                                          |                        | Heinrich C(Z)ieg(e)ler (Erfurt)                                                                                                  | Bronze                                           | 1520                 | 1140                                                            | 18 Ztr.                                                | f1 | Schulter zwischen zwei doppelten runden Reifen /Anno d[omi]ni j vc xx gos mich h c in sant anna er/ Flanke (1) Relief – Medaillon der Maria im Garten mit dem Einhorn, dem Engel Gabriel mit vier Jagdhunden, Spieß und Jagdhorn; (2) Relief – Medaillon des heiligen Christophorus mit dem Jesuskind, welches die Weltkugel hält, auf der Schulter, den Fluss durchwatend; zur Seite ein Einsiedler Wolm zwei runde Reifen Schlag zwei runde Reifen | zu Ehren der Heiligen Anna gegossen; Zweiter Weltkrieg nach Hamburg abgeliefert (11-23-323); 24.05.1950 Rückkehr |
| Obertrebra                   | Dorfkirche Obertrebra St. Bonifatius                                          |                        | Heinrich C(Z)ieg(e)ler (Erfurt)                                                                                                  | Bronze                                           | 1521                 | 1010                                                            | 14 Ztr.                                                | g1 | Schulter zwischen doppelten glatten Reifen /Anno d[omi]ni i vc xxi gos mich h c in sant anna ere/ Flanke(1) Relief der Kreuzigung Christi [ähnlich Kranichfeld] neben Christus die beiden Schächer, am Fuß des Kreuzes mehrere Personen (Mutter Maria; Jünger Johannes; Hohepriester; zwei Kriegsknechte; römischer Hauptmann in voller Rüstung; ein Kriegsknecht mit dem Essigschwamm auf der Lanze; ein Kriegsknecht, der Christus den Speer in die Seite sticht); (2) Relief – Medaillon des heiligen Christophorus mit dem Jesuskind, welches die Weltkugel hält, auf der Schulter, den Fluss durchwatend; zur Seite ein Einsiedler Wolm zwei runde Reifen Schlag zwei runde Reifen | zu Ehren der Heiligen Anna gegossen |
| Obertrebra                   | Dorfkirche Obertrebra St. Bonifatius                                          |                        | Jakob und Johann Christian Bienstock (Weimar)                                                                                    | Bronze                                           | 1702                 | 720                                                             | 200                                                    | d2 | Schulter zwischen zwei glatten Reifen Fries aus stehenden Pinienzapfen auf flachem Band stehend /OMNIA AD MAIOREM • DEI GLORIAM.[Münze] ALL • MEIN • ANFANG • Z [spiegelverkehrt] U • DIESER • FRIST • GESCHE • IM NAMEN IESU CHRIST [Münze]/hängender Akanthusfries Flanke großes Sächsisches und Weimarisches Wappen Flanke (andere Seite) /VOX • MEA • DEPERDITA • FELICITER • RESTITVTA. EST/ /SVB. REGIMINE • //SERENISSIMI • DOMINI •// DOMINI • //WILHELMI • ernesti://dvcis/ • SAXO: VINAR •//PATRONO • ILLUSTRI • / /DOMINO.//NIC • CHRISTOPHORO • L • B •//A: LYNCKER •/ /MODERAMINE •//IONAE • SCHLEMMIL • svperint://m/ • I • SCHMIDII • PAST • ADIVNCT •/[kleine Wunde im unteren Text] Wolm drei kräftige Reifen zwölf Münzabdrücke von Medaillons des Kurfürsten M D C C II [stark beschädigt] Schlag zwischen zwei Reifen /GOSS MICH IACOB VND IOH • CHRISTIAN BIENSTOCK IN WEYMAR VOR DIE GEMEIN Z[spiegelverkehrt]V OBERTREBER./ | 1701 zersprungen; Zweiter Weltkrieg nach Hamburg abgeliefert (11-23-325 B); 24.05.1950 Rückkehr |
| Oberweimar                   | St. Peter und Paul                                                            |                        | Schilling & Lattermann (Apolda und Morgenröthe)                                                                                  | Eisen                                            | 1958                 | 1350                                                            | 1150                                                   | fis1 | Hals 477/ 58 Schulter /SEID FLEISSIG ZU HALTEN DIE EINIGKEIT IM GEISTE [Gießerzeichen] //DURCH DAS BAND DES FRIEDENS/ Flanke Kreuzrelief Flanke (andere Seite)/ZWEIMAL IN KRIEGEN VERLOREN/ /WURDEN DIESE GLOCKEN 1958//DURCH OPFERGABEN AUS DER//EV. LTHR. KIRCHGEMEINDE//OBERWEIMAR//WIEDER NEU BESCHAFFT/ | 1517 Bronzeglocke unbezeichnet – evtl. Heinrich C[Z]ieg[e]ler (?); Riss; 1852 Bronzeglocke C.F. Ulrich (Apolda); 1902 gesprungen; 1902 Bronzeglocke Franz Schilling (Apolda) Nr. 2756; Verlust im Ersten Weltkrieg; 1903 neuer Glockenstuhl [bisheriger aus Stahl]; 1929 Bronzeglocke Franz Schilling Söhne (Apolda); Verlust im Zweiten Weltkrieg |
| Oberweimar                   | St. Peter und Paul                                                            |                        | Hans Obentbrot [Obenthrot] [vorher Heinrich (C)Zieg[e]ler zugeschrieben]                                                         | Bronze                                           | 1506                 | 915                                                             | 463                                                    | a1 oder ais1 | Schulter zwischen zwei Rosettenbändern [Reifen-Rosetten-Reifen] /Anno [Rosette] dm [Rosette] m [Rose] ccccc [Rosette] vi [Rosette] hilf [Rose] sanctA [Rose] AnnA [Rose] selb [Rose] dritte [Rose]/ (alle A als Majuskel; alle s in Spiegelschrift) Flanke zwei identische Medaillons mit Darstellung der Begegnung Joachims und Annas mit unleserlichen Schriftbändern Wolm drei runde Reifen Schlag zwei runde Reifen | |
| Oberweimar                   | St. Peter und Paul                                                            |                        | Franz Schilling Söhne (Apolda) Nr. 2757                                                                                          | Bronze                                           | 1958                 | 740                                                             | 270                                                    | cis2 | Schulter /Der Herr ist mein Hirte ♰/ Flanke Relief Christus am Kreuz Flanke (andere Seite) /1958//Gießerzeichen/ Wolm /OBERWEIMAR/ schlankes Salbeiblatt | 1448 Bronzeglocke „Selbdrittglocke“ Conrad[e] Cranichfeld[e] (Jena) für Kloster Heusdorf; 1534 Glocke aus Kloster Heusdorf nach Oberweimar gebracht; 1695 Bronzeglocke; 1740 gesprungen; 1800 Bronzeglocke Gebrüder Ulrich (Apolda); nicht richtig passend zur mittleren Glocke; 1902 Bronzeglocke Franz Schilling (Apolda) Nr. 2757; Verlust Erster Weltkrieg; 1929 Bronzeglocke Franz Schilling Söhne (Apolda); Verlust im Zweiten Weltkrieg |
| Oettern                      | Dorfkirche Oettern                                                            |                        | Johann Ros[a]e (Volkstedt) | Bronze                                           | 1698                 | 590                                                             | 120                                                    | e2 od. f2 | Schulter zwischen doppelten Reifen /IM NAMEN GOTTES GOS MICH IOH. ROSE IN VOLCKSTÆDT ANNO 1698/Fries mit Ranken- und Blattvoluten Wolm drei runde Reifen Schlag zwei runde Reifen | |
| Oßmannstedt                  | St. Peter                                                                     |                        | Schilling & Lattermann (Apolda und Morgenröthe)                                                                                  | Eisen                                            | 1919                 | 1383                                                            | 900                                                    | fis1 | Hals 319/19 Schulter zwischen zwei runden Reifen /O, OSSMANNSTEDT, DU LIEBER ORT.//HOER' GOTTES STIMM' UND CHRISTI WORT/ Flanke /Gegossen im Jahre 1919./ | 1493 Bronzeglocke; 1715 gesprungen; 1718/28 Bronzeglocke Johann Christoph Rose (Oßmannstedt); Verlust Erster Weltkrieg |
| Oßmannstedt                  | St. Peter                                                                     |                        | Schilling & Lattermann (Apolda und Morgenröthe)                                                                                  | Eisen                                            | 1919                 | 1070                                                            | 450                                                    | ais1 | Hals 319/19 Schulter zwischen zwei runden Reifen /VOR SUENDE, SCHAND UND EW'GEM TOD//BEWAHRE DICH DER TREUE GOTT./ Flanke /Gegossen im Jahre 1919/ | 1574 Bronzeglocke Eckard[t] Kucher (Erfurt); 1893 neu [Lehfeld]; Verlust Erster Weltkrieg |
| Oßmannstedt                  | St. Peter                                                                     |                        | Karlsruher Glocken- und Kunstgießerei GmbH & Co. KG (Karlsruhe); seit 1988 in Besitz Rudolf Perner GmbH & Co. KG (Passau)        | Bronze                                           | 1999                 | 614                                                             | 152                                                    | dis2 | Flanke /VERBUM DEI//MANET IN AETERNUM/ Flanke (andere Seite) /OSSMANNSTEDT 1999//Gießerzeichen Karlsruher Glockengießerei/ | 1718/28 Bronzeglocke Johann Christoph Rose (Oßmannstedt); 1893; neu [Lehfeld]; Verlust Erster Weltkrieg; 1919 Eisenhartgussglocke Schilling & Lattermann (Apolda und Morgenröthe); im Schaugießen vor der Lutherkirche Apolda zum Weltglockengeläut gegossen |
| Oßmannstedt                  | St. Peter vor der Kirche                                                      |                        | Schilling & Lattermann (Apolda und Morgenröthe)                                                                                  | Eisen                                            | 1919                 | 900                                                             |                                                        | cis2 | Hals 319/19 Schulter zwischen zwei runden Reifen /ZUR TAUF' RUF ICH DIE KINDERLEIN//DAMIT SIE SOLLEN CHRISTEN SEIN/ Flanke /GEGOSSEN IM JAHRE//1919/ | 1718/28 Johann Christoph Rose (Oßmannstedt); 1893 neu [Lehfeld]; Verlust Erster Weltkrieg |
| Ottmannshausen               | Dorfkirche Ottmannshausen                                                     |                        | Hieronymus und Melchior Moering[k] (Erfurt)                                                                                      | Bronze                                           | 1629                 | 1075                                                            | 750                                                    | fis1 | Hals Rankenfries mit Rehen Schulter drei stegbegrenzte Bänder; in zweitem Band / ⚜ ANNO MDCXXIX GOSSEN MICH HIERONYMVS VND MELCHIOR MOERINGE ZV ERFFVRTH ⚜ / Fries mit Kandelaber, umgeben von Blüten, Akanthusranken und musizierenden Engeln (Gitarre/ Harfe und Gesang) Flanke deutlich lesbare 23 aus Hamburg Wolm zwei runde Reifen Schlag zwei Rundstege | Zweiter Weltkrieg nach Hamburg abgeliefert (11-23-204); 20.10.1949 Rückkehr (Waggon Nr. 65860) |
| Ottmannshausen               | Dorfkirche Ottmannshausen                                                     |                        | Franz Schilling Söhne (Apolda) Nr. 5952                                                                                          | Bronze                                           | 1925                 | 845                                                             | 359                                                    | ais1 | Schulter zwischen zwei runden Reifen Eichenlaubfries mit Früchten Flanke /ALS OPFER GEGEBEN DEM KRIEGE ZUR BEUT 1917//WIEDER ERWORBEN IN SCHWERER ZEIT 1925/ Wolm drei runde Reifen | 1588 Bronzeglocke Eckhar[d]t Kucher (Erfurt); Verlust Erster Weltkrieg |
| Ottstedt am Berge            | St. Nicolai                                                                   |                        | Schilling & Lattermann (Apolda und Morgenröthe)                                                                                  | Eisen                                            | 1918                 | 1220                                                            | 750                                                    | as1 | Hals B 126/ 18 Schulter zwischen zwei runden Reifen /GOTT SCHUETZE DEUTSCHLAND. GEGOSSEN 1918 IM WELTKRIEGE./ | 1691 Bronzeglocke Johann Christoph Geyer (Erfurt) |
| Ottstedt am Berge            | St. Nicolai                                                                   |                        | Schilling & Lattermann (Apolda und Morgenröthe)                                                                                  | Eisen                                            | 1918                 | 960                                                             | 350                                                    | c2 | Hals B 126/ 18 Schulter zwischen zwei runden Reifen /EIN FESTE BURG IST UNSER GOTT. 1918/ | 1824 Bronzeglocke; 1837; Bronzeglocke Gebr. Ulrich (Apolda) |
| Ottstedt am Berge            | St. Nicolai                                                                   |                        | Schilling & Lattermann (Apolda und Morgenröthe)                                                                                  | Eisen                                            | 1918                 | 810                                                             | 246                                                    | es2 | Hals B 126/ 18 Schulter zwischen zwei runden Reifen /FRIEDE AUF ERDEN. 1918/ | 1824 Bronzeglocke Johann Heinrich Ulrich (Apolda); 1875 Bronzeglocke |
| Ottstedt (Magdala)           | St. Nikolai                                                                   |                        | Schilling & Lattermann (Apolda und Morgeröthe)                                                                                   | Eisen                                            | 1921                 | 1075                                                            | 450                                                    | b1 | Hals 993/21 Schulter zwischen doppelten Reifen /WAS DER KRIEG[EN- abgeschliffen] UNS NAHM, MÖGE IM FRIEDEN UNS BLEIBEN. ☆/unter dem unteren Reifen/1921./ | 1726 Bronzeglocke Joh. Chr. Rose (Apolda); 1793 Bronzeglocke Gebrüder Ulrich (Apolda) |
| Ottstedt (Magdala)           | St. Nikolai                                                                   |                        | Schilling & Lattermann (Apolda und Morgenröthe)                                                                                  | Eisen                                            | 1921                 | 840                                                             | 200                                                    | d2 | Hals 993/21 Schulter zwischen doppelten Reifen /ANDENKEN AN PFARRER OSSKE ♰ 3. VIII. 1918. ☆/ | 1793 Bronzeglocke Gebrüder Ulrich (Apolda) |
| Pfiffelbach                  | Dorfkirche Pfiffelbach                                                        |                        | Gebrüder Ulrich (Apolda) | Bronze                                           | 1791                 | 1170                                                            | 1010                                                   | f1 | Schulter Fries aus Akanthusblättern und floralem Dekor zwischen doppelten Reifen /AD. PRECES. ET SACRA VOCO [blattähnl. Ornament] FUNERA PLANGO/ Fries aus hängenden Blättern und Blüten (je zwei Blattranken umspielen eine große Mittelblüte) Flanke/AUG. GOTTL. ZINSERLING//CONSISTOR SUPREM ADSESSORE etc.//INPRAEFECT. ROSLAU. COMMISAR. ECCLES//CARL IO: GEORG. BÜTTNER.//PRÆFECT. ROSL. ET GEBSTED.//CARL. AUGUST. WIRSING.//A. SECRET: ÆRAR. PRINC.//LUDOV. CHRIST. FERDIN. ASVERO.//COMMIS. PRÆFECT ET ACTUAR.//IO: ADOLPH. GUL. LABES. PASTOR//IO: LORENZ. DANZ. CANTOR.//RUPTA HAEC CAMPANA OPE ET ARTE.//G: ULRICIC APOLDENS. //EST RESTITUTA//A.O.R.M.DCC.XCI/ Flanke (andere Seite) Wappen des Herzogs /IN. HONOREM S. S. TRINITATIS//SUB REGIMINE SERENISS. DUC. SAX. ETC.//CAROLI AUGUSTI//PATRIS PATRIAE/ Wolm drei runde Reifen Schlag zwischen zwei runden Reifen/COMMUNITATIS. PFIFFELBACH. PRIMARUS. A. SCHREIBER. SCULTET. ZACCH. LOTZE. LOR. ROSTOCK. SCAR. M. MOEBIUS. P. RÜDIGER. CYR. KIRSCH. E.H.HASSE. LOR. KUNIS. E. T. AL. ET. IAC. MOEBIUS. HEIMB. ✿ ✿ / | 1718 Brand, der Kirche und Glocken zerstörte; 1718 Bronzeglocke Johann Christoph Rose (?) (Oßmannstedt); 1746 Bronzeglocke Johann Georg Ulrich (Laucha); 1789 zersprungen; Zweiter Weltkrieg nach Ilsenburg abgeliefert (11-23-207 B); Rückkehr [Liste 4.2.1948] |
| Pfiffelbach                  | Dorfkirche Pfiffelbach                                                        |                        | Franz Schilling Söhne (Apolda) Nr. 6859                                                                                          | Bronze                                           | 1919                 | 900                                                             | 458                                                    | a1 | Hals 6856 [letzte 6 = 9 auf dem Kopf] Schulter Fries aus Engelsköpfen auf gedrehter Kordel Flanke /SCHILLING SOEHNE/ /IN APOLDA GOSSEN MICH 1919./ Flanke (andere Seite) /GOTT ZUR EHRE//DEN NACHKOMMEN ZUR LEHRE/ Wolm drei runde Reifen | 1718 Bronzeglocke Johann Christoph Rose (?) (Oßmannstedt); 1724 aus Apolda geholt und auf Turm gezogen; 1830 Bronzeglocke Carl Friedrich Ulrich (Apolda); 1917 auf Turm zerschlagen |
| Pfiffelbach                  | Dorfkirche Pfiffelbach                                                        |                        | Franz Schilling Söhne (Apolda) Nr. 6860                                                                                          | Bronze                                           | 1919                 | 755                                                             | 248                                                    | c2 | Hals 6860 Schulter zwischen zwei runden Reifen liegender Eichenlaubfries mit Eicheln Flanke /NACH KRIEGES ZEIT,//DEM FRIEDEN GEWEIHT./ Flanke (andere Seite )/FRANZ SCHILLING SOEHNE//IN APOLDA GOSSEN MICH 1919./ Wolm drei runde Reifen | 1718 Bronzeglocke Johann Christoph Rose (Oßmannstedt); 1789 zersprungen; 1878 Bronzeglocke Georg Schüler (Apolda); 1917 auf Turm zerschlagen |
| Pfuhlsborn                   | Kirche                                                                        |                        | Franz Schilling Söhne (Apolda) Nr. 9430                                                                                          | Bronze                                           | 1925                 | 655                                                             | 157                                                    | d2 | Schulter vier Rundstege auf Vorlage /Schilling Apolda./ Flanke /Weih- nachten 1925./ Flanke (andere Seite) /Bewahr uns, Gott, das Vaterland./ Wolm Kordelsteg Schlag zwei Rundstege | 1746 Bronzeglocken Johann Georg Ulrich (Laucha); 1877 neuer Glockenturm; 1925 Umbau des Glockenstuhles, für drei statt bisher zwei Glocken |
| Possendorf (Weimar)          | Dorfkirche Possendorf                                                         |                        | Franz Schilling Söhne (Apolda)                                                                                                   | Bronze                                           | 1927                 | 615                                                             | 145                                                    | es2 | Hals /SCHILLING APOLDA/ Schulter zwischen zwei runden Reifen Fries aus Eichlaub, Eichblättern und Eicheln Flanke /GEWIDMET VON DER GEMEINDE POSSENDORF//IM JAHRE 1927./ Flanke (andere Seite) /KOMMET, DENN ES IST ALLES BEREIT/ Kordelsteg Schlag zwei runde Reifen | 1883 Bronzeglocke Franz Schilling als C.F. Ulrich (Apolda) Nr. 318; 1927 in Zahlung gegeben |
| Ramsla                       | St. Johannes Baptista                                                         |                        | Franz Schilling Söhne (Apolda)                                                                                                   | Bronze                                           | 1951                 | 710                                                             | 210                                                    | c2 | Schulter zwischen zwei flachen Bändern / ♰ FRIEDE, FRIEDE, FRIEDE SEI DEM LANDE GLUECK UND HEIL IN JEDEM STANDE//DIESE GLOCKE STIFTETE HERMANN WEIDIG//ZUM ANDENKEN AN SEINE DREI KINDER//ALMA, HULDA UND RICHARD/ /DER KIRCHGEMEINDE//RAMSLA//1951/ Flanke Kreuz Wolm /Gießerzeichen/drei runde Reifen Schlag zwei runde Reifen | 1826 zersprungen; 1827 Bronzeglocke Carl Friedrich Ulrich (Apolda); 1925/26 Bronzeglocke Franz Schilling Söhne (Apolda) Nr. 9328; Verlust Zweiter Weltkrieg |
| Ramsla                       | St. Johannes Baptista                                                         |                        | Franz Schilling Söhne (Apolda)                                                                                                   | Bronze                                           | 1955                 | 635                                                             | 150                                                    | d2 | Hals Gießerzeichen Schulter /Bittet den Herrn der Ernte, daß ER Arbeiter in Seine ♰//Ernte sende./ Flanke Christuskreuz mit Alpha und Omega in Kreis Wolm /GESTIFTET ZUM AN-//DENKEN AN DIE//FAMILIE KOENIG//RAMSLA 1955/ | |
| Ramsla                       | St. Johannes Baptista                                                         |                        | Carl Friedrich Ulrich (Apolda)                                                                                                   | Bronze                                           | 1851                 | 580                                                             | 145                                                    | es2 | Schulter zwischen zwei runden Reifen ornamentaler Schmuckfries aus gekreuzten Bändern mit stilisierten Palmetten zwischen zwei runden Reifen /GUSS VON C.F. ULRICH IN APOLDA 1851./an rundem Reifen hängender stilisierter Rundbogenfries, Bogenenden bilden große Blattkonsolen Flanke /E.WEBER, BUERGERMEISTER//TH. KAISER, STELLV.//H.HAUPT, – GEMEINDEVORSITZ-//F. HASSE, PFARRER//G. FRANKE,CANTOR//A. PFEIFER, KIRCHENVSTR./ Flanke (andere Seite) /ICH BIN GEGOSSEN HELL UND REIN,//SO SOLL DER CHRISTEN WANDEL SEIN./ halbseitiger Weinlaubfries mit kleinen Weintrauben Wolm hoher runder Reifen an rundem Reifen hängender verschlungener Bänderfries mit drei kugelartigen Quasten an der Bogenmitte sowie kleine Palmetten an den Bogenenden | |
| Rannstedt                    | Pilgerkirche                                                                  |                        | Gebrüder Ulrich/ Gießer: Heinrich Ulrich (Apolda)                                                                                | Bronze                                           | 1919                 | 630                                                             | 143                                                    | es2 | Schulter Astwerkfries mit stilisierten Blättern Flanke /Gießerzeichen/ [Gegossen von Gebr. Ulrich. APOLDA]/1919/ Wolm zwischen zwei runden Reifen /Gewidmet von Heino Kuntzl 1889/ Wolm (andere Seite) /Und den Menschen ein Wohlgefallen./ | 1919 zwei weitere Bronzeglocken Gebrüder Ulrich/ Gießer: Heinrich Ulrich (Apolda); Verlust im Zweiten Weltkrieg (eingeschmolzen) |
| Rannstedt                    | Pilgerkirche Uhr                                                              |                        | unbezeichnet Otto Hofmann (Apolda)                                                                                               | Bronze                                           | 1904                 |                                                                 |                                                        | | Flanke /Otto Hofmann Apolda/ Flanke (andere Seite) /1904/ | Uhrglocke in Turmlaterne; (vgl. Apolda-ThüFleiWa); 1972 Einsturz des Glockenturmes; 2004 Beginn der Sanierung; seit 2006 Pilgerkirche |
| Reisdorf (Bad Sulza)         | Dorfkirche Reisdorf St. Veit                                                  |                        | Nicolaus Jonas Sorber (Erfurt)                                                                                                   | Bronze                                           | 1714                 | 1030                                                            | 12 Ztn.                                                | fis1 | Schulter Fries aus zusammentreffenden Doppelblättern mit stehenden Früchten drei runde Perlstäbe zwischen eins und zwei /NACH DEM WIR ALLE DREI A.1712 D. 28. DECEMB. ALLHIER ZU REISDORF IM GROßEM BRAND ZERFLOSSEN./zwischen zwei und drei/HAT UNS MIT GOTT A. 1714 NIC IONAS SVRBER IN ERFFURT WIEDER GEGOSSEN. I • A • G • P • S •/ großer stilisierter Rosettenfries in Bogenform, gefüllt mit gefiederten Blättern und Früchten Flanke Kurwappen mit Hut bogenförmig /OMNIA CUM DEO ET NIHIL SINE EO/ Flanke (andere Seite) Landeswappen Sachsen – Weimar mit Symbolen der einzelnen Landesteile und herzoglichem Monogramm Wolm drei runde Reifen Schlag Absatz | 1712 drei große Glocken bei Kirchenbrand geschmolzen; nach dem großen Brand Auffindung des „Kommunikanten-Glöcklein“ im Schutt; anfangs im Glockenhaus vor der Kirche auf dem Friedhof; 1857 in Turm umgehangen; 11.02. 1942 nach Ilsenburg abgeliefert (11-23-225 B); Herbst 1947 Rückkehr [Liste 4.2.1948] |
| Reisdorf (Bad Sulza)         | Dorfkirche Reisdorf St. Veit                                                  |                        | Franz Schilling Söhne (Apolda)                                                                                                   | Bronze                                           | 1934                 | 675                                                             | 186                                                    | cis2 | Schulter fünf runde Reifen zwischen eins und zwei /Im grossen Krieg als Opfer dargebracht,/zwischen zwei und drei /Zur Zeit der Not zum Leben neu erwacht,/zwischen drei und vier /Will klingen ich zu Gottes Ehr,/ zwischen vier und fünf/Dass sich sein Reich auf Erden mehr./ Schulter (andere Seite) zwischen eins und zwei /Erntedankfest/ zwischen zwei und drei /1. Oktober 1934.//Gießerzeichen auf viertem Reifen/ Wolm zwei runde Reifen | 1722 Bronzeglocke Nicolaus Jonas Sorber (Erfurt); im Glockenhaus vor der Kirche auf dem Friedhof; 1855 zersprungen; 1857 Bronzeglocke Gebrüder Ulrich (Laucha) in Kirchturm gehangen; 1903 Bronzeglocke Franz Schilling (Apolda) Nr. 2956; 1917 auf dem Turm zerschlagen |
| Reisdorf (Bad Sulza)         | Dorfkirche Reisdorf St. Veit Uhr                                              |                        | Gebr. Ulrich (Laucha) | Bronze                                           | 1857                 |                                                                 | 1 Ztn.                                                 | | /Guß der Gebrüder Ulrich Laucha 1857/ | Schale in Turmhaube (unzugänglich) |
| Rettwitz                     | Dorfkirche Rettwitz                                                           |                        | Gebrüder Ulrich/ Gießer: Heinrich Ulrich (?) (Apolda)                                                                            | Bronze                                           | 1884                 | 640                                                             | 175                                                    | es2 | Schulter drei Wülste zwischen zwei und drei /GUSS VON GEBR. ULRICH IN APOLDA/ breiter Fries aus geflochtenem Astwerk mit Traubenfrüchten und Akanthusblättern Flanke Kreuz auf rundem Reifen /GOTT SEGNE RETTWITZ/ drei hohe runde Reifen Wolm /1884./ | 1807 Bronzeglocke |
| Rittersdorf (Thüringen)      | St. Georg                                                                     |                        | Christof Rosa[e] (Volkstedt) | Bronze                                           | 1654                 | 870                                                             | 312                                                    | as1 | Schulter sechs runde Reifen zwischen zwei und drei /GLORIA IN EXCELSIS DEO ♰ WOLRATVS GERORGIVS BEVTNITIVS PASTOR [zwei Tauben]/ zwischen vier und fünf /MATTEVS GERWERT ♰ HANNS STILZEFVS ♰ ALTER LEITE ♰ NICOLAVS HEIWACH SCHVLTS • H • S • HB • [Eichhörnchen]/ unter sechs hängender Fries aus symmetrischem Rocaillemotiv mit Tiersymbolen Flanke vier geflügelte Engelsköpfe Wolm zwei runde Reifen Schlag zwischen zwei runden Reifen/GOTT ALLIN DIE EHR AVS DEN FEVR BIN ICH ENTSPROSSEN//CHRISTOF ROSA ZV VOLKSTÄT HAT MICH GEGOSSEN ANNO DOMINI 16 [Rombus] 54 [✿ mit Blättern]/ | |
| Rittersdorf (Thüringen)      | St. Georg                                                                     |                        | Gebrüder Ulrich (Apolda) | Bronze                                           | 1793                 | 605                                                             | 119                                                    | es2 | Schulter stehender Blattmuschelfries zwischen doppelten runden Reifen /D.G. FRATRES ULRICH. FECERVNT APOLDAE MDCC XCIII ✿/ Fries aus hängenden Akanthusblättern Wolm drei runde Reifen Schlag zwei runde Reifen | Bronzeglocke Nicolas Jonas Sorber (Erfurt); Verlust (?); nach Lehfeld Ende 19. Jh. noch nicht im Kirchturm; Zweiter Weltkrieg nach Hamburg abgeliefert (11-23-322); 1950 Rückkehr [2. Liste 19.1.1951] |
| Rödigsdorf (Apolda)          | Dorfkirche                                                                    |                        | Carl Friedrich Ulrich/ Gießer: Franz Schilling (Apolda)                                                                          | Bronze                                           | 1877                 | 850                                                             | 420                                                    | b1 | Krone mit Masken; Hals Fries aus liegenden Früchten und Pflanzen Schulter vier Reifen; zwischen zwei und drei breites Band mit Rautenschraffur; liegender Eichlaubfries mit vereinzelten Eicheln Flanke in geschwungener Schriftform /LASSET DAS WORT CHRISTI REICHLICH UNTER EUCH WOHNEN./ Relief verschlungener Symbole: Kreuz, Anker, Bibel, Kelch; in geschwungener Schriftform /GLAUBE LIEBE HOFFNUNG./ Wolm zwischen zwei runden Reifen Fries aus verschlungenen Kreisen mit Füllung aus Sternen- oder Blütenmotiven; ein runder Reifen; zwischen zwei runden Reifen gekreuzte Perlstäbe | 1603 Bronzeglocke Hermann König[k] (Erfurt) |
| Rohrbach (Ilmtal-Weinstraße) | Dorfkirche                                                                    |                        | Schilling & Lattermann (Apolda und Morgenröthe)                                                                                  | Eisen                                            | 1919                 | 1135                                                            | 600                                                    | a1 | Schulter zwischen zwei runden Reifen /DIE LEBENDEN RUF ICH ZUR ANDACHT HERZU. 1919./ | 1698 Bronzeglocke; 1896 Bronzeglocke Franz Schilling (Apolda) Nr. 1510; 1917 in Turm zerschlagen |
| Rohrbach (Ilmtal-Weinstraße) | Dorfkirche                                                                    |                        | Schilling & Lattermann (Apolda und Morgenröthe)                                                                                  | Eisen                                            | 1919                 | 895                                                             | 300                                                    | cis2 | Schulter zwischen zwei runden Reifen /MENSCHEN KOMMEN UND GEH'N.//1919.//GOTT BLEIBT BESTEH'N./ | 1615 Bronzeglocke Melchior Möhring[k] (Erfurt); 1893 neu [Lehfeld]; 1917 im Turm zerschlagen |
| Rohrbach (Ilmtal-Weinstraße) | Dorfkirche                                                                    |                        | Schilling & Lattermann (Apolda und Morgenröthe)                                                                                  | Eisen                                            | 1919                 | 750                                                             | 175                                                    | e2 | Schulter zwischen zwei runden Reifen/DEN TOTEN LÄUT ICH, FRIEDEN UND RUH.1919./ | 1500 Bronzeglocke; 1782 Bronzeglocke Gebrüder Ulrich (Apolda); nach 1842 in Turm gehangen; 1917 im Turm zerschlagen |
| Rohrbach (Ilmtal-Weinstraße) | Dorfkirche Uhr                                                                |                        | Eckehard[t] Kucher (Erfurt) (?)                                                                                                  | Bronze                                           | 16. Jh. od. 17. Jh.  | 480                                                             | über 50                                                | | Schulter zwischen je zwei isolierten Stegen /SPES MEA IN CHRISTO / an Glockendach /2002/ /Dachdeckermeister/ /Mathias Hädrich/ | Uhrglocke außen am Turm (unzugänglich); Zweiter Weltkrieg nach Hamburg abgeliefert (11-23-235 B); 25.11.1950 Rückkehr [2. Liste 19.1.1951]; 1989 mit Turm abgestürzt; seit 2002 außen am neuen Turm hängend |
| Rottdorf                     | Dorfkirche Rottdorf                                                           |                        | Ulrich & Weule (Apolda & Bockenem)                                                                                               | Eisen                                            | 1922                 | 1080                                                            |                                                        | a1 | Schulter zwei runde Reifen /ULRICH & WEULE//APOLDA-BOCKENEM// 1922./ Wolm zwei runde Reifen | 1835 Bronzeglocke |
| Rottdorf                     | Dorfkirche Rottdorf                                                           |                        | Ulrich & Weule (Apolda & Bockenem)                                                                                               | Eisen                                            | 1922                 | 920                                                             |                                                        | c2 | Schulter zwei runde Reifen /ULRICH & WEULE//APOLDA-BOCKENEM// 1922./ Wolm zwei runde Reifen | 1560 Bronzeglocke Eckard[t] Kucher (Erfurt) |
| Saalborn                     | Dorfkirche Saalborn (Wandererkirche)                                          |                        | Schilling & Lattermann (Apolda und Morgenröthe)                                                                                  | Eisen                                            | 1921                 | 1070                                                            | 500                                                    | a1 | Schulter zwischen einem runden Reifen oberhalb und zwei runden Reifen unterhalb /UNSER GLAUBE IST DER SIEG, DER DIE WELT ÜBERWUNDEN HAT/ | 1566 Bronzeglocke; verm. Eckhard[t] Kucher (Erfurt); heute auf 2 vorgerückt |
| Saalborn                     | Dorfkirche Saalborn (Wandererkirche)                                          |                        | verm. Eckhard[t] Kucher (Erfurt)                                                                                                 | Bronze                                           | 1566                 | 755                                                             | 265                                                    | cis2 | Schulter zwischen zwei stegbegrenzten Bändern /GOTTES WORT ◊ BLEIBET ◊ EWICK ◊ 15 ◊ 66 ◊/ Wolm zwei runde Reifen Schlag zwei runde Reifen | 1681 Bronzeglocke Hans Wolf (Johann Wolfgang) Geyer (Erfurt); 1917 Verlust (eingeschmolzen); 1942 Ablieferung ins Glockenlager Hamburg (11-23-236 B); Rückkehr 4.11.1949 (Waggon Nr. 115); 1961 Franz Schilling Söhne (Apolda) Schweißen eines Haarrisses |
| Saalborn                     | Dorfkirche Saalborn (Wandererkirche)                                          |                        | Schilling & Lattermann (Apolda und Morgenröthe)                                                                                  | Eisen                                            | 1921                 | 740                                                             | 150                                                    | e2 | Schulter zwischen einem runden Reifen oberhalb und zwei runden Reifen unterhalb /ERZ GAB ICH EISEN EMPFING ICH 1921/ | |
| Sachsenhausen                | St. Kilian Guss in Maria Laach                                                |                        | Glockengießerei Maria Laach | Bronze                                           | 2012                 |                                                                 |                                                        | | | |
| Sachsenhausen                | St. Kilian                                                                    |                        | Glockengießerei Maria Laach | Bronze                                           | 2012                 | 920                                                             | 430                                                    | a1 | Schulter drei Reifen Flanke Relief des Heiligen Kilian Flanke (andere Seite) Kreuzrelief / GLAUBE/ Wolm zwischen zwei Reifen /DER HERR IST MEIN LICHT UND MEIN HEIL; VOR WEM SOLLTE ICH MICH FÜRCHTEN? PS 27,1/ Schlag /EV.-LUTH. KIRCHGEMEINDE SACHSENHAUSEN/ | 1826 große Glocke zersprungen; 1827 Bronzeglocke Carl Friedrich Ulrich (Apolda); 1905 zersprungen; 1905 Bronzeglocke Franz Schilling (Apolda) Nr. 3634; Verlust Erster Weltkrieg; 1918 Eisenhartgussglocke Schilling & Lattermann (Apolda und Morgenröthe); 2012 abgehangen; heute vor der Kirche stehend |
| Sachsenhausen                | St. Kilian                                                                    |                        | Glockengießerei Maria Laach | Bronze                                           | 2012                 | 720                                                             | 220                                                    | cis2 | Schulter drei Reifen Flanke Relief der Heiligen Elisabeth Flanke (andere Seite) Relief betender Hände /LIEBE/ Wolm zwischen zwei Reifen /GOTT IST DIE LIEBE; UND WER IN LIEBE BLEIBT, DER BLEIBT IN GOTT UND GOTT IN IHM. 1.JOH. 4,16/ Schlag /EV.-LUTH. KIRCHGEMEINDE SACHSENHAUSEN/ | 1695 Bronzeglocke Hans Heinrich Rausch (Erfurt); 1905 zersprungen; 1906 Bronzeglocke Franz Schilling (Apolda) Nr. 3635; Verlust Erster Weltkrieg; 1918 Eisenhartgussglocke Schilling & Lattermann (Apolda und Morgenröthe); 2012 abgehangen; heute im Heimatmuseum stehend |
| Sachsenhausen                | St. Kilian                                                                    |                        | Glockengießerei Maria Laach | Bronze                                           | 2012                 | 620                                                             | 145                                                    | e2 | Schulter drei Reifen Flanke Relief Johannes des Täufers Flanke (andere Seite) Relief eines Ankers /HOFFNUNG/ Wolm zwischen zwei Reifen / WOHL DEM, DER SEINE HOFFNUNG SETZT AUF DEN HERRN. PS 40,5/ Schlag /EV.-LUTH. KIRCHGEMEINDE SACHSENHAUSEN/ | 1755 Bronzeglocke Carl Wilhelm Becker (Naumburg); Verlust Erster Weltkrieg; 1918 Eisenhartgussglock; Schilling & Lattermann (Apolda und Morgenröthe); 2012 abgehangen |
| Sachsenhausen                | St. Kilian vor der Kirche                                                     |                        | Schilling & Lattermann (Apolda und Morgenröthe)                                                                                  | Eisen                                            | 1918                 | 1185                                                            | 620                                                    | g1 | Hals Gießerzeichen Schulter zwischen zwei runden Reifen /GOTT SCHENKE UNS FRJEDEN FÜR ZEJT UND EWJGKEJT. • / Flanke /Zum Ersatz//für die zu Kriegszwecken/beschlagnahmten Bronzeglocken./Kriegsjahr//1918./ | 1. Glocke aus St.Kilian |
| Sachsenhausen                | Heimatstube                                                                   |                        | Schilling & Lattermann (Apolda und Morgenröthe)                                                                                  | Eisen                                            | 1918                 | 945                                                             | 350                                                    | h1 | Hals Gießerzeichen Flanke /1918/ | 2. Glocke aus St. Kilian |
| Schellroda                   | St. Georg                                                                     |                        | Gebrüder Ulrich (Apolda) | Bronze                                           | 1865                 | 660                                                             |                                                        | es2 | Kronenbügel mit männl. Masken Hals breiter Reifen an Kante Schulter Blattranken- und Blütenfries Flanke /EHRE SEI GOTT IN DER HÖHE!/ Flanke (andere Seite) /GOTT SEGNE SCHELLRODA!/ Wolm /GEGOSSEN//von GEBR. ULRICH, APOLDA 1865/ hängender Palmettenfries | |
| Schellroda                   | St. Georg                                                                     |                        | Peter Grassmayr (Innsbruck) | Bronze                                           | 2023                 | 800                                                             | 340                                                    | | Flanke "SELIG SIND, / DIE FRIEDEN/ STIFTEN, / DENN SIE WERDEN / GOTTES KINDER / HEISSEN."/ MATTHÄUS 5/9 Flanke [andere Seite] Taube und Ölzweig Wolm Olivenzweigkette mit Früchten | 08.10.2023 geweiht |
| Schellroda                   | St. Georg                                                                     |                        | Johann Bienstock (Erfurt) | Bronze                                           | 1749                 | 530                                                             |                                                        | g2 | Schulter Fries aus nach oben geöffneten Akanthusvoluten Schulter zwischen zwei runden Reifen /JOHANN ◊ BERNHART ◊ MILLER, DONTORF ◊/ hängender Rocaillefries mit Blättern und Blüten Wolm zwei runde Reifen Schlag zwischen zwei runden Reifen /JOH. BIENSTOCK GOSS MICH IN ERFURT ANNO 1749 H • L • O • H/ | Uhrglocke neben der Läuteglocke |
| Schmiedehausen               | Glockenhaus vor der Kirche                                                    |                        | Schilling & Lattermann (Apolda und Morgenröthe)                                                                                  | Eisen                                            | 1964                 | 1226                                                            | 920                                                    | g1 | Hals B 30/ 62 (?) Schulter /HERR, LEHRE UNS BETEN!/ Schulter (andere Seite) Gießerzeichen /1964/ Flanke Kreuz | 1545 Zerschmelzen des Geläutes; 1549 eine Bronzeglocke aus Erfurt geholt; 1769 Bronzeglocke Johann Georg und Johann Gottfried Ulrich (Apolda); 1817 Bronzeglocke Gebrüder Ulrich (Apolda); 1850 wegen Riss im Kirchturm Umhängen in ein Glockenhaus; 1917 Ablieferung (Einschmelzen); 1921 Bronzeglocke Christian Störmer (Erfurt); Verlust Zweiter Weltkrieg |
| Schmiedehausen               | Glockenhaus vor der Kirche                                                    |                        | Schilling & Lattermann (Apolda und Morgenröthe)                                                                                  | Eisen                                            | 1964                 | 935                                                             | 360                                                    | c2 | Hals B 31/ 62 (?) Schulter /DIE FREUDE AM HERRN IST EURE STÄRKE/ Schulter (andere Seite) Gießerzeichen /1964/ | 1817 Bronzeglocke Gebrüder Ulrich (Apolda); 1850 wegen Riss im Kirchturm Umhängen in ein Glockenhaus; 1917 Ablieferung (Einschmelzen); 1921 Bronzeglocke Christian Störmer (Erfurt); Verlust Zweiter Weltkrieg |
| Schmiedehausen               | Glockenhaus vor der Kirche                                                    |                        | Gebrüder Ulrich (Apolda) | Bronze                                           | 1817                 | 800                                                             |                                                        | b1 | Schulter Rankenfries mit Weinlaub und Weintrauben zwischen zwei doppelten runden Reifen /GOTT SEGNE UND ERHALTE SCHMIEDEHAUSEN/ Fries aus gefiederten Blättern mit kugelartigen Früchten an den Enden auf gegittertem Grund /ÜBER DIESES GOTTES=HAUS//BREITE HERR, DIE HAENDE AUS. ✿/ Flanke (andere Seite) /IM REFORMATIONSJUBELJAHRE//DEN 31. OKTOBER 1817./ MICH UND DIE MITTLERE GEGOSSEN//DIE GEBRÜDER ULRICH//IN APOLDA/ Wolm drei runde Reifen Schlag runder Reifen und Absatz | 1764 Bronzeglocke Johann Georg und Johann Gottfried Ulrich (Apolda); 1817 zersprungen; 1850 wegen Riss des Kirchturms Umhängen in ein Glockenhaus vor der Kirche; im Zweiten Weltkrieg nach Hamburg abgeliefert (11/20/ 156 C); Rückkehr |
| Schöndorf (Weimar)           | St. Bonifatius                                                                |                        | Glocken- und Kunstgießerei Rincker (Sinn bei Wetzlar) i.A. Kunst- und Glockengießerei Lauchhammer                                | Bronze                                           | 2006                 | 963                                                             | 593                                                    | a1 | Schulter zwei runde Reifen Flanke Relief der Maria mit sie umgebendem ovalen Schriftzug /PACEM • ROGAMUS • O • REGINA/ Flanke (andere Seite) /Gießerzeichen [LR und Krone]/ /2006/ Wolm drei runde Reifen Schlag ♰ ♰ ♰ ♰ [je eines auf jedem Viertel der Glocke] | „Maria, Königin des Friedens“ |
| Schöndorf (Weimar)           | St. Bonifatius                                                                |                        | Kunst- und Glockengießerei Lauchhammer Lauchhammer c/o Glocken- und Kunstgießerei Rincker (Sinn bei Wetzlar) (Erfurt/ Domstufen) | Bronze                                           | 1997                 | 750                                                             | 385                                                    | d2 | Flanke Relief Heilige Teresa /ST • Teresa/ Kreuzrelief, auf drei Sternen stehend Flanke (andere Seite) Relief der Himmelskönigin Maria; Bischöfliches Wappen Wolm 16 • 10 • 1995 Wolm (andere Seite) /1497-1997//500 JAHRE GLORIOSA//IM DOM BMV ZU ERFURT/ Schlag /SPENDE DER KUNST- UND GLOCKEN Gießerzeichen [LR mit Krone// 1997/] GIESSEREI LAUCHHAMMER/ | „St. Teresa“ |
| Schöndorf (Weimar)           | St. Stephanus                                                                 |                        | Franz Schilling Söhne (Apolda)                                                                                                   | Bronze                                           | 1965                 | 910                                                             | 510 oder 470                                           | a1 | Schulter /O LAND, LAND, LAND HOERE DES HERREN WORT//DES HERREN WORT IST WAHRHAFTIG, UND WAS ER ZUSAGT, DAS HÄLT ER GEWISS ♰/ Wolm Gießerzeichen | |
| Schöndorf (Weimar)           | St. Stephanus                                                                 |                        | Franz Schilling Söhne (Apolda)                                                                                                   | Bronze                                           | 1965                 | 720                                                             | 240 oder 220                                           | cis2 | Schulter /SEID FROEHLICH IN HOFFNUNG, GEDULDIG//IN TRUEBSAL ♰ HALTET AN AM GEBET/ Wolm Gießerzeichen | |
| Schöndorf (Weimar)           | St. Stephanus                                                                 |                        | Franz Schilling Söhne (Apolda)                                                                                                   | Bronze                                           | 1965                 | 600                                                             | 140 oder 120                                           | e2 | Schulter /LASSET DIE KINDLEIN ZU MIR KOMMEN UND WEHRET ♰/ /IHNEN NICHT, DENN SOLCHER IST DAS REICH GOTTES ♰/ Wolm Gießerzeichen | |
| Schöndorf (Weimar)           | St. Stephanus                                                                 |                        | Franz Schilling Söhne (Apolda)                                                                                                   | Bronze                                           | 1965                 | 550                                                             | 100                                                    | fis2 | Schulter /LASSET EUCH VERSOEHNEN MIT GOTT/ Wolm Gießerzeichen | |
| Schöndorf (Weimar)           | St. Theresa                                                                   |                        | Schilling & Lattermann (Apolda und Morgenröthe)                                                                                  | Eisen                                            | 1956                 | 1224                                                            | ca.1100                                                | fis1 | Hals 624/ 56 Schulter /CHRISTUS SIEGER – CHRISTUS KOE[E in O]NIG – CHRISTUS HERR DER WELT/ Schulter (andere Seite) /Gießerzeichen/ Flanke kunstvolles P mit Kreuz und Krone [Christus] /1956/ | 2006 in Innenhof des Klosters aufgestellt; 01.04.2020 Schließung des Karmels |
| Schöndorf (Weimar)           | St. Theresa                                                                   |                        | Schilling & Lattermann (Apolda und Morgenröthe)                                                                                  | Eisen                                            | 1956                 | 1020                                                            | ca. 590                                                | a1 | Hals 625/ 56 Schulter /HEILIGE MARIA DU KOE[E in O]NIGIN DES FRIEDENS FÜR UNS/ Schulter (andere Seite) /Gießerzeichen/ Flanke kunstvoll geschwungenes M mit Kreuz [Kathedrale]/1956/ | 2006 in Innenhof des Klosters aufgestellt; 01.04.2020 Schließung des Karmels |
| Schöndorf (Weimar)           | St. Theresa                                                                   |                        | Schilling & Lattermann (Apolda und Morgenröthe)                                                                                  | Eisen                                            | 1956                 | 930                                                             | ca. 550                                                | h1 | Hals 626/ 56 Schulter /HEILIGER BONIFATIUS HÜTE DEIN ERBE IM DEUTSCHEN VOLK/ Schulter (andere Seite) /Gießerzeichen/ Flanke Kunstvolles StB (t als Bischofsstab)/1956/ | 2006 in Innenhof des Klosters aufgestellt; 01.04.2020 Schließung des Karmels |
| Schoppendorf                 | St. Martin                                                                    |                        | Franz Schilling als C.F. Ulrich (Apolda) Nr. 201“ Concordia”                                                                     | Bronze                                           | 1881                 | 480                                                             | 113                                                    | e2 | Schulter Fries aus blühender Trichterwinde mit Blattwerk zwischen zwei Bändern Flanke /CONCORDIA/ /1881./ Wolm zwei runde Reifen Fries, sog. „laufender Hund“, die gerundete Variante eines Mäanders, wobei Teile der wellenförmigen Bögen durch stilisiere Blätter ersetzt sind und zusätzlich eingeschlossene Blüten die kreisförmigen Enden der einzelnen Böge verzieren [M.Schmidt] (vgl. Gelmeroda und Vollersroda) Schlag ein runder Reifen | 1802 zwei Bronzeglocken |
| Schoppendorf                 | St. Martin Uhr                                                                |                        | Franz Schilling als C.F. Ulrich (Apolda) Nr. 8530 und Nr. 1450                                                                   | Bronze                                           | 1879                 |                                                                 | 96 und 58                                              | f2 und a2 | | Uhrschalen außen am Turm (unzugänglich) |
| Schöten (Apolda)             | St. Marien                                                                    |                        | Schilling & Lattermann (Apolda und Morgenröthe)                                                                                  | Eisen                                            | 1920                 | 965                                                             | 350                                                    | c2 | Hals 706/20 Schulter zwischen zwei runden Reifen /EHRE SEI GOTT IN DER HÖHE! 1920./ Flanke /Gestiftet Im Jahre 1920//von Hugo Jennicke und Frau/ | 1780 Schmelzen der Glocke bei Kirchenbrand; 1782 Bronzeglocke aus Kloster Heusdorf gekauft; 1889 Bronzeglocke Gebrüder Ulrich/ Gießer: Heinrich Ulrich (Apolda); Verlust im Ersten Weltkrieg (eingeschmolzen) |
| Schwabsdorf (Wiegendorf)     | St. Vitus (Schwabsdorf)                                                       |                        | Franz Schilling Söhne (Apolda) Nr. 12387                                                                                         | Bronze                                           | 1933                 | 640                                                             | 147                                                    | d1 | Schulter zwischen zwei runden Reifen /Neu erstanden zu Gottes Ehr 1933 Geopfert fuer Deutschlands Wehr 1917/liegender Stabfries, von Blättern umrankt über rundem Reifen Wolm Gießerzeichen drei runde Reifen Schlag zwei runde Reifen | 1687 Absturz der Glocke bei großem Sturm; zerschlagen; 1692 Bronzeglocke zur Weihe des neuen Kirchgebäudes von Johann Ros[a]e (Volkstedt); Verlust Erster Weltkrieg; 1990 Lagerung in Weimarer Melanchtonkapelle; 1997 wieder in Glockenturm rückgeführt [Jahreszahl auf Joch] |
| Schwarza                     | Dorfkirche Schwarza                                                           |                        | Gebrüder Ulrich/ Heinrich Ulrich GmbH (Apolda)                                                                                   | Bronze                                           | 1936                 | 748                                                             | 275                                                    | cis2 | Schulter zwischen zwei runden Reifen geschwungener Eichenlaubfries mit Eicheln Flanke /IN EHERNER ZEIT//WARD ICH DEUTSCHLAND GEWEIHT.1917//NUN LÄUT ICH AUF'S NEU//DA DEUTSCHLAND WARD FREI.1936/ Flanke (andere Seite) /Erhalt’ uns Herr, bei deinem Wort!/ Gießerzeichen Wolm ein runder Reifen | 1626 Bronzeglocke; 1836 Bronzeglocke; 1874 Bronzeglocke; 1917 Ablieferung (Einschmelzen); 1925 Eisenhartgussglocke Schilling & Lattermann (Apolda und Morgenröthe) geplant, aber nicht zur Ausführung gelangt; Zweiter Weltkrieg nach Hamburg abgeliefert (11-23-247 B); 10.05.1950 Rückkehr |
| Schwarza                     | Dorfkirche Schwarza                                                           |                        | Johann Mayer (Rudolstadt) | Bronze                                           | 1761                 | 610                                                             | 70                                                     | g2 | Schulter zwischen Stegen Rocaillefries nach Stuckmodeln mit spiegelartigen Ornamenten zwischen doppelten runden Reifen /GOSS MICH IOH: MAYER IN RUDOLSTADT 1761/ Fries aus hängenden Muschelmotiven mit Bandwerk Flanke auf je einem runden Reifen /HERR J.H.H. APITZ CAMMER RATH U. AMTMANN//HERR A.C [G].F. WIRTH SUPERINT: U. PAST. PRIM.//HERR F. REITMANN DIACONUS/ Flanke (andere Seite) /J.C. REMCKE SCHULTHEIS//J.H. WERNER GERICHTSCHÖPFF//J.H. SCHACHTSCHABEL UND//J.P. LANGENBERG ALTARMÆNNER/ Wolm drei runde Reifen Schlag ein runder Reifen | Zweiter Weltkrieg nach Ilsenburg abgeliefert (11-23-247); Rückkehr |
| Schwerstedt                  | Gutshof                                                                       |                        | unbezeichnet | Bronze                                           | 1905                 | 400                                                             | 40                                                     | a2 | Wolm vier runde Reifen Wolm drei runde Reifen | mit Hammer angeschlagen |
| Schwerstedt                  | Gutshof                                                                       |                        | unbezeichnet | Bronze                                           | 1905                 | 310                                                             | 20                                                     | e3 | Wolm vier runde Reifen Wolm drei runde Reifen | mit Hammer angeschlagen |
| Schwerstedt                  | St. Peter und Paul                                                            |                        | Franz Schilling Söhne (Apolda) Nr. 12217                                                                                         | Bronze                                           | 1932                 | 555                                                             | 155                                                    | e2 | Schulter zwischen zwei runden Reifen /Aus des Krieges grosser Not fuehre zum Frieden uns, o Gott ☆/ Flanke /Gießerzeichen/ /Erneuert nach dem Kirchenbrande,/ /1932/ Flanke (andere Seite) /Wolf von Helldorff//1915/ Wolm drei runde Reifen | 1812 Bronzeglocke; 1854 Bronzeglocke; 1879; Bronzeglocke Franz Schilling als C.F. Ulrich (Apolda); 1900 Bronzeglocke Franz Schilling (Apolda); 1905 Bronzeglocke; Franz Schilling (Apolda) Nr. 3548; 1915 Bronzeglocke; 1932 großer Kirchenbrand mit verheerenden Folgen (Verlust der Glocken); 1932 Bronzeglocke Franz Schilling Söhne (Apolda) Nr. 12216; Verlust Zweiter Weltkrieg; 1958 Verkauf für drei Eisenhartgussglocken angestrebt – nicht erfolgt |
| Sohnstedt                    | St. Trinitatis                                                                |                        | Gebrüder Ulrich (Apolda) | Bronze                                           | 1873                 | 700                                                             |                                                        | c2 | Schulter zwischen zwei runden Reifen Rundbogenfries mit stehenden Palmetten Flanke /KOMMT, DENN ES IST ALLES BEREIT./ Flanke (andere Seite) /GUSS VON GEBR. ULRICH IN APOLDA//1873./ Wolm /op. 595/ über runden Reifen verschlungener Bandfries mit darin verwobenem hängenden Blattfries Schlag Absatz | |
| Söllnitz                     | Dorfkirche Söllnitz                                                           |                        | Martin Rose (Apolda) | Bronze                                           | 1755                 | 640                                                             | 160                                                    | e2 | Hals feiner Blattfries Schulter zwischen zwei stegbegrenzten Bändern /[Pflanze] SO BALD IHR HOERET MEINEN SCHALL. ZUR KIRCHE EICH VER SAMLET ALL./hängender Akanthusfries Flanke /HERR. IOHANN CHRISTOPH EDLER. PF.//H. HEINRICH SCHORCHT RICHTER.//GORGE CHRISTOPH HUDH. A.//H. WILHELM SCHORCHT.//H. NICOL EKARDT. IN SOELLNITZ./ Wolm drei runde Reifen Schlag mit leichten Verletzungen zwischen zwei runden Reifen /IN NAMEN GOTTES GOSS MICH MARTIN ROSE IN APOLDA. ANNO 1755./ | 1590 Bronzeglocke Eckhard[t] Kucher (Erfurt); 1694 Bronzeglocke Johann Ros[a]e (Volkstedt) |
| Sonnendorf                   | Thüringer Weingut Bad Sulza                                                   |                        | Eifeler Glockengießerei Mark (Brockscheid)                                                                                       | Bronze                                           | 2005                 | 450                                                             | 55                                                     | a2 | Flanke Relief einer Mariendarstellung und eines Kreuzes | Glockenaufhängung: Böttchermeister Lisker (Sonnendorf) |
| Stedten an der Ilm           | St. Eckard                                                                    |                        | Schilling & Lattermann (Apolda und Morgenröthe) Nr. 6838                                                                         | Eisen                                            | 1925                 | 1075                                                            | 500                                                    | b1 | Hals 1722/ 24 Schulter glatter Reifen schmaler Blattbandfries zwischen zwei runden Reifen /WIR ◊ RUFEN ◊ ZWAR ◊ DAS ◊ VOLK ◊ ZUSAMMEN//ZU ◊ GOTT ◊ NUR ◊ NICHT ◊ ZU ◊ FEUERFLAMMEN.//Stabfries zwischen runden Reifen /KRIEGSGEOPFERT 1917. ☆ ✿ ☆ NEUGEGOSSEN OSTERN 1925 ☆ ✿ ☆ STEDTEN ☆ ✿ ☆/ runder Reifen | 14. Jh. Bronzeglocke von gotischer Form |
| Stedten an der Ilm           | St. Eckard                                                                    |                        | Schilling & Lattermann (Apolda und Morgenröthe) Nr. 6839                                                                         | Eisen                                            | 1925                 | 850                                                             | 250                                                    | d2 | Hals 1722/ 24 Schulter glatter Reifen schmaler Blattfries zwischen zwei runden Reifen /EIN • FESTE • BURG • IST • UNSER • GOTT • ✿ ✿✿ /unterbrochener Bandfries zwischen zwei runden Reifen | 1755 Bronzeglocke; 1818 Bronzeglocke Gebrüder Ulrich (Apolda) [Bergner] |
| Stedten am Ettersberg        | Pilgerkirche St. Kilian                                                       |                        | Christian Störmer (Erfurt) | Bronze                                           | 1929                 | 755                                                             |                                                        | | Hals zwei runde Reifen Schulter zwischen zwei runden Reifen /IM KRIEGE VERLOREN 1917 IN NOTZEIT GEBOREN 1929. ☆/runder ReifenFries aus fliegenden Engeln mit Notenblättern Flanke /ICH WILL DEN HERRN LOBEN ALLEZEIT.//SEIN LOB SOLL IMMERDAR IN MEINEM MUNDE SEIN./ Flanke (andere Seite) / Gießerzeichen/ [Mich goss 1929 Meister Störmer zu Erfurt/ Wappen mit integriertem Rad] Wolm runder Reifen | 1764 Bronzeglocke Johann Georg und Johann Gottfried Ulrich (Apolda); 1812 zersprungen; 1813 Bronzeglocke Gebr. Ulrich (Apolda); Nov. 1894 zersprungen; 1895 Bronzeglocke Franz Schilling (Apolda); Erster Weltkrieg (zerschlagen); heute im Kirchenschiff stehend |
| Stobra                       | Dorfkirche                                                                    |                        | Schilling & Lattermann (Apolda und Morgenröthe)                                                                                  | Eisen                                            | 1919                 | 1240                                                            | 800                                                    | as1 | Hals 346/ 19 Schulter zwischen zwei glatten Reifen /IN EISERNER ZEIT DEM HERRN GEWEIHT./ unter zweitem Reifen /1919./ | 1780 Bronzeglocke Gebrüder Ulrich/ Gießer. Johann Christian und Johann Heinrich Ulrich (Apolda) |
| Stobra                       | Dorfkirche                                                                    |                        | Franz Schilling Söhne (Apolda) Nr. 14129                                                                                         | Bronze                                           | 1948                 | 710                                                             | 218                                                    | c2 | Schulter stehender Blattfries aus paarigen Einzelblättern sechs Rollen zwischen drei und vier /GLORIA IN EXCELSIS DEO/ hängender Blattfries aus paarigen "Einzelblättern" Flanke /HEIMKEHRERGLOCKE//1945-1948/ Flanke (andere Seite) /UNS ALLE DREY//HABEN MIT GOTTES HÜLFE//ALLHIER ZU STOBRA//IM JAHR 1780 UMGEGOSSEN//JOH. CHRISTIAN//UND//JOH. HEINRICH UHLRICH//AUS APOLDA/Kreuzrelief Wolm fünf runde Reifen über erstem Reifen Gießerzeichen [FRANZ SCHILLING SÖHNE//IN APOLDA GOSSEN//MICH IM JAHRE 1948] Schlag /UMGEGOSSEN IM NOTJAHR 1948/ | 1780 Bronzeglocke Gebrüder Ulrich/ Gießer: Johann Christian und Johann Heinrich Ulrich (Apolda); Zweiter Weltkrieg nach Ilsenburg abgeliefert (11-23-256 B); Rückkehr mit Sprung [Liste 4.2.1948], Umguss |
| Stobra                       | Dorfkirche                                                                    |                        | Schilling & Lattermann (Apolda und Morgenröthe)                                                                                  | Eisen                                            | 1919                 | 800                                                             | 200                                                    | es2 | Hals 346/ 19 Schulter zwischen zwei runden Reifen /UNSER GLAUBE IST DER SIEG. 1919./ | 1780 Bronzeglocke Gebrüder Ulrich/ Gießer: Johann Christian und Johann Heinrich Ulrich (Apolda); 1893 Bronzeglocke Gebrüder Ulrich/ Gießer: Heinrich Ulrich (Apolda) |
| Sulzbach (Apolda)            | Denkmal                                                                       |                        | Johann Georg Ulrich (Apolda) | Bronze                                           | 1758                 | 540                                                             | 120                                                    | f2 | Schulter zwischen je zwei runden Reifen /GLO[L]RIA IN EXCELSIS DEO/[zusätzliches L als Fehlguss] Bogenfries; an den Enden stilisierte Blüten mit Blättern Flanke /ZU DER ZEIT DES HERRN//PASTORIS IN SVLZBACH//JOHANN CHRISTIAN GRVNDMANNS//GOSS MICH//IM NAMEN GOTTES//IOH. GEORGE VHLRICH IN APOLDA//DEN 14. DECEM. AO 1758/ Flanke Kruzifix und drei Gedenkmünzen sowie das Weimarische Wappen Wolm fünf runde Reifen | 1926 aus Kirche an Kriegerdenkmal übergeben |
| Sulzbach (Apolda)            | St. Petrus                                                                    |                        | Schilling & Lattermann (Apolda und Morgenröthe) Nr. 6635                                                                         | Eisen                                            | 1924                 | 1220                                                            | 750                                                    | gis1 | Schulter zwischen oberem Laub- und unterem Bandstab / ✿ [lange ✿] ✿ DEM ◊ GEDÄCHTNIS ◊ UNSERER ◊ IM ◊ WELTKRIEG ◊ 1914-18 ◊ GEFALLENEN. ✿/unter dem Bandstab /DANK UND EHRE SEI DEN TOTEN DES UNSELIGEN KRIEGES ENTBOTEN ✿ DIE DANKBARE GEMEINDE SULZBACH/ Wolm runder Reifen | 1737 Bronzeglocke Johann Christoph Rose (Apolda); 30.06.1917 auf Turm mit Hammer zerschlagen (eingeschmolzen) |
| Sulzbach (Apolda)            | St. Petrus                                                                    |                        | verm. Werkstatt Hermann Herlin (Jena)                                                                                            | Bronze                                           | 14. Jh.              | 854                                                             | 380                                                    | h1 | Schulter zwischen zwei Stricklinien Kryptogramm-Inschrift /MRSYPT[L]NFDS RAMPDEND [D]EARYBF/[Bergner interpretiert das L auf dem Kopf / Lehfeld u.Schlippe interpretieren ein halbes T] M(aria) R(egina), S(alvus) Y(nfirmi) P(opvli),T(v) N(obis) F(i)D(elibv)S R(og)A, M(ater),P(ivm) DE(nvo) N(obis) D(evm).DE A(trocibvs) R(ebvs) Y(nfernalibvs) B(landiardis) F(ideles) [„Maria, Königin, Heil des schwachen Volkes, Uns Gläubigen vermittle Du, Mutter,Gott, der uns von neuem seine Liebe erweise.Von den gräßlichen Lockungen der Hölle weg, Locke Du die Gläubigen“. – Gebet, das 1350 aktuell gewesen sein dürfte] Flanke Pilgerzeichen der Wersdorfer Wallfahrt; zweifache Darstellung eines segnenden Bischofs [Nikolaus] mit Bischofsstab, der auf einem Drachen steht und diesem den Stab in den Rachen rammt, ein flatterndes Band mit den Buchstaben CASPAR ME[L]CHOR | Glocke der Kryptogrammisten |
| Sulzbach (Apolda)            | St. Petrus                                                                    |                        | Schilling & Lattermann (Apolda und Morgenröthe) Nr. 6636                                                                         | Eisen                                            | 1924                 | 810                                                             | 200                                                    | dis2 | Schulter zwischen oberem Laub- und unterem Bandstab /IN ◊ HARTER ◊ ZEIT ◊ NACH ◊ KRIEGES ◊ MORDEN//BIN ◊ ICH ◊ AUS ◊ ERZ ◊ ZU ◊ STAHL ◊ GEWORDEN ◊ 1924/ | 1758 Bronzeglocke Johann Georg Ulrich (Apolda); 1924 Abhängen und Aufstellen im Kirchenschiff; 1926 für Sulzbacher Kriegerdenkmal zur Verfügung gestellt |
| Süßenborn (Weimar)           | Zu den 14 Heiligen                                                            |                        | Glockengießerei Rudolf Perner (Passau)                                                                                           | Bronze                                           | 2009                 | 845                                                             | 360                                                    | b1 | Schulter zwischen zwei gerundeten Reifen /UND FRIEDE AUF ERDEN!/ Schulter (andere Seite) /SÜSSENBORN/ Flanke Relief eines Brunnen Flanke (andere Seite) Gießerzeichen Relief dreier Äpfel Wolm hängender Akanthusfries zwischen zwei gerundeten Reifen | 1698 Bronzeglocke Johann Ros[a]e (Volkstedt); 1777 Bronzeglocke Gebrüder Ulrich (Apolda); 1917 verloren (eingeschmolzen); 1925 Bronzeglocke Franz Schilling Söhne (Apolda) Nr. 9372; Verlust Zweiter Weltkrieg |
| Süßenborn (Weimar)           | Zu den 14 Heiligen                                                            |                        | Gebrüder Ulrich (Apolda) | Bronze                                           | 1871                 | 695                                                             | 200                                                    | des2 | Schulter zwischen zwei flachen Reifen Fries aus hängenden Palmetten mit kleinen Blüten und Ranken /EHRE SEI GOTT IN DER HOEHE/ zwischen einem flachen und einem runden Reifen Fries aus hängenden Akanthusblättern Flanke in geschwungener Form /HEIL UND SEGEN DER GEMEINDE/ in gerader Form /SUESSENBORN/ Wolm drei runde Reifen /GUSS von Gebr. Ulrich in Apolda 1871./ Schlag auf einem runden Reifen /op. 520/ | 1942 Ablieferung nach Hamburg; Rückkehr |
| Tannroda                     | St. Michael                                                                   |                        | Schilling & Lattermann (Apolda und Morgenröthe)                                                                                  | Eisen                                            | 1920                 | 1300                                                            | 950                                                    | g1 | Hals B 533/ 19 Schulter zwischen zwei runden Reifen /EHRE SEI GOTT IN DER HOEHE//FRIEDE AUF ERDEN//UND DEN MENSCHEN EIN WOHLGEFALLEN./ Schulter (andere Seite) /1920./ | 1563 Bronzeglocke Eckhard[t] Kucher (Erfurt); 1895 Bronzeglocke Franz Schilling (Apolda) Nr. 1466; Verlust Erster Weltkrieg; 1920 Abriss des alten Glockenhauses/ Bau eines metallenen Glockenstuhles im Kirchturm |
| Tannroda                     | St. Michael                                                                   |                        | Schilling & Lattermann (Apolda und Morgenröthe)                                                                                  | Eisen                                            | 1920                 | 1020                                                            | 320                                                    | h1 | Hals B 533/ 19 Schulter zwischen zwei runden Reifen /SEI GETREU BIS IN DEN TOD//SO WILL ICH DIR DIE KRONE DES LEBENS GEBEN/ Schulter (andere Seite)/1920./ | 1748 Bronzeglocke Nikolaus Jonas Sorber (Erfurt); 1895 Bronzeglocke; Franz Schilling (Apolda) Nr. 1467; Verlust Erster Weltkrieg |
| Tannroda                     | St. Michael                                                                   |                        | Schilling & Lattermann (Apolda und Morgenröthe)                                                                                  | Eisen                                            | 1920                 | 840                                                             | 250                                                    | d2 | Hals B 533/ 19 Schulter zwischen zwei runden Reifen /LASSET DIE KINDLEIN ZU MIR KOMMEN 1920./ | 15. Jh. Bronzeglocke unbezeichnet; legendär „versilbert“; deshalb im Dreißigjährigen Krieg gestohlen und im Saugraben wiedergefunden (beliebtes Sagenmotiv vgl. Daasdorf a.B., Göttern und Großkromsdorf); 1895 Bronzeglocke Franz Schilling (Apolda) Nr. 1468; Verlust Erster Weltkrieg |
| Taubach (Weimar)             | St. Ursula                                                                    |                        | A. Bachert Glockengießerei GmbH (Karlsruhe)                                                                                      | Bronze                                           | 1995                 | 845                                                             | 382 oder 355                                           | h1 | Schulter zwei runde Reifen /SOLI DEO GLORIA/ Flanke Relief eines Lamms mit Kreuz Wolm /ST. URSULA. TAUBACH. ANNO DOMINI 1995./ runder Reifen | 1860 Bronzeglocke; 1923 Eisenhartgussglocke Schilling & Lattermann (Apolda und Morgenröthe) steht im Kirchenschiff |
| Taubach (Weimar)             | St. Ursula                                                                    |                        | Schilling & Lattermann (Apolda und Morgenröthe) Nr. 5995                                                                         | Eisen                                            | 1923                 | 840                                                             | ca. 250                                                | d2 | Hals 1328/ 23 Schulter zwischen zwei runden Reifen oberhalb und einem runden Reifen unterhalb/EHRE SEI GOTT IN DER HÖHE. ✿ 1923 ✿/ Flanke Kreuzrelief | 1784 Bronzeglocke Gebrüder Ulrich (Apolda) |
| Taubach (Weimar)             | St. Ursula                                                                    |                        | Schilling & Lattermann (Apolda und Morgenröthe) Nr. 5994                                                                         | Eisen                                            | 1923                 | 1010                                                            | ca. 350                                                | h1 | Hals 1328/ 23 Schulter zwischen zwei runden Reifen oberhalb und einem runden Reifen unterhalb/IN KRIEGSGEBRAUS ZOG ICH MIT AUS.//KEHRT NICHT NACH HAUS.//GEMEINDETREU SCHUF MICH NEU./ Schulter(andere Seite) ✿1923[zwei Blumen übereinander]1917✿ / Flanke ✠ | heute im Kirchenschiff stehend |
| Thalborn                     | Ev. Kirche                                                                    |                        | Schilling & Lattermann (Apolda und Morgenröthe)                                                                                  | Eisen                                            | 1918                 | 850                                                             | 250                                                    | d2 | Hals Gießerzeichen Schulter runder Reifen /Gegossen im Kriegsjahr 1918./ Flanke /Ehre sei Gott in er Höhe.//Frieden auf Erden.//Und den Menschen ein Wohlgefallen./ | 1877 Bronzeglocke unter Verwendung einer Vorgängerglocke C.F. Ulrich/ Gießer: Franz Schilling (Apolda) Nr. 4084; 1906 Bronzeglocke Franz Schilling (Apolda); Verlust Erster Weltkrieg |
| Thalborn                     | Ev. Kirche                                                                    |                        | Schilling & Lattermann (Apolda und Morgenröthe)                                                                                  | Eisen                                            | 1918                 | 710                                                             | 120                                                    | f2 | Hals Gießerzeichen Schulter runder Reifen /Kriegsjahr 1918.//Friede sei ihr erst Geläute./ | |
| Thangelstedt                 | St. Georg                                                                     |                        | Schilling & Lattermann (Apolda und Morgenröthe) Nr. 3427                                                                         | Eisen                                            | 1922                 | 1250                                                            | 950                                                    | g1 | Hals 1116/ 22 Schulter zwischen zwei runden Reifen oberhalb und einem runden Reifen unterhalb /KRIEGSWEH BRACH DER GLOCKEN HERZ ☆ 1922 ☆ / Flanke /GOTT MIT UNS/ | 1573 Bronzeglocke Eckhard[t] Kucher (Erfurt); 1896 bei Brand geschmolzen; 1897 Bronzeglocke Franz Schilling (Apolda) Nr. 1767; Verlust Erster Weltkrieg |
| Thangelstedt                 | St. Georg                                                                     |                        | Schilling & Lattermann (Apolda und Morgenröthe) Nr. 3428                                                                         | Eisen                                            | 1922                 | 1010                                                            | 375                                                    | h1 | Hals 1116/ 22 Schulter zwischen zwei runden Reifen oberhalb und einem runden Reifen unterhalb /WAFFE WARD DAS TÖNENDE ERZ ☆ 1922 ☆/ | 1780 Bronzeglocke Gebrüder Ulrich (Apolda); 1896 bei Brand geschmolzen; 1896 Bronzeglocke Franz Schilling (Apolda) Nr. 1572; 1897 Bronzeglocke Franz Schilling (Apolda) Nr. 1768; Verlust Erster Weltkrieg |
| Thangelstedt                 | St. Georg                                                                     |                        | Schilling & Lattermann (Apolda und Morgenröthe) Nr. 3429                                                                         | Eisen                                            | 1922                 | 840                                                             | 275                                                    | d2 | Hals 1116/ 22 Schulter zwischen zwei runden Reifen oberhalb und einem runden Reifen unterhalb /GLOCKE VON STAHL KÜND WEIT UND BREIT//DEUTSCHLANDS HARTE PRÜFUNGSZEIT./ am unteren Reifen angehangen /1922/ | 15. Jh. Bronzeglocke; 1896 bei Brand geschmolzen; 1897 Bronzeglocke Franz Schilling (Apolda) Nr. 1769; Verlust Erster Weltkrieg |
| Tiefengruben (Bad Berka)     | St. Nikolaus                                                                  |                        | Schilling & Lattermann (Apolda und Morgenröthe) Nr. 6328                                                                         | Eisen                                            | 1923                 | 1100                                                            | 600                                                    | a1 | Schulter zwischen je zwei runden Reifen /GOTT ZUR EHRE ✿ 1923. ✿/ Fries aus einzelnen dreiseitig broschenartigen stilisierten Blattmotiven mit ovalem liegenden Mittelpunkt | 14. Jh. Bronzeglocke unbezeichnet; 1923 als abgenutzt in Zahlung gegeben (einschmelzen) |
| Tiefengruben (Bad Berka)     | St. Nikolaus                                                                  |                        | Schilling & Lattermann (Apolda und Morgenröthe) Nr. 6329                                                                         | Eisen                                            | 1923                 | 890                                                             | 300                                                    | cis2 | Schulter zwischen je zwei runden Reifen /DEN GEFALLENEN ZUM GEDÄCHTNIS ✿ 1923. ✿ / Fries aus einzelnen dreiseitig broschenartigen stilisierten Blattmotiven mit ovalem liegenden Mittelpunkt | 15. Jh. Bronzeglocke unbezeichnet; 1923 als gesprungen in Zahlung gegeben (einschmelzen) |
| Tiefengruben (Bad Berka)     | St. Nikolaus                                                                  |                        | Schilling & Lattermann (Apolda und Morgenröthe) Nr. 6330                                                                         | Eisen                                            | 1923                 | 740                                                             | 150 – 180                                              | e2 | Schulter zwischen je zwei runden Reifen /DEN LEBENDEN ZUR MAHNUNG ✿ 1923. ✿/ Fries aus einzelnen dreiseitig broschenartigen stilisierten Blattmotiven mit kreisförmigem Mittelpunkt | |
| Tiefurt (Weimar)             | St. Christophorus                                                             |                        | Gebrüder Ulrich (Apolda) | Bronze                                           | 1881                 | 708                                                             | 210                                                    | cis2 | Hals Fries aus stehenden Akanthusblättern Schulter gedrehter Bänderfries /EHRE SEI GOTT IN DER HÖHE!/ Fries aus großen Blumenbögen mit Engelsköpfen Flanke /E. KOHLSCHMIDT IN DENSTEDT PFARRVIKAR//A. SCHWARZ, KANTOR, L. WAGNER, BUERGERMEISTER//L. BRUEHL. KIRCHENVORSTEHER//O. GRANESS, VORSITZENDER//A. BADER, I. GROBE, B. MENGE//K. LUDWIG, W. WURZBACH//G[E]M[EI]NDEMITGLIEDER/ Flanke (andere Seite) /GUSS VON GEBRÜDER[N] ULRICH IN APOLDA 1881/ Wolm hängender Blätterfries zwischen zwei flachen Reifen Schlag /DIE ERNEUERUNG DIESER GLOCKE IST EINE STIFTUNG DER FRAU GROßHERZOGIN GROßFUERSTIN MARIA PAULOWNA./ ein runder Reifen | 1749 Bronzeglocke Johann Christoph Rose (Apolda); 1857 Bronzeglocke Gebrüder Ulrich (Apolda) |
| Tiefurt (Weimar)             | St. Christophorus                                                             |                        | A. Bachert Glockengießerei GmbH (Karlsruhe)                                                                                      | Bronze                                           | 2002                 | 630                                                             | 184                                                    | dis2 | Schulter zwei runde Reifen Flanke /GIB FRIEDEN Relief einer Jakobsmuschel/HERR/ Flanke (andere Seite) Christopherus und Kirchenumriss als Ritzung Gießerzeichen Wolm zwischen zwei Reifen /1749 1857 1917 ✠ 1945 ✠ 2002/ | 1603 Bronzeglocke Melchior Möring[k] (Erfurt); 1884/ 81 Bronzeglocke Franz Schilling als C.F. Ulrich (Apolda); Verlust im Weltkrieg; 1909 Bronzeglocke Franz Schilling (Apolda) Nr. 5021; Verkauf, weil nicht funktionstüchtig |
| Tonndorf                     | St. Peter und Paul                                                            |                        | Jacob Pappe (Erfurt) | Bronze                                           | 1684                 | 985                                                             |                                                        | fis1 | Schulter Fries aus nach oben offenen Blattgirlanden (genauer wegen Taubendreck nicht erkennbar – evtl. wie in Utzberg Fries aus stehenden Lilien und Weinblatt auf Bögen)/AN GOTTES SEGEN IST ALLES GELEGEN VERBVM DOMINI MANET IN AETERNUM//HANC CAMPANAM CONFLAV LI IN NOMINE SS. TRINITATIS IACOB PAPPE ERFVRTH//ANNO 1684/hängender Bogenfries mit Blättern an den Bogenenden Flanke Relief Simson mit dem Löwen und ein anderer Held Wolm zwischen zwei runden Reifen unkenntlicher Blütenfries Schlag zwei runde Reifen | 1917 Ablieferung/Rettung oder Ablieferung verhindert? |
| Tonndorf                     | St. Peter und Paul                                                            |                        | Franz Schilling Söhne (Apolda)                                                                                                   | Bronze                                           | 1966                 | 820                                                             | 340                                                    | a1 | Schulter /Der Herr ist mein Licht ♰ und mein Heil/ Wolm Gießerzeichen | 1684 Bronzeglocke Jakob Pappe (Erfurt); 1917 Ablieferung; 1930 Bronzeglocke Franz Schilling Söhne (Apolda); Verlust Zweiter Weltkrieg |
| Tonndorf                     | St. Peter und Paul                                                            |                        | Franz Schilling Söhne (Apolda)                                                                                                   | Bronze                                           | 1966                 | 720                                                             | 230                                                    | h1 | Schulter /DER HERR IST MEINES LEBENS KRAFT/ Flanke Christuszeichen Wolm Gießerzeichen | |
| Tröbsdorf (Weimar)           | Dorfkirche Tröbsdorf St. Marien                                               |                        | Franz Schilling Söhne (Apolda)                                                                                                   | Bronze                                           | 1964                 | 845                                                             | 375 oder 318                                           | b1 | Schulter /O LAND LAND LAND HÖRE DES// HERRN// WORT Jer. 22,29/ Flanke Kreuzrelief auf Kreis Wolm /Mich stiftete Max Hieronymvs/ | 1817 zersprungen; 1818 Bronzeglocke Joh. Gottlob und Christian Lange (Erfurt); Verlust Erster Weltkrieg (eingeschmolzen); 1934 Bronzeglocke Gebrüder Ulrich/ Heinrich Ulrich GmbH (Apolda); Verlust Zweiter Weltkrieg (eingeschmolzen) |
| Tröbsdorf (Weimar)           | Dorfkirche Tröbsdorf St. Marien                                               |                        | Franz Schilling Söhne (Apolda)                                                                                                   | Bronze                                           | 1964                 | 650                                                             | 170 oder 159                                           | d2 | Hals Gießerzeichen und schlankes Salbeiblatt Schulter / Bekümmert euch nicht, denn die Freude am HERRN//ist eure STÄRKE Jahreslosung 1962//Jer. 8,10/ Wolm /Mich stiftete Henny Hieronymus/ | 14. Jh./ 15. Jh. Bronzeglocke unbezeichnet; Verlust Erster Weltkrieg (eingeschmolzen); 1934 Bronzeglocke Gebrüder Ulrich/ Heinrich Ulrich GmbH (Apolda); Verlust Zweiter Weltkrieg (eingeschmolzen) |
| Tröbsdorf (Weimar)           | Dorfkirche Tröbsdorf St. Marien                                               |                        | Gebrüder Ulrich/ Heinrich Ulrich GmbH (Apolda)                                                                                   | Bronze                                           | 1934                 | 515                                                             | 90                                                     | fis2 | Hals 22 Schulter zwischen zwei runden Reifen Eichlaubfries mit Früchten und Schleifen Flanke Kreuzrelief Flanke (andere Seite) /Ihr weint um eure Söhne? Nimmer sollt ihr klagen!//Auch mich hat einst der grosse Völkerstreit zerschlagen.//So wie der Meister drauf mir diesen Leib gegeben.//Weckt eines Meisters Hand auch sie zu neuem Leben./ Wolm auf rundem Reifen /19/Gießerzeichen/34/ | |
| Troistedt                    | St. Jakobus der Ältere                                                        |                        | Schilling & Lattermann (Apolda und Morgenröthe)                                                                                  | Eisen                                            | 1920                 | 1370                                                            | 1093                                                   | fis1 | Schulter zwischen zwei runden Reifen/IN SCHWERER ZEIT 1920/ | 1643 Bronzeglocke Hans [Johannes] Berger (Weimar); 1869 Bronzeglocke Verlust Erster Weltkrieg |
| Troistedt                    | St. Jakobus der Ältere                                                        |                        | Schilling & Lattermann (Apolda und Morgenröthe)                                                                                  | Eisen                                            | 1920                 | 1080                                                            | 450                                                    | ais1 | Schulter zwischen zwei runden Reifen /EHRE SEI GOTT IN DER HÖHE./ | 1627 Bronzeglocke Hieronymus und Melchior Moering[k] (Erfurt); 1820 Bronzeglocke; Verlust Erster Weltkrieg |
| Troistedt                    | St. Jakobus der Ältere                                                        |                        | Schilling & Lattermann (Apolda und Morgenröthe)                                                                                  | Eisen                                            | 1920                 | 880                                                             | 300                                                    | cis2 | Schulter zwischen zwei runden Reifen /UND FRIEDE AUF ERDEN./ | 1627 Bronzeglocke Hieronymus und Melchior Moering[k] (Erfurt); Pfingsten 1799 gesprungen; 1821 Bronzeglocke Gebr. Ulrich (Apolda); 1869 Bronzeglocke Gebr. Ulrich (Apolda); 1901 gesprungen bei Trauergeläut für Großherzog Carl Alexander; 1901 Bronzeglocke Gebr. Ulrich (Apolda); Verlust Erster Weltkrieg |
| Troistedt                    | St. Jakobus der Ältere                                                        |                        | Gebr. Ulrich (Apolda) | Bronze                                           | 1822                 |                                                                 |                                                        | e2 | Schulter Zwei Weinrebenfriese, zwischen zwei Stegen /FECIT FRATRES ULRICH APOLDA ANNO 1822/ | Schlagglocke in Turmlaterne |
| Tromlitz                     | Dorfkirche Tromlitz                                                           |                        | Franz Schilling Söhne (Apolda) Nr. 12240                                                                                         | Bronze                                           | 1932                 | 520                                                             | 86                                                     | fis2 | Schulter Fries aus kreisförmig geschwungenen Kordeln mit verschiedenen Blüten an den Enden zwischen zwei runden Reifen Gießerzeichen Flanke /GEWIDMET VON VERLAGSDIREKTOR A. WETTERAU//UND DESSEN GEMAHLIN ELFI GEB. HOCHHAUS//ANLAESSLICH IHRER VERMAEHLUNG AM 3.1.1932/ Wolm drei runde Reifen Schlag zwei runde Reifen | 15. Jh. Bronzeglocke unbezeichnet; Verlust 1.Weltkrieg |
| Ulla                         | St. Georg                                                                     |                        | Schilling & Lattermann (Apolda und Morgenröthe)                                                                                  | Eisen                                            | 1918                 | 1080                                                            | 500                                                    | b1 | Hals B 45/18 Schulter zwischen zwei runden Reifen /FRIEDE SEI IHR ERST GELAEUTE! 1918/ | (?) Bronzeglocke Gebr. Ulrich (Apolda); 1861 Bronzeglocke |
| Ulla                         | St. Georg                                                                     |                        | Schilling & Lattermann (Apolda und Morgenröthe)                                                                                  | Eisen                                            | 1918                 | 845                                                             | 250                                                    | d2 | Hals B 45/ 18 Schulter zwischen zwei runden Reifen /EIN FESTE BURG IST UNSER GOTT UND SIEG! 1914 – 1918/ | 1820 Bronzeglocke Johann Gottlob Lange (Erfurt) |
| Ulla                         | St. Georg                                                                     |                        | Schilling & Lattermann (Apolda und Morgenröthe)                                                                                  | Eisen                                            | 1918                 | 700                                                             | 150                                                    | f2 | Hals B 45/ 19 Schulter zwischen zwei runden Reifen /DIE VOR UNS WAREN MUSSTEN IN DEN KRIEG./ | 1821 Bronzeglocke; 1839 zersprungen; 1839 Bronzeglocke Carl Friedrich Ulrich (Apolda) |
| Ulrichshalben                | Dorfkirche                                                                    |                        | Schilling & Lattermann (Apolda und Morgenröthe) Nr. 1930                                                                         | Eisen                                            | 1921                 | 1447                                                            | 1296                                                   | f1 | Schulter zwischen je zwei runden Reifen / ✿ DIE LEBENDEN RUFE ICH. ✿ DIE TOTEN BEKLAGE ICH. ✿ ✠/ unter dem zweiten Reifenpaar /ERZ GAB ICH. EISEN EMPFING ICH. 1921./ | 1705 Bronzeglocke Johann Christian Bienstock (Weimar); 1759 Bronzeglocke Johann Georg Ulrich (Apolda) |
| Ulrichshalben                | Dorfkirche                                                                    |                        | Schilling & Lattermann (Apolda und Morgenröthe) Nr. 1931                                                                         | Eisen                                            | 1921                 | 1150                                                            | 612                                                    | a1 | Schulter zwischen je zwei runden Reifen / ✿ EHRE SEI GOTT IN DER HÖHE UND FRIEDE AUF ERDEN. ✿ 1921./ | 1656 Bronzeglocke Johann Berger (Weimar); 1759 Bronzeglocke Johann Georg Ulrich (Apolda) |
| Ulrichshalben                | Dorfkirche                                                                    |                        | Schilling & Lattermann (Apolda und Morgenröthe) Nr. 1932                                                                         | Eisen                                            | 1921                 | 955                                                             | 336                                                    | c2 | Schulter zwischen je zwei runden Reifen / ✿ GOTT SCHÜTZE ULRICHSHALBEN. ✿ 1921./ | 1624 Bronzeglocke Jacob König[k] (Erfurt); 1841 zersprungen; 1841 Bronzeglocke Gebrüder Ulrich/ Gießer: Johann Heinrich Ulrich (Apolda) |
| Umpferstedt                  | Dorfkirche Umpferstedt                                                        |                        | Franz Schilling Söhne (Apolda)                                                                                                   | Bronze                                           | 1964                 | 1010                                                            | 649                                                    | g1 | Hals Gießerzeichen Schulter Friesband aus Rankenvoluten zwischen zwei abgerundeten Reifen drei Bänder zwischen Stegen auf zweitem (breitesten) Band /ERNST AUGUST HERTZOG ZU SAXEN WEIMAR EISENACH UND JENA &/ Fries aus hängenden Akanthuspalmetten Flanke /ZU DER ZEIT WAHR H ◊ GOTTFRIED SCHWABE pfar://h/ ◊ GOTTFRIED SCHOENER SCHULD ALTARM ◊ H ◊ M ◊ WOLFF//SCHULDH ◊ I ◊ ANDREAS WOLFF HEIMB ◊ ◊ C ◊ LIEBESKIND//H ◊ MICHAEL PRELLER U ◊ H ◊ NICOL EYLENSTEIN GERICHTS//ANDREAS LIEBESKIND MICHAEL EYLENSTEIN U ◊//BARTHOL ROST AELTESTEN IN UMPFERSTEDT/ Flanke (andere Seite) Wappen Sachsen-Eisenach-Jena Wolm drei runde Reifen /GOTTES WORT BLEIBT EWIG • / Wolm (andere Seite) 19 Gießerzeichen 64 (über Christoph) /DURCH GOTTES HUELFFE GOSS MICH IOH. CHRISTOPH ROSE IN APOLDA ANNO 1742/ Schlag Absatz | 1654 drei Bronzeglocken Johannes Berger (Weimar); 1742 Bronzeglocke Johann Christoph Rose (Apolda); Zweiter Weltkrieg nach Hamburg abgeliefert (11-23-277 B); 21.05.1950 Rückkehr mit feinen Haarrissen; 1964 Umguss des Originals |
| Umpferstedt                  | Dorfkirche Umpferstedt                                                        |                        | Franz Schilling Söhne (Apolda) Nr. 11924                                                                                         | Bronze                                           | 1931                 | 635                                                             | 158                                                    | d2 | Schulter Rosenfries zwischen zwei glatten Reifen /Franz Schilling Söhne Apolda gossen mich!/ Kleeblattfries zwischen zwei glatten Reifen Schulter (andere Seite) /IN ERNSTER ZEIT DEM HERRN GEWEIHT./ Flanke Gießerzeichen Flanke (andere Seite) 1931 Wolm zwei flache runde Reifen Schlag zwei runde Reifen | 1716 Bronzeglocke; 1723 zersprungen; 1723 Bronzeglocke Johann Christoph Rose; 1869 Bronzeglocke; 1917 Ablieferung (Verlust) |
| Utenbach (Apolda)            | St. Hilarius                                                                  |                        | Schilling & Lattermann (Apolda und Morgenröthe)                                                                                  | Eisen                                            | 1919                 | 1300                                                            | 900                                                    | g1 | Hals (unter Joch) B 2xx/19 Schulter zwischen zwei runden Reifen /O LAND, LAND, LAND, HOERE DES HERRN WORT./ | 1776 Bronzeglocke Gebrüder Johann Georg und Johann Gottfried Ulrich (Apolda); Verlust im Ersten Weltkrieg (eingeschmolzen) |
| Utenbach (Apolda)            | St. Hilarius                                                                  |                        | Gebrüder Johann Georg und Johann Gottfried Ulrich (Apolda)                                                                       | Bronze                                           | 1776                 | 800                                                             | 310                                                    | b1 [ od. ais1 – Bergner] | Schulter zwischen je zwei Stricklinien/ ✿ GLORIA IN [N spiegelverkehrt] EXCELSIS DEO. ✿/Fries aus einzelnen hängenden Akanthuspalmetten Flanke /ME FUDERUNT// IOANNES GEORGIUS//ET//IOANNES GODOFRESUS// ULRICH//FRATRES APOLDAE//AO.//M. DCC. LXXVI./ Wolm drei runde Reifen Schlag Absatz | 1942 nach Ilsenburg abgeliefert (11-23-280 B); 1947 Rückkehr [Liste 4.2.1948] |
| Utzberg                      | St. Johannis                                                                  |                        | Schilling & Lattermann (Apolda und Morgenröthe)                                                                                  | Eisen                                            | 1919                 | 1310                                                            | 900                                                    | g1 | Hals 276/ 19 Schulter zwischen zwei runden Reifen /EHRE SEI GOTT IN DER HOEHE./ Flanke /DIE VOR UNS WAREN//ZOGEN 1917 IN DEN KRIEG./ Flanke (andere Seite)/1919/ | 1416 Bronzeglocke; 1896 zersprungen; 1896 Bronzeglocke Franz Schilling (Apolda); Verlust Erster Weltkrieg (eingeschmolzen) |
| Utzberg                      | St. Johannis                                                                  |                        | Schilling & Lattermann (Apolda und Morgenröthe)                                                                                  | Eisen                                            | 1919                 | 1000                                                            | 350                                                    | h1 | Hals 276/ 19 Schulter zwischen zwei runden Reifen / FRIEDE AUF ERDEN.1919/ Flanke /DIE VOR UNS WAREN ZOGEN//1917 IN DEN KRIEG./ | 1763 Bronzeglocke Friedrich Wilhelm Barth (Erfurt) (sub directione A. Sorber); 1765 Bronzeglocke Friedrich Wilhelm Barth (Erfurt); Verlust Erster Weltkrieg (eingeschmolzen) |
| Utzberg                      | St. Johannis                                                                  |                        | Schilling & Lattermann (Apolda und Morgenröthe)                                                                                  | Eisen                                            | 1919                 | 865                                                             | 250                                                    | d2 | Hals 276/ 19; Schulter zwischen zwei runden Reifen /DEN MENSCHEN EIN WOHLGEFALLEN. 1919/ Flanke /DIE VOR UNS WAREN//ZOGEN 1917 IN DEN KRIEG./ | |
| Utzberg                      | St. Johannis                                                                  |                        | Jakob Pappe (Erfurt) | Bronze                                           | 1703                 | 700                                                             | 200                                                    | c2 | Schulter Fries aus stehenden Lilien und Weinblatt auf Bögen zwischen vier glatten runden Reifen drei Bänder in erstem Band /HANS HEINRICH KIRCHNER V HANS HEINRIC GROSMAN HANS H. GEORGE CHRISTIAN HÖLZEL P T / in drittem Band/ HYRONIMVS MERTTEN ELIAS BEYER GEORGE KROSE HANNS I S HANS BASTIAN ZIEN//HERZOGK. HANS RIESSE IOHANN GEORG PREISCHEL S T / Flanke Relief des Gekreuzigten Wolm drei runde Reifen Schlag zwischen zwei glatten runden Reifen /GOS MICH IACOB PAPPE IN ERFFVRT ANNO 1703 / | Zweiter Weltkrieg nach Hamburg abgeliefert (11-23-282 B); 1950 Rückkehr [2. Liste 19.1.1951] |
| Vippachedelhausen            | St. Margaretha                                                                |                        | Gebrüder Ulrich (Apolda) | Bronze                                           | 1787                 |                                                                 | 1100                                                   | e1 | Schulter Wein- und Muschelfries zwischen doppelten glatten Reifen /VERBUM DOMINI MANET IN AETERNUM ✿ ✿ ✿//MICH HABEN UMGEGOSSEN DIE GEBRÜDER ULRICHE IN APOLDA ANNO MDCCLXXXVII ✿/Fries aus hängenden Akanthusblättern Flanke /CARL AUGUST//H.z.S.W.u.E./Wappen Flanke(andere Seite)/ZU DIESER ZEIT WAREN//ADAM LUDWIG FRIEDRICH SCHMIDT//AMTMANN/ /GOTTFRIED AMBROSIUS WILDA//INSPECTOR//IOH: SEBALD HECHT//PASTOR//IOH: CHRISTOPH LIEBERMANN// RICHTER • //IOH: GEORGE MANGOLD//HEIMBÜRGE • / Wolm stehender Fries aus einzelnen Akanthusblättern über fünf runden Reifen Schlag hängender Wein- und Muschelfries (wie Schulter) an einem runden Reifen | 1752 Bronzeglocke gesprungen; 1777 Bronzeglocke Greulich (Jena) gesprungen; Zweiter Weltkrieg nach Ilsenburg abgeliefert (11-23-288 B); Rückkehr [Liste 4.2.1948] |
| Vippachedelhausen            | St. Margaretha                                                                |                        | Gebrüder Ulrich (Apolda) | Bronze                                           | 1816                 | 950                                                             | 860                                                    | g1 | Krone mit Kindermasken Schulter Rankenfries auf Rautengrund zwischen doppelten glatten Reifen /GOTT SEGNE UND ERHALTE VIPPACHEDELHAUSEN ✿ /Fries aus hängenden Akanthusblättern Flanke /IM IAHRE CHRISTI 1816.//UNTER DER REGIERUNG DES GROSHERZOGS.//CARL AUGUST,//HABEN MICH, DA ICH ZERSPRUNGEN WAR,//DER DAMALIGE KIRCHENRECHNUNG- SFÜHRER alhier://johann/ CHRISTOPH WEYDIG,//UND DESSEN EHEFRAU//MARGARETHA ELISABETH WEYDIGIN,//GEBORNE ADLUNGEN,//ZUM GROSSEN LOBE GOTTES,//AUF EIGNE KOSTEN WIEDER UMGIESSEN//UND VERNEUERN LASSEN//VON DEN GEBRÜDERN ULRICH.//IN APOLDA./ Flanke (andere Seite) /ZU DIESER ZEIT waren://h.g./ HEUMANN, AMTMANN//IUST. REICHART, INSPECTOR//I.C. SCHWANITZ, PFARRER//I.G. MÜLLER, RICHTER//P. WIEGAND, HEIMBÜRGER//✿ / Wolm drei runde Reifen Schlag zwei gekehlte Reifen | 1815 Bronzeglocke gesprungen, Zweiter Weltkrieg nach Ilsenburg abgeliefert (11-23-287 B); Rückkehr [Liste 4.2.1948] |
| Vippachedelhausen            | St. Margaretha                                                                |                        | Nicolaus Jonas Sorber (Erfurt)                                                                                                   | Bronze                                           | 1747                 | 760                                                             | 250                                                    | h1 | Schulter zwischen drei glatten Reifen (zweizeilig) /IMPERANTE ERNESTO ◊ AUGUSTO ◊ DUCE SAXO VINAR ◊ ET ISNAC//DIOECES PRÄF ◊ I ◊ A ◊ KUHNIO I ◊ U ◊ D ◊ ET PAST ◊ M ◊ G ◊ CH ◊ RITTERO ISNAC ◊ ME ◊ FUND ◊ ERFF ◊ N ◊ J ◊ SORBER ◊ 1747/hängender Akanthusfries Flanke Wappen Ernst Augusts von Weimar mit Fürstenhut, Monogramm und gestreiftem Wappenschild Wolm drei runde Reifen Schlag /MEIN THON UND SCHALL MACH EUCH BEREIT, ZUR MORGENS MITTAGS ABENDS ZEIT, MIT DANCKEN LOBEN BETEN. VOR GOTTES THRON ZU TRETEN./ | 1489 Bronzeglocke; 1742 gesprungen |
| Vippachedelhausen            | St. Margaretha Uhr                                                            |                        | Eckhard[t] Kucher (Erfurt) | Bronze                                           | 1570                 | 600                                                             |                                                        | | Schulter zwischen je zwei runden Reifen/ECKHART ◊ KVCHGEN ◊ GOS MICH ◊ 1 ◊ 5 ◊ 7 0/ | 1975 Blitzeinschlag in den Turm; 1980 Absturz des Turmes; momentan im Pfarrhaus gesichert |
| Vollersroda                  | Dorfkirche Vollersroda                                                        |                        | Carl Friedrich Ulrich/ Gießer: Franz Schilling (Apolda)                                                                          | Bronze                                           | 1877                 | 610                                                             | 120                                                    | es2 | Hals Akanthusfries Schulter zwischen zwei Reifen /FRIEDE AUF ERDEN/ Flanke /GOTT SEGNE//VOLLERSRODE./ breiter Fries aus geflochtenen Halbbögen mit Blüten und Federn Flanke (andere Seite) /GUSS VON C.F. ULRICH//IN APOLDA 1877./ Wolm Fries aus parallelen Blättern mit Blüten (Rosen?) Schlag Fries, sog. „laufender Hund“, die gerundete Variante eines Mäanders, wobei Teile der wellenförmigen Bögen durch stilisiere Blätter ersetzt sind und zusätzlich eingeschlossene Blüten die kreisförmigen Enden der einzelnen Böge verzieren (vgl. Gelmeroda und Schoppendorf) | 195 kg der alten Glocke verwendet |
| Weiden (Am Ettersberg)       | St. Cyriakus                                                                  |                        | Christian Störmer (Erfurt) | Bronze                                           | 1921                 | 680                                                             | 183                                                    | d2 | Schulter Blumenfries aus Einzelblüten und Engelskopf zwischen zwei breiten runden Reifen mit gebogten Endstücken Flanke / ZUM GEDAECHTNIS DER IM WELTKRIEGE//GEFALLENEN GEMEINDEMITGLIEDER// UND DER IN WEIDEN AUSGESTORBENEN//FAMILIE ADELBERT KAUFMANN.//GESTIFTET 1921./ Flanke (andere Seite) ✠ im Lorbeerkranz /MICH GOSS MEISTER STOERMER ZU ERFURT 1921./ runder Reifen | 1776 Bronzeglocke Gebr. Ulrich (Apolda); Bronzeglocke Franz Schilling (Apolda); Erster Weltkrieg (Verlust); Zweiter Weltkrieg nach Ilsenburg abgeliefert (11-23-294 B); Rückkehr [Liste 4.2.1948] |
| Weiden (Am Ettersberg)       | St. Cyriakus                                                                  |                        | Gebrüder Johann Georg und Johann Gottfried Ulrich (Apolda)                                                                       | Bronze                                           | 1776                 | 470                                                             | 1 ¼ Ztn.                                               | fis2 | Schulter Blattmuschelfries zwischen zwei runden Reifen /SOLI DEO GLORIA ⚜ AO M. DCC. LXXVI./ Fries aus hängenden Akanthusblättern Wolm über drei runden Reifen /AUF KOSTEN DER GEMEINDE WEIDEN GOSS MICH I. GEORG UND I. GOTTF. ULRICHIN APOLDA. ⚜ / Schlag zwei runde Reifen | |
| Weimar                       | Albert Schweitzer Gedenkstätte (Lambarene)                                    |                        | Glocken- und Kunstgießerei Rincker i. A. Kunst- und Glockengießerei Lauchhammer (Sinn bei Wetzlar)                               | Bronze                                           | 2001                 | 640                                                             | 200                                                    | es2 | Schulter /HL. MARTIN/ Flanke /LÄUTE IN DEN SORGEN//MIT DER KIRCHE/ Relief der Umrisse der heutigen Landkarten von Frankreich, Italien, Ungarn, Länder, in denen der Heilige Martin wirkte Flanke (andere Seite) Relief des Hl. Martin Wolm /CHRISTI EGO MILES SUM//PUGNARE MIHI NON LICET/ Schlag /SELIG, DIE FRIEDEN STIFTEN, DENN SIE WERDEN KINDER GOTTES GENANNT WERDEN. 20 Gießerzeichen [LR und ♛] 01/ | 1959 VEB Presswerk Morgenröthe-Rautenkranz zum 85. Geburtstag von Albert Schweitzer; 2006 gesprungen; seit 2008 im Museum des alten Spitals; 2007 Kauf mit großzügiger Unterstützung durch Albert-Schweitzer-Gedenk- und Begegnungsstätte und durch Karin und Uwe Hollweg Stiftung Bremen; 17.04.2007 Transport nach Lambaréné; 28.03.2008 feierliche Weihe |
| Weimar                       | Berufsschule Wirtschaft, Verwaltung und Ernährung Friedrich Justin Bertuch    |                        | Gebr. Ulrich (Apolda) | Bronze                                           | 1931                 | 300                                                             | 25                                                     | e3 | Krone Kinderköpfe Schulter /GEGOSSEN V. GEBR. ULRICH, A.G. APOLDA. 1931/ | |
| Weimar                       | Bratwurstglöckel (außen)                                                      |                        | |                                                  |                      |                                                                 |                                                        | | Schulter zwei Roll-Zierbänder Flanke /Eine gute Wurst//und//ein gutes Glas Bier//bekommt ein Jeder hier/ | Attrappe ohne Klöppel |
| Weimar                       | Bratwurstglöckel (innen)                                                      |                        | Ulrich & Weule (Apolda & Bockenem)                                                                                               | Eisen                                            | 1920                 | 730                                                             | 15 ½ Ztr.                                              | | Flanke mit orangefarbener Farbe/Wer die Glocke läßt ertönen//muß eine Runde geben//zum Abgewöhnen/ Wolm zwischen zwei runden Reifen/ULRICH & WEULE • APOLDA & BOCKENEM • 1920/ | 1936 gestiftet von den Apoldaer Glockengießern; bei Anschlagen Lokalrunde |
| Weimar                       | Evangelisches Gemeindezentrum „Paul Schneider“ (separater Glockenturm)        |                        | Eifeler Glockengießerei Mark (Brockscheid)                                                                                       | Bronze                                           | 1998                 | 760                                                             | 261                                                    | h1 | Schulter zwischen zwei flachen Reifen /GLOCKENWEIHE 25.10.1998 ZUM 10. KIRCHWEIHFEST/ Flanke Kreuzrelief mit Stacheldrahtknoten Flanke (andere Seite) Gießerzeichen /CHRISTUS/ Wolm zwischen zwei flachen Reifen /ICH BIN DIE AUFERSTEHUNG UND DAS LEBEN JOH.11,25/ | |
| Weimar                       | Evangelisches Gemeindezentrum „Paul Schneider“ (separater Glockenturm)        |                        | Eifeler Glockengießerei Mark (Brockscheid)                                                                                       | Bronze                                           | 1998                 | 688                                                             | 195                                                    | d2 | Flanke /DEM PREDIGER//VON BUCHENWALD//PAUL SCHNEIDER//1897-1939/ Flanke (andere Seite) Gießerzeichen /1998/ Wolm ein runder Reifen zwischen zwei flachen Reifen /MAN MUSS GOTT MEHR GEHORCHEN ALS DEN MENSCHEN APG 5,29/ | |
| Weimar                       | Evangelisches Gemeindezentrum „Paul Schneider“ (separater Glockenturm)        |                        | Eifeler Glockengießerei Mark (Brockscheid)                                                                                       | Bronze                                           | 1998                 | 522                                                             | 83                                                     | g2 | Flanke /MARGARETE//SCHNEIDER/ Flanke (andere Seite) Gießerzeichen /1998/ Wolm zwischen zwei flachen Reifen /LASSET EUCH VERSOEHNEN MIT GOTT 2. KOR. 5,20/ | |
| Weimar                       | Gedenkstätte Buchenwald                                                       |                        | Franz Schilling Söhne (Apolda)                                                                                                   | Bronze                                           | 1956                 | 2000 oder 1940                                                  | 6800                                                   | f0 | Hals/Krone 3 Paar Hände aus je einer geschlossenen und einer offenen Hand Flanke Stacheldraht-Relief von Prof. Waldemar Grzimek | größte Glocke der Nachkriegszeit; 1957 auf acht Füße montiert; Klöppel schlägt gegen feststehenden Glockenmantel; 1958 Glockenprobe und -weihe |
| Weimar                       | Glockenofen unter dem Herderplatz                                             |                        | | bis 1530                                         |                      |                                                                 |                                                        | | | 2011 1,20 m tiefer historischer Glockenofen eines reisenden Glockengießers vor der Stadtkirche bei Ausgrabungsarbeiten dokumentiert; eine der beiden Schlagglocken des Schlossturmes wurde hier gegossen? |
| Weimar                       | Grabstätte Glockengießer Heinrich Ulrich auf dem Historischen Friedhof Weimar |                        | Gebrüder Ulrich/ Gießer: Josef Stock (Apolda)                                                                                    | Bronze                                           | 1924                 | 1090                                                            |                                                        | | Fries aus stehenden stilisierten gotischen Blättern Schulter zwischen zwei doppelten Reifen (umlaufend in Dritteln mit Gießerzeichen wechselnd) 1. Drittel Gießerzeichen /DIR VATERLAND, MEIN DEUTSCHLAND!// ☆ DU LAND SO GLOCKENREICH! ☆//☆ DIR GOSS ICH MANCHE GLOCKE ☆//☆ SO VOLL, SO REIN, SO WEICH. ☆/ 2. Drittel Gießerzeichen/ MUSST FRÜH MEIN TAGWERK SCHLIESSEN.// ☆ DU WEISST ES, GOTT, WARUM. ☆ // ☆ DIE GLOCKEN SOLL'N DICH PREISEN ☆ // ☆ ☆ DA MEINE ZUNGE STUMM ☆ ☆ / 3. Drittel Gießerzeichen /ICH SCHLAF' BEI IHREM KLINGEN// ☆ WAS SEIN MUSS, STILL ICH TRAG. ☆// ☆ BIS EINST SIE ALLE LÄUTEN ☆// ☆ ☆ AM EW'GEN OSTERTAG. ☆ ☆/ Flanke Flachrelief mit Porträt /Glockengiessermeister//Heinrich Ulrich//1876-1924/ Flanke (andere Seite) /Der Meister der grossen Glocke im Dom zu Köln/ Wolm vier Rollfriese Schlag drei Rollfriese im Steinsockel /GLOCKENGIESSERMEISTER/ /JOSEF STOCK//1884 – 1941/ | |
| Weimar                       | Herz-Jesu-Kirche                                                              |                        | Gebrüder Ulrich/ Gießer: Heinrich Ulrich (Apolda)                                                                                | Bronze                                           | 1891                 | 1225                                                            | 1140                                                   | dis1 | Schulter ein runder Reifen zwischen zwei scharfen Reifen /EHRE SEI GOTT IN DER HOEHE UND FRIEDE DEM MENSCHEN AUF ERDEN/ Schulter (andere Seite) /A.D. 1891/ drei flache Reifen; Spitzbogenfries mit Lilien an Bogenenden Flanke /IN GOTTES NAMEN FLOSS ICH,//HEINRICH ULRICH IN APOLDA GOSS MICH, //PFARRER KARL JUENGST ZU WEIMAR KAUFTE MICH//VON FROMMEN GABEN, UND TAUFTE MICH:/Relief Christus am Kreuz Wolm über vier runden Reifen /O REX GLORIAE CHRISTE, VENI CUM PACE:/ | 1910 in Glockenturm gebracht; 1942 nach Ilsenburg abgeliefert (11-23-383 C); 1947 Rückkehr [Liste 4.2.1948] |
| Weimar                       | Herz-Jesu-Kirche                                                              |                        | Gebrüder Ulrich/ Gießer: Heinrich Ulrich (Apolda)                                                                                | Bronze                                           | 1891                 | 1020                                                            | 620                                                    | fis1 | Schulter ein runder Reifen; zwischen zwei scharfen Reifen /GUSS VON HEINR. ULRICH IN APOLDA 1891/drei flache Reifen, Spitzbogenfries mit Lilien an Bogenenden Flanke Relief Maria mit Kind Wolm über vier runden Reifen /ET VERBUM CARO FACTUM EST ET HABITAVIT IN NOBIS./ | 1910 in Glockenturm gebracht; 1942 nach Ilsenburg abgeliefert (11-23-384 C); 1947 Rückkehr [Liste 4.2.1948] |
| Weimar                       | Herz-Jesu-Kirche                                                              |                        | A. Bachert Glockengießerei GmbH (Karlsruhe)                                                                                      | Bronze                                           | 2015                 |                                                                 | fast 550                                               | gis1 | Bücher des Neuen Testaments als Zier | |
| Weimar                       | Herz-Jesu-Kirche                                                              |                        | Gebrüder Ulrich/ Gießer: Heinrich Ulrich (Apolda)                                                                                | Bronze                                           | 1891                 | 799                                                             | 330                                                    | h1 | Schulter ein runder Reifen; zwischen zwei scharfen Reifen /GUSS VON HEINR.ULRICH IN APOLDA 1891./ drei flache Reifen, Spitzbogenfries mit Lilien an Bogenenden Flanke Relief der Heiligen Elisabeth /ST. ELISABETH//BITT GOTT, DASS SEINE STARKE HAND //UNS SCHUETZE SAMMT DEM VATERLAND!/ Wolm vier runde Reifen | 1910 in Glockenturm gebracht |
| Weimar                       | Jakobskirche                                                                  |                        | Franz Schilling Söhne (Apolda)                                                                                                   | Bronze                                           | 1964                 | 1140                                                            | 1000                                                   | fis1 | "Trinitatis-Geläut" - „Vater“; Hals Gießerzeichen und langgestrecktes Salbeiblatt Schulter /Also hat GOTT Die Welt geliebt Daß er seinen eingeborenen SOHN [gr. Kreuz]//gab auf Daß alle die an IHN glauben nicht verloren werden /SONDERN DAS//EWIGE LEBEN HABEN/ Flanke Relief Krippe und Kreuz Flanke (andere Seite) Relief Kreuz und geöffnetes Grab [Christi Auferstehung] | 1614 Bronzeglocke Hieronymus Moeringk (Erfurt); aus Niedergrunstedt requiriert; 1713 Rückgabe nach Niedergrunstedt; 1713 Bronzeglocke Nicolaus Jonas Sorber (Weimar); 1872 gesprungen; 1876 Bronzeglocke Gebrüder Ulrich (Apolda); 1917 Verlust (eingeschmolzen); 1930 Bronzeglocke Franz Schilling Söhne(Apolda); Verlust im Zweiten Weltkrieg (eingeschmolzen) |
| Weimar                       | Jakobskirche                                                                  |                        | Hieronymus und Melchior Moering[k] (Erfurt)                                                                                      | Bronze                                           | 1631                 | 1005                                                            | 630                                                    | g1 | "Marienglocke" – später „Sohn“ genannt; Schulter fünf stegbegrenzte Bänder (zwei und vier mit Inschrift) /ANNO • M • DC • XXXI • DA GOSSEN MICH HIERONYMUS UND MELCHIOR MEHRINGE • ZV ERFFURT • IM NAMEN GOTTES.//[Palmette] DIE ZEIT • REGIERTE HERR • IOHANNE BRAVER [Palmette] ABBATE • IN GERODA • GLORIA IN EXCELSIS DEO • AMEN • / Fries aus Rankenvoluten mit Rehen und Vögeln Flanke (in Viertel geteilt) (1) Relief Erzengel Michael (2) Relief Christus am Kreuz (3) Relief Mondsichelmadonna mit dem Kind (4) Relief Erzengel Michael mit Schwert und Waage Wolm zwei Rundstege Schlag zwei Rundstege | im Dreißigjährigen Krieg von Herzog Wilhelm aus Kloster Gerode im Eichsfeld in Schloss-Glockenhaus verbracht; 1713 von Schlosskapelle in Jakobskirche verbracht; Zweiter Weltkrieg nach Hamburg abgeliefert (11-23-375); 1950 Rückkehr [2. Liste 19.1.1951] |
| Weimar                       | Jakobskirche                                                                  |                        | Franz Schilling Söhne (Apolda)                                                                                                   | Bronze                                           | 1964                 | 820                                                             | 452                                                    | h1 | "Trinitatis-Geläut" - "Heiliger Geist"; Hals Gießerzeichen; langgestrecktes Salbeiblatt; Schulter /Komm heiliger GEIST erfüll die HERZEN deiner GLÄUBIGEN/ /Und entzünd in Ihnen das FEUER deiner göttlichen LIEBE (♰ zwischen den Zeilen am Ende)/ Flanke Relief einer Taube | 1713 Bronzeglocke Nicolaus Jonas Sorber (Weimar); 1917 eingeschmolzen; 1930 Bronzeglocke Franz Schilling Söhne (Apolda); Verlust im Zweiten Weltkrieg (eingeschmolzen) |
| Weimar                       | Kändlerglocken im Stadtschloss (Klassik Stiftung Weimar)                      |                        | Johann Joachim Kändler (Dresden)                                                                                                 | Porzellan                                        | 1741                 |                                                                 |                                                        | | Schale 39: 240 mm/ Becher 39 (konisch): 120 mm/ 160 mm (hoch) | 48teiliges Glockenspiel in Schalen- und Becherform mit Streublumen und Wappen der Familie der Auftraggeberin Gräfin Brühl-Kalowrat (Dresden); mit samtbezogenen Stäben angeschlagen; 1835 Übergabe an Großherzog in Weimar; 1965 Gutachten; noch vorhanden: 3 Glocken in Becherform und 6 Schalen [eine zerbrochen] |
| Weimar                       | Kreuzkirche                                                                   |                        | Franz Schilling Söhne (Apolda)                                                                                                   | Bronze                                           | 1962                 | 920                                                             | 500                                                    | a1 | Schulter /+ EIN FESTE BURG IST UNSER GOTT +/ Flanke /AUF/ | |
| Weimar                       | Kreuzkirche                                                                   |                        | Franz Schilling Söhne (Apolda)                                                                                                   | Bronze                                           | 1962                 | 810                                                             | 350                                                    | h1 | Schulter /+ ERHALT UNS HERR BEI DEINEM WORT +/ Flanke /ER-/ | |
| Weimar                       | Kreuzkirche                                                                   |                        | Franz Schilling Söhne (Apolda)                                                                                                   | Bronze                                           | 1962                 | 750                                                             | 290                                                    | c2 / cis2 | Schulter/+ O LAND LAND LAND HÖRE DES HERREN WORT +/ Flanke /DEN/ | |
| Weimar                       | Kreuzkirche                                                                   |                        | Franz Schilling Söhne (Apolda)                                                                                                   | Bronze                                           | 1962                 | 670                                                             | 200                                                    | d2 | Schulter /+ KÄMPFE DEN GUTEN KAMPF DES GLAUBENS ERGREIFE DAS EWIGE LEBEN/ /DAZU DU AUCH BERUFEN BIST +/ [fließender Zeilenübergang] Flanke /FRIED/ | |
| Weimar                       | Kreuzkirche                                                                   |                        | Franz Schilling Söhne (Apolda)                                                                                                   | Bronze                                           | 1962                 | 600                                                             | 140                                                    | e2 | Schulter /+ NUN ABER BLEIBT GLAUBE HOFFNUNG LIEBE DIESE DREI ABER DIE LIEBE/ /IST DIE GRÖSSTE UNTER IHNEN +/ [fließender Zeilenübergang] Flanke /UND/ | |
| Weimar                       | Kreuzkirche Reiter                                                            |                        | Schiffsglocke | Bronze                                           | 1879                 |                                                                 |                                                        | | Schulter Kordelsteg Flanke /S.M.S. GNEISENAU/ Flanke (andere Seite) Relief eines doppelköpfigen Adlers Wolm ein runder Reifen Schlag Kordelsteg | 1906 Bronzeglocke "Taufglöckchen" Voß & Sohn (Stettin); 1928 angebracht und geweiht; 1931 Foto mit leerem Joch im Dachreiter; 1931/33 Bronzeglocke Franz Schilling Söhne (Apolda) [Planung/ nicht ausgeführt]; 1879 Stapellauf der SMS Gneisenau in Danzig; 1900 vor Málaga auf Hafenmole aufgelaufen; Glocke geborgen; 2006 in Dachreiter gefügt |
| Weimar                       | Melanchthonkapelle (separater Glockenturm)                                    |                        | Karlsruher Glocken- und Kunstgießerei GmbH & Co. KG (Karlsruhe); seit 1988 in Besitz Glockengießerei Rudolf Perner (Passau)      | Bronze                                           | 1994                 | 650                                                             |                                                        | b2 | Flanke Relief eines Kreuzes über einer aufgeschlagenen Bibel mit Alpha und Omega Wolm /FIDES NON ALUID NIST FEDUCIA MISERICORDIAE//MELANCHTON/ Wolm (andere Seite) /19 Gießerzeichen [Kreuz über drei Wappen] 94 //Karlsruher Glockengießerei//MELANCHTONSPRENGEL WEIMAR/ | 1955 Bronzeglocke Franz Schilling Söhne (Apolda); 1988 nicht mehr vorhanden; 1994 Lagerung der Schwabsdorfer Glocke in der Kapelle; 1997 Rückführung der Schwabsdorfer Glocke |
| Weimar                       | Musikschule „Johann Nepomuk Hummel“ Glockenspiel                              |                        | Graf Henneberg Kristall GmbH (Schmiedefeld)                                                                                      | Glas                                             | 2000 & 2023          | 260; 255; 220; 185                                              |                                                        | f4; g4; a4; c5 | Nr. 3: Flanke Violinschlüssel | 1839 und 1842 zwei Bronzeglocken Carl Friedrich Ulrich/ Gießer: Johann Heinrich Ulrich (Apolda); 1917 abgeliefert; 1917 Eisenhartgussglocken Leopold Tröscher (Weimar); 2000 Glasglockenspiel Montage: Klaus Ferner (Niederau/ Dresden); 2018 Sturmschaden; 2023 Ersatzglocke aus Lagerbestand in Lauscha - Montage: Glocken & Turmuhren Christian Beck (Kölleda); Melodie Gott ist mein König |
| Weimar                       | Rathaus Glockenspiel                                                          |                        | Prof. Paul-Emil Börner in Tradition von Johann Joachim Kändler (Meißen)                                                          | Porzellan                                        | 1929                 |                                                                 |                                                        | a0; b0; h0; c1; cis1; d1; dis1; e1; f1; fis1; g1; gis1; a1; b1/ais1; h1; c2; cis2; d2; dis2; e2; f2; fis2; g2; gis2; a2; b2/ais2; h2; c3; cis3; d3; dis3; e3; f3; fis3; g3 | Hals blaue gekreuzte Schwerter Schulter Nominal und Nummer im Geläut Flanke einer Glocke: schwarze gekreuzte Schwerter | 1839 zwei Bronzeglocken Carl Friedrich Ulrich (Apolda); 1917 Ablieferung (einschmelzen); 1920 Eisenhartgussglocken Schilling & Lattermann (Apolda und Morgenröthe) (in Planung); 1921 Bronzeglocke „Ratsglocke“ Gebrüder Ulrich/ Gießer: Heinrich Ulrich (Apolda); 1942 Abnahme (einschmelzen – abschlägige Aussage zur Rückführung); 1965 12 Glocken auf Dachboden des Rathauses gefunden und später mit weiteren 23 auf 35 ergänzt; 1968 im Turm des Gärtnerhauses der Orangerie Schloss Belvedere aufgehängt; schlechte Hängung, deshalb baldiger Abbau und erneutes Verpacken in die Kisten; Lagerung auf dem Dachboden; später Umlagerung in Kohlenkeller; 1975 einige Glocken auf Floß montiert und über Weimarhallenteich geschaukelt; 1983 Auffindung der Glocken im Gärtnerhaus in Belvedere; 1987 Klaus Ferner (Niederau bei Dresden) und Porzellanmanufaktur Meißen (Übergabe des restaurierten Glockenspiels); 1987 Einweihung; elektronische Steuerung und von Hand spielbare Klaviatur; 1992 Blitzschlag/ Ausfall der Elektronik; 1992 zweite Einweihung |
| Weimar                       | Schlossturm Schlagglocke                                                      |                        | Heinrich C[Z]ieg[e]ler (Erfurt)                                                                                                  | Bronze                                           | 1544                 | 1060                                                            | 1000                                                   | f1 | Schulter stehender Mäanderfries über zwei scharfen runden Reifen; zwischen zwei doppelten runden Reifen / [Hand mit kleinem Baum] H C [Hand mit kleinem Baum] V D M I E [E in Schreibschrift] 1544/ hängender Bogenfries mit Blättern an den Bogenenden und Nasen Flanke Relief des Kopfes eines jüngeren Mannes [Christus?] Flanke (andere Seite) Relief des Kopfes eines alten Mannes Wolm ein runder Reifen | |
| Weimar                       | Schlossturm Schlagglocke                                                      |                        | unbezeichnet | Bronze                                           | 1525                 |                                                                 | 625                                                    | g2 | Schulter zwischen zwei doppelten runden Reifen / ✿ ✿ ✿ 1525 ✿ ✿ ✿ Wolm ein runder Reifen | |
| Weimar                       | Schlossturm                                                                   |                        | Nicolaus Jonas Sorber (Weimar)                                                                                                   | Bronze                                           | 1712                 | 2330                                                            | 8000                                                   | e0 oder f0 | Schulter an der Haubenkante Blattranke mit Früchten; zu beiden Seiten eine aufrecht stehende, mandelförmig aufgesprungene Frucht ; eine liegende wellenförmige Blattranke von einem Perlenstab begrenzt /SERENISSIMO PRINCIPE AC D[OMI]NO DNO WILHELMO ERNESTO DUCE SAXON[IAE] • I [ULICH] • C[LEVE] • M[ONS] • A[NGRIAE] & W[ESTPHALIAE] • ETC • ANNOS • LI • NATO • //XXXI REGNANTE • CAMPANA HAEC EX PURIORI FODINARUM ILLMEN • NAVIENSIUM METALLO FUSA • AN[NOS] • MDCCXII •/ Fries aus hängenden Akanthusblättern [Übertragung: /Unter der Herrschaft des allehrwürdigen Fürsten und Herrn, Herrn Wilhelm Ernst, Herzog zu Sachsen, Jülich, Cleve, Berg, Engern & Westphalen etc. in seinem 51. Geburtsjahr im 31. seiner Regierung wurde diese Glocke aus sehr reinem Metall der Ilmenauer gruben gegossen im Jahre 1712/] Flanke Landeswappen des Herzogtums Sachsen-Weimar und Symbol der einzelnen Landesteile Flanke (andere Seite) herzogliches Monogramm mit Fürstenhut /OMNIA CUM DEO ET NIHIL SINE EO/ Wolm zwei runde Reifen Schlag ein runder Reifen /DURCH GOTTES HÜLF GOS MICH NICOLAUS IONAS SURBER VON ERFURT IN WEIMAR/ | ältestes und zweitgrößtes weltliches Geläut im mitteldeutschen Raum/ erstes weltliches Geläut/ einziges noch gesamt erhaltenes Barockgeläut eines Gießers; Anschlagstellen auf Schlagkanten außen (Hammernutzung); schwingt aus Schalluken hinaus (großer Schwingungsbogen); 1942 nach Ilsenburg abgeliefert (11-23-364 C); 1949 Rückkehr aus Bleihütte Call an der Eifel [Heller/ Mende] od. aufgefunden in Hettstedt |
| Weimar                       | Schlossturm                                                                   |                        | Nicolaus Jonas Sorber (Weimar)                                                                                                   | Bronze                                           | 1712                 | 1863                                                            | 5000 oder 4200                                         | gis0 oder as0 | Schulter an der Haubenkante Blattranke mit Früchten; zu beiden Seiten eine aufrecht stehende, mandelförmig aufgesprungene Frucht ; eine liegende wellenförmige Blattranke von einem Perlenstab begrenzt /SERENISSIMO PRINCIPE AC D[OMI]NO DNO WILHELMO ERNESTO DUCE SAXON[IAE] •I [ULICH] • C[LEVE] • M[ONS] • A[NGRIAE] & W[ESTPHALIAE] • ETC • ANNOS • LI • NATO •//XXXI REGNANTE • CAMPANA HAEC EX PURIORI FODINARUM ILLMEN • NAVIENSIUM METALLO FUSA • AN[NOS] • MDCCXII • / unter Inschrift Fries aus hängenden Akanthusblättern Flanke Landeswappen des Herzogtums Sachsen-Weimar und Symbol der einzelnen Landesteile; herzogliches Monogramm mit Fürstenhut /OMNIA CUM DEO ET NIHIL SINE EO/ Wolm drei runde Reifen Schlag /DURCH GOTTES HÜLF GOS MICH NICOLAUS JONAS SURBER VON ERFURT IN WEIMAR/ ein runder Reifen | Anschlagstellen auf Schlagkanten außen (Hammernutzung) |
| Weimar                       | Schlossturm                                                                   |                        | Nicolaus Jonas Sorber (Weimar)                                                                                                   | Bronze                                           | 1712                 | 1462                                                            | 2000                                                   | h0 oder c1 oder des1 | Schulter an der Haubenkante Blattranke mit Früchten; zu beiden Seiten eine aufrecht stehende, mandelförmig aufgesprungene Frucht ; eine liegende wellenförmige Blattranke von einem Perlenstab begrenzt SERENISSIMO PRINCIPE AC D[OMI]NO DNO WILHELMO ERNESTO DUCE SAXON[IAE] • I [ULICH] • C[LEVE] • M[ONS] • A[NGRIAE] & W[ESTPHALIAE] • ETC • ANNOS • LI • NATO •//XXXI REGNANTE • CAMPANA HAEC EX PURIORI FODINARUM ILLMEN • NAVIENSIUM METALLO FUSA • AN[NOS] • MDCCXII •/ Fries aus hängenden Akanthusblättern Flanke Landeswappen des Herzogtums Sachsen-Weimar und Symbol der einzelnen Landesteile; herzogliches Monogramm mit Fürstenhut /OMNIA CUM DEO ET NIHIL SINE EO/ Wolm zwei runde Reifen Schlag ein runder Reifen /DURCH GOTTES HÜLF GOS MICH NICOLAUS JONAS SURBER VON ERFURT IN WEIMAR/ | |
| Weimar                       | Schlossturm                                                                   |                        | Nicolaus Jonas Sorber (Weimar)                                                                                                   | Bronze                                           | 1712                 | 1158                                                            | 1200 oder 1000                                         | dis1 oder es1 oder e1 | Schulter an der Haubenkante Blattranke mit Früchten; zu beiden Seiten eine aufrecht stehende, mandelförmig aufgesprungene Frucht ; eine liegende wellenförmige Blattranke von einem Perlenstab begrenzt /SERENISSIMO PRINCIPE AC D[OMI]NO DNO WILHELMO ERNESTO DUCE SAXON[IAE] • I[ULICH] • C[LEVE] • M[ONS] • A[NGRIAE] & W[ESTPHALIAE] • ETC • ANNOS • LI • NATO •//XXXI REGNANTE • CAMPANA HAEC EX PURIORI FODINARUM ILLMEN • NAVIENSIUM METALLO FUSA • AN[NOS] • MDCCXII •/ Fries aus hängenden Akanthusblättern Flanke Landeswappen des Herzogtums Sachsen-Weimar und Symbol der einzelnen Landesteile; herzogliches Monogramm mit Fürstenhut /OMNIA CUM DEO ET NIHIL SINE EO/ Wolm zwei runde Reifen Schlag ein runder Reifen /DURCH GOTTES HÜLF GOS MICH NICOLAUS JONAS SURBER VON ERFURT IN WEIMAR/ | |
| Weimar                       | Schlossturm                                                                   |                        | Nicolaus Jonas Sorber (Weimar)                                                                                                   | Bronze                                           | 1725                 | 950                                                             | 600                                                    | g1 oder b1 | Schulter an der Haubenkante Blattranke mit Früchten; zu beiden Seiten eine aufrecht stehende, mandelförmig aufgesprungene Frucht ; eine liegende wellenförmige Blattranke von einem Perlenstab begrenzt /SERENISSIMO PRINCIPE AC D[OMI]NO DNO WILHELMO ERNESTO DUCE SAXON[IAE] • I [ULICH] • C[LEVE] • M[ONS] • A[NGRIAE] & W[ESTPHALIAE] • ETC • ANNOS • LI • NATO •//XXXI REGNANTE • CAMPANA HAEC EX PURIORI FODINARUM ILLMEN • NAVIENSIUM METALLO FUSA • AN[NOS] • MDCCXII •/ Fries aus hängenden Akanthusblättern Flanke Landeswappen des Herzogtums Sachsen-Weimar und Symbol der einzelnen Landesteile; herzogliches Monogramm mit Fürstenhut /OMNIA CUM DEO ET NIHIL SINE EO/ Wolm zwei runde Reifen Schlag ein runder Reifen /CUM VERO RIMAM EGISSET • A • MDCCXXV • EODEM ANNO CONFLATA AC RESTITUTAEST • FUNDERAT • MEN • I • SORBER/ | 1712 Bronzeglocke Nikolaus Jonas Sorber (Weimar); 1725 zersprungen |
| Weimar                       | Sophienpark                                                                   |                        | unbezeichnet | Bronze                                           | 15. Jh.              | 715                                                             | 235                                                    | d2 | Schulter zwischen zwei Schnurstegen /gruis ◊ dich ◊ maria ◊ du • bis ◊ vol ◊ genaden ◊ der ◊ her ◊ is ◊ mit ◊ dir ◊ du ◊ bis ◊ gebenedit [außerhalb der Schriftzeile] ◊ vor ◊ got ✠/ Schlag Rundsteg | heute älteste Glocke Weimars; Marienglocke; mehrere 100 Jahre Gemeindeglocke einer Landgemeinde; 1942 abgehangen und zum Glockenfriedhof nach Hamburg überführt; Bischof Moritz Mitzenheim ließ sie nach Weimar „rückführen“; 1953 sollte sie Aufnahme im Geläut der Stadtkirche „St. Peter & Paul“ finden; neben Herder-Grab als Spendenglocke der Stadtkirche aufgestellt; 2007 Übernahme für den Glockenturm im Sophienpark als „Jubilate“ |
| Weimar                       | Stadtkirche St. Peter & Paul Herderkirche                                     |                        | Glockengießerei Rudolf Perner (Passau)                                                                                           | Bronze                                           | 2009                 | 1650                                                            | 2650 oder 3000 kg                                      | h0 | Schulter zwischen zwei runden Reifen /Stadtkirche St. Peter und Paul-Weimar 2009/ Schulter (andere Seite) / Gießerzeichen/ Flanke /SOLA FIDE SOLA GRATIA SOLA SCRIPTURA /[Linienrelief: Beten – Flehen; Linienrelief: Segnen - Helfen; Linienrelief: Lesen] (Schmuck von Walter Sachs) | 1566 Bronzeglocke Wolff Hillinger d. J. od. Hilger (Freyberg); 1587 zersprungen; 1587 Bronzeglocke Melchior Möring[k] (Erfurt); 1588 zersprungen; 1589 Bronzeglocke Melchior Möring[k] (Erfurt); 1602 zersprungen; 1604 Bronzeglocke Hermann König[k] (Erfurt); Verlust Erster Weltkrieg (einschmelzen); 1922 Eisenhartgussglocke Schilling & Lattermann (Apolda und Morgenröthe); 2011 in Landgut Holzdorf abgegeben |
| Weimar                       | Stadtkirche St. Peter & Paul Herderkirche                                     |                        | Glockengießerei Rudolf Perner (Passau)                                                                                           | Bronze                                           | 2009                 | 1460                                                            | 1850 oder 1930                                         | cis1 | Schulter zwischen zwei runden Reifen /Stadtkirche St. Peter und Paul-Weimar 2009/ Schulter (andere Seite) / Gießerzeichen/ Flanke /Licht Liebe Leben/[Linienrelief: In Betrachtung (Denker); Linienrelief:In Zuneigung (Mutter, Kind); Linienrelief: Baum] (Schuck von Walter Sachs) | 1632/ 37 Bronzeglocke Jacob König[k] (Erfurt); 1850 Feuer – Riss; 1851 Bronzeglocke Carl Friedrich Ulrich (Apolda)[klanglich nicht ganz rein]; Verlust im Ersten Weltkrieg (einschmelzen); 1922 Eisenhartgussglocke Schilling & Lattermann (Apolda und Morgenröthe) Nr. 3619; 2011 in Landgut Holzdorf abgegeben |
| Weimar                       | Stadtkirche St. Peter & Paul Herderkirche                                     |                        | Glockengießerei Rudolf Perner (Passau)                                                                                           | Bronze                                           | 2009                 | 1250                                                            | 1200 oder 1382                                         | e1 | Schulter zwischen zwei runden Reifen /Stadtkirche St. Peter und Paul-Weimar 2009/ Schulter (andere Seite) Gießerzeichen Flanke /SOLI DEO GLORIA/[Linienrelief: Bläser; Linienrelief: Streicher; Linienrelief: Sänger] (Schmuck von Walter Sachs) | 1566 Bronzeglocke Wolff Hillinger d.J oder Hilger [Bergner/ Mende] (Freyberg); 1616 Umguss; 1851 Bronzeglocke Gebrüder Ulrich (Apolda); 1888 Bronzeglocke Franz Schilling als C.F. Ulrich (Apolda) Nr. 597; Verlust im Ersten Weltkrieg (einschmelzen); 1922 Eisenhartgussglocke Schilling & Lattermann (Apolda und Morgenröthe) Nr. 3620; 2011 in Landgut Holzdorf abgegeben |
| Weimar                       | Stadtkirche St. Peter & Paul Herderkirche Guss                                |                        | Glockengießerei Rudolf Perner (Passau)                                                                                           |                                                  | 07.09. 2009          |                                                                 |                                                        | | | |
| Wersdorf                     | St. Nikolaus                                                                  |                        | Franz Schilling Söhne (Apolda)                                                                                                   | Bronze                                           | 1926                 | 620                                                             | 140                                                    | dis2 | Schulter zwischen zwei glatten Reifen Eichenlaubfries mit Früchten Flanke auf drei zarten runden Reifen stilisierter Christus am Kreuz /FRIEDE AUF ERDEN/ Flanke (andere Seite) /Gegossen im Jahre 1926//von Franz Schilling Soehne in Apolda/ Wolm drei runde Reifen Schlag zwei runde Reifen | 1550 Bronzeglocke "Scholastica" aus Erfurt unbezeichnet; 1810 aus Nordostturm des Erfurter Petersklosters ersteigert, als die Glocken verkauft wurden [bis 1892 (1)] [heute (2)]; 1892 Neuguss der damaligen kleinen Glocke als (1) – 1892 Bronzeglocke Franz Schilling; Verlust Erster Weltkrieg (eingeschmolzen); 1921 Bronzeglocke Franz Schilling Söhne (Apolda); 1944 vom Turm geholt und eingeschmolzen; 1961 Glocke aus Gehlberg gekauft |
| Wersdorf                     | St. Nikolaus                                                                  |                        | unbezeichnet | Bronze                                           | 1550                 | 640                                                             |                                                        | b1 | Schulter zwischen doppelten glatten Reifen /Anno d[omi]ni 1550 fvsa et baptisata sv m [in] h[onorem] scolastice virginis/ Halbbogenfensterfries mit Kreuzblumen an den Bogenenden Wolm ein runder Reifen Schlag ein runder Reifen | 1727 Bronzeglocke; 1828 Bronzeglocke Gebrüder Ulrich (Apolda); 1892 zersprungen; "Scholastica" aus Erfurt; 1989 zum Denkmal erklärt; vorletzte noch vorhandene Glocke des Klostergeläutes vom Petersberg (letzte in Isseroda) |
| Wickerstedt                  | St. Vitus                                                                     |                        | Johann Christoph Rose (Oßmannstedt)                                                                                              | Bronze                                           | 1719                 | 1010                                                            | 14 Zentner                                             | fis1 | Krone Kinderköpfe Schulter schmaler Blattfries aus nach oben öffnenden Akanthusvoluten vier Rolllinien, zwischen zwei und drei /GEDENKE DASS DU WILT GOTT DIENEN, DANCKEN, EHREN//ZUR KIRCHEN GEH, WENN ICH MICH LASSE HÖREN!/ breiter Fries aus großen Akanthusvoluten Flanke Weimarisches Wappen Wolm drei runde Reifen (mittlerer etwas aufwändiger) Schlag zwischen zwei runden Reifen /DURCH GOTTES HILFE GOSS MICH IOHANN CHRISTOPH ROSE IN OßMANNSTEDT NACH WICKERSTEDT 1719/ | 1719 großer Kirchenbrand; drei Glocken sind entweder geschmolzen oder zerborsten |
| Wickerstedt                  | St. Vitus                                                                     |                        | Matthäus Ulrich (* 1672 in Hessen)                                                                                               | Bronze                                           | 1710                 | 940                                                             | 550                                                    | gis1 | Schulter acht Rolllinien zwischen eins und zwei / ✿ ANNO 1710 ✿ MATTHAEUS ULRICH VON OST HEIM GOS MICH/zwischen drei und vier/ ☆ OVAE FVERAM RVRSVS TVBA SVM DE TVRRE CANORA./zwischen vier und fünf/ ☆ RVPTVRA ARTTFICIS [DESI] DESIIT ESSE MANV/ zwischen fünf und sechs/ ☆ MVNERE SIC PORRO QVO QVONDAM FVNGOR EODEM/zwischen sechs und sieben /AD TEMPLVM COETVS ACCELERARE IVBENS/zwischen sieben und acht/ BAV HERN • H • V • W •• D • B • S • HEILIGE • M • H • F • M • ALTEN • AMEREL/ Übertragung: Die Glocke, die ich gewesen, bin ich wieder, der Schar vom Turm aus wohlklingend,durch die Hand des Künstlers hörte der Riss auf zu sein,Ich verrichte wie einst dieselbe Aufgabe,indem ich auffordere, zur Versammlung ins (Gottes-) Haus zu eilen. Schulter (andere Seite) zwischen eins und zwei /SOLI DEO GLORIA SONDHEIM/zwischen drei und vier/T.T. • PRAEFECTO DN.IO. HENB. ROHNIO ☆ /zwischen vier und fünf/ INSPECTORE DN. BALTH. RAVPIO • ☆/zwischen fünf und sechs/ PASTORE • DN.GEORG. ISLEBIO ☆/zwischen sechs und sieben/ SCHVLTES JOHANN. REICHARD • / Wolm drei zarte runde Reifen Schlag zwei wuchtige runde Reifen | 1720/21 Bronzeglocke Johann Christoph Rose (Oßmannstedt); 1741 Bronzeglocke Johann Christoph Rose (Apolda); Verlust im Ersten Weltkrieg; 1926 Bronzeglocke Franz Schilling Söhne (Apolda); 1943 Ablieferung (Verlust);1950 aus Sondheim v.d. Rhön geschenkweise überlassen; Sondheimer Glocken lagerten durch Rückführung bei Schilling in Apolda; 1950 in Turm gehangen |
| Wickerstedt                  | St. Vitus                                                                     |                        | Franz Schilling Söhne (Apolda)                                                                                                   | Bronze                                           | 1951                 | 770                                                             | 270                                                    | h1 | Schulter zwischen zwei glatten Reifen /GOTT IST UNSERE ZUVERSICHT UND STÄRKE//EINE HILFE IN GROSSEN NÖTEN DIE UNS GETROFFEN//HABEN PS: 46/2/ Flanke Kreuz- in Trinitatisrelief über gekehltem Reifen Flanke (andere Seite) Gießerzeichen Schlag /MEIN KLANG LANDAUS LANDEIN SOLL [GOTTES RUF ZUM WORT UND] FRIEDEN SEIN; PS 46/2/ | 1722 Bronzeglocke Johann Christoph Rose (Apolda); 1822 zersprungen; 1825 Bronzeglocke Gebrüder Ulrich (Apolda); 1926 Bronzeglocke Franz Schilling Söhne (Apolda); 1943 Ablieferung (Verlust) |
| Wiegendorf                   | Dorfkirche Wiegendorf                                                         |                        | unbezeichnet | Bronze                                           | 1477                 | 692                                                             | 200                                                    | b1 | Schulter zwischen stark abgeschliffenen Stricklinien in Minuskeln /anno dni ☁ m ☁ cccc ☁ lxxvii ☁ maria/ Wolm zwei stumpfe Stricklinien Schlag zwei runde Reifen | Schäden am Schlag durch Glockenlager; Zweiter Weltkrieg nach Hamburg abgeliefert (11-23-302); 01.07.1950 Rückkehr |
| Wiegendorf                   | Dorfkirche Wiegendorf                                                         |                        | Franz Schilling Söhne (Apolda)                                                                                                   | Bronze                                           | 1926                 | 560                                                             | 105                                                    | f2 | Hals /1926 bin ich gesprung all • Gem • vors. R. Schlaeger liess m. umgiessen./ Schulter zwischen zwei starken Stricklinien wurde Schriftband der gesprungenen Glocke wieder eingesetzt /michaЄ [Є verdreht] l [Relief Bischof] g [unvollständig und seitenverkehrt] ar [r statt s] [Relief der Kreuzigung] paRa [Relief Madonna mit Kind] / Wolm drei kantige Reifen | Mitte 14. Jh. Bronzeglocke unbezeichnet; 1926 gesprungen |
| Willerstedt                  | St. Alban                                                                     |                        | Schilling & Lattermann (Apolda und Morgenröthe) Nr. 5766                                                                         | Eisen                                            | 1928                 | 1470                                                            | 25 Ztn.                                                | f1 | Hals 2189/ 28 Schulter schmaler Blütenfries zwischen zwei Reifen auf einem runden Reifen /IN HARTER ZEIT NACH KRIEGESMORDEN BIN ICH AUS ERZ ZU STAHL GEWORDEN. ☆ [liegende Blüte] ☆/liegender Stabfries zwischen doppelten runden Reifen; unter einem runden Reifen [kleinere Schrift als erste Zeile] /NEUGEGOSSEN IM JAHRE 1928 AUS GEMEINDEMITTELN FÜR DIE KIRCHE WILLERSTEDT AN STELLE DER VON HERRN GEHEIMEN COMMERZIENRAT DR. CURT ELSCHNER IN BERLIN//1922 GESTIFTETEN UND DURCH BLITZSCHLAG AM 9. AUGUST 1927 VERNICHTETEN GLOCKEN./ Wolm drei runde Reifen | 1712 existieren drei Glocken; 1733 Kirchenbrand – Schmelzen der Glocke; Glockengießer Joh. Christoph Rose aus Apolda wusch den Schutt und gewann drei Zentner Metall; 1733 Bronzeglocke Joh. Christoph Rose (Apolda); 1917 Abnahme und einschmelzen; 1922 Eisenhartgussglocke von Curt Elschner gestiftet; 09.08.1927 Absturz bei Brand nach Blitzeinschlag |
| Willerstedt                  | St. Alban                                                                     |                        | Schilling & Lattermann (Apolda und Morgenröthe) Nr. 5767                                                                         | Eisen                                            | 1928                 | 1150                                                            | 12 Zentner                                             | a1 | Hals 2189/ 28 Schulter Friese wie (1) auf einem runden Reifen /SO FEST WIE STAHL MUSS DER GLAUBE WERDEN. DANN KOMMEN BESSERE ZEITEN AUF ERDEN ☆ 1928. ☆/ ein runder Reifen Wolm drei runde Reifen | 1712 existieren drei Glocken; mittlere schadhaft; 1712 Bronzeglocke Nicolaus Jonas Sorber (Erfurt); 1733 Kirchenbrand – Schmelzen der Glocke; Glockengießer Joh. Christoph Rose aus Apolda wusch den Schutt und gewann drei Zentner Metall; 1733 Bronzeglocke; 1917 Abnahme und einschmelzen; 1922 Eisenhartgussglocke von Curt Elschner gestiftet; 09.08.1927 Absturz bei Brand nach Blitzeinschlag |
| Willerstedt                  | St. Alban                                                                     |                        | Schilling & Lattermann (Apolda und Morgenröthe) Nr. 5768                                                                         | Eisen                                            | 1928                 | 950                                                             | 7 Zentner                                              | c2 | Hals 2189/ 28 Schulter Friese wie (1) auf einem runden Reifen /EHRE SEI GOTT IN DER HÖHE. ☆ [liegende Blüte] ☆ 1928. ☆ [liegende Blüte] ☆[liegende Blüte] ☆/ein runder Reifen Wolm drei runde Reifen | 1712 existieren drei Glocken; 1733 Kirchenbrand; Schmelzen der Glocke; 1733 Bronzeglocke Joh. Christoph Rose (Apolda); 1917 Abnahme und einschmelzen; 1922 Eisenhartgussglocke von Curt Elschner gestiftet; 09.08.1927 Absturz bei Brand nach Blitzeinschlag |
| Wittersroda                  | Dorfkirche Wittersroda                                                        |                        | Schilling & Lattermann (Apolda und Morgenröthe) Nr. 1995                                                                         | Eisen                                            | 1921                 | 790                                                             | 209                                                    | dis2 | Hals B 45/ 21 Schulter zwischen doppelten runden Reifen /DIE LEBENDEN RUF ICH ZUR ANDACHT HERZU 1921./ | 1778 Bronzeglocke Johannes Mayer (Rudolstadt); 1875 Bronzeglocke – Umguss wegen „Würmern“; 1921 in Zahlung gegeben |
| Wittersroda                  | Dorfkirche Wittersroda                                                        |                        | Schilling & Lattermann (Apolda und Morgenröthe) Nr. 1996                                                                         | Eisen                                            | 1921                 | 660                                                             | 116                                                    | fis2 | Hals B 45/ 21 Schulter zwischen doppelten runden Reifen /DEN TOTEN LÄUTE ICH FRIEDEN UND RUH.//1921./ | 1875 Bronzeglocke – Umguss wegen „Würmern“; 1921 in Zahlung gegeben |
| Wohlsborn                    | Dorfkirche Wohlsborn                                                          |                        | Glockengießerei Bachert (Karlsruhe)                                                                                              | Bronze                                           | 2017                 | 920                                                             | 412                                                    | a1 | Flanke Darstellung eines Brunnens Wolm Gießerzeichen [Glocke mit Stadtwappen von Karlsruhe /MICH GOSS A. BACHERT KARLSRUHE. 2017/] Wolm (andere Seite) BEI DIR IST DIE QUELLE DES LEBENS UND IN DEINEM LICHTE SEHEN WIR DAS LICHT.PSALM 36,10 | 1776 Bronzeglocke Gebrüder Ulrich (Apolda); 1838 zersprungen; 1838 Bronzeglocke Gebr. Ulrich/ Gießer: Joh. Heinrich Ulrich (Apolda); 1918 Schilling & Lattermann; ab 2017 vor der Kirche |
| Wohlsborn                    | Dorfkirche Wohlsborn                                                          |                        | Glockengießerei Bachert (Karlsruhe)                                                                                              | Bronze                                           | 2017                 | 722                                                             | 202                                                    | cis2 | Flanke Relief einer Lutherrose Wolm Gießerzeichen [Glocke mit Stadtwappen von Karlsruhe Wolm (andere Seite) /MICH GOSS A. BACHERT KARLSRUHE. 2017/] ICH SCHENKE EUCH EIN NEUES HERZ UND LEGE EINEN NEUEN GEIST IN EUCH. HESEKIEL 36,26 | 1838 Bronzeglocke Gebr. Ulrich/ Gießer: Joh. Heinrich Ulrich (Apolda); Verlust im Ersten Weltkrieg (eingeschmolzen); 1918 Eisenhartguss; Schilling & Lattermann; 2017 abgehangen |
| Wohlsborn                    | Dorfkirche Wohlsborn                                                          |                        | Glockengießerei Bachert (Karlsruhe)                                                                                              | Bronze                                           | 2017                 | 602                                                             | 141                                                    | e2 | Flanke Darstellung von Weizenähren Wolm Gießerzeichen [Glocke mit Stadtwappen von Karlsruhe Wolm (andere Seite) /MICH GOSS A. BACHERT KARLSRUHE. 2017/] DIE ERDE IST VOLL DER GÜTE DES HERRN. PSALM 33,5 | 1838 zersprungen; 1838 Bronzeglocke Gebr. Ulrich/ Gießer: Joh. Heinrich Ulrich (Apolda); Verlust im Ersten Weltkrieg – eingeschmolzen; 1918 Eisenhartguss Schilling & Lattermann; 2017 abgehangen |
| Wohlsborn                    | Dorfkirche Wohlsborn davor stehend                                            |                        | Schilling & Lattermann (Apolda-Morgenröthe)                                                                                      | Eisenhartguss                                    | 1918                 | 1180                                                            | 630                                                    | as1 | Halsovales Gießerzeichen/R 21/ 18; Schulterzwischen zwei runden Reifen/EIN FESTE BURG IST UNSER GOTT./ Flanke /Kriegsjahr//1918./ | seit 2017 vor der Kirche stehend |
| Wormstedt                    | St. Georg                                                                     |                        | unbezeichnet | Bronze                                           | 1454                 | 1070                                                            | 14 Ztr.                                                | f1 oder g1 | Schulter zwischen doppelten Stricklinien/ ✠ in ◊ dcm ◊ liiii ◊ iare ◊ ben ◊ ich ◊ gegossen ◊ marien ◊ un ◊ vordroßen ✿ / Wolm zwei abgerundete Reifen Schlag zwei dünne Reifen | durfte im Ersten Weltkrieg hängen bleiben; Abgabe im Zweiten Weltkrieg nach Hamburg (11-23-310); 1949 Rückkehr; Weihnachten 1951 an alten Platz; 1952 zur Begrüßung des Neuen Jahres Mitternacht erstmaliges Läuten |
| Wormstedt                    | St. Georg                                                                     |                        | Schilling & Lattermann (Apolda und Morgenröthe)                                                                                  | Eisen                                            | 1921                 | 1020                                                            | 400 oder 440                                           | h1 | Hals B 283/ 21 Schulter zwischen doppelten runden Reifen /GOTT ZUR EHRE; DEN NACHKOMMEN ZUR LEHRE. ✿/ Flanke /OSTERN 1921./ | 1590 Bronzeglocke Eckar[d]t Kucher (Erfurt); 1898 Bronzeglocke Franz Schilling (Apolda) Nr. 1834; 1.Weltkrieg (auf dem Turm zerschlagen) |
| Wormstedt                    | St. Georg                                                                     |                        | Schilling & Lattermann (Apolda und Morgenröthe)                                                                                  | Eisen                                            | 1921                 | 860                                                             | 256                                                    | d2 | Hals B 283/ 21 Schulter zwischen doppelten runden Reifen /ERZ GAB ICH. EISEN EMPFING ICH ✿/ Flanke / Ostern 1921./ | 1571 Bronzeglocke Hans Moering[k] (Erfurt); 1722 oder 1772 zersprungen; 1742 oder 1772 Bronzeglocke Johann Georg und Johann Gottfried Ulrich (Apolda); 04.03.1857 zersprungen; 1857 Bronzeglocke Carl Friedrich Ulrich (Apolda); 1.Weltkrieg (auf dem Turm zerschlagen) |
| Zottelstedt (Apolda)         | Seierturm                                                                     |                        | Johann Christoph Rose (Oßmannstedt)                                                                                              | Bronze                                           | 1720                 | 650                                                             | 200                                                    | c2 | Schulter zwischen zwei runden Reifen /IN NAMEN GOTTES GOSS MICH IOHANN CHRISTOPH ROSE IN OSMANSTÆT 1720 –/ hängender Akanthusfries Wolm eine Wulst zwischen zwei Stegen | im Volksmund „Dreckglöcklein“ genannt, da es bei schlechtem Wetter am besten zu hören war |
| Zottelstedt (Apolda)         | St. Vitus                                                                     |                        | Schilling & Lattermann (Apolda und Morgenröte)                                                                                   | Eisen                                            | 1955                 | 1445                                                            | 1286                                                   | f1 | Schulter zwischen zwei flachen Reifen / ♰ Glaube – Wachet, stehet fest im Glauben/ Flanke / GEGOSSEN ALS ERSATZ// FÜR DIE ALTE GLOCKE//VON 1503 MIT DEN// BEIDEN ANDEREN// GLOCKEN AD 1955// GESTIFTET VON DER// KIRCHGEMEINDE// ZOTTELSTEDT/ | 1503 Bronzeglocke; 1748 Bronzeglocke Johann Christoph Rose (Apolda); Verlust im Ersten Weltkrieg (eingeschmolzen); 1925 Bronzeglocke Franz Schilling Söhne (Apolda) Nr. 9007; 1942 eingeschmolzen |
| Zottelstedt (Apolda)         | St. Vitus                                                                     |                        | Schilling & Lattermann (Apolda und Morgenröte)                                                                                   | Eisen                                            | 1955                 | 1130                                                            | 680                                                    | a1 | Schulter zwischen zwei flachen Reifen / ♰ HOFFNUNG – Christus ist unsere Hoffnung/ Flanke Christuszeichen als Relief | 1503 Bronzeglocke Heinrich C(Z)ieg(e)ler (Erfurt); 1956 Verkauf an Martinskirche (Apolda) |
| Zottelstedt (Apolda)         | St. Vitus                                                                     |                        | Schilling & Lattermann (Apolda und Morgenröte)                                                                                   | Eisen                                            | 1955                 | 935                                                             | 356                                                    | c2 | Schulter zwischen zwei flachen Reifen / ♰ LIEBE – Bleibet in der bruederlichen Liebe/ Flanke Relief eines Kreuzes über der Krippe | 1615 Bronzeglocke Melchior Moering[k] (Erfurt); 1908 gesprungen beim Einsegnen der Konfirmanden; 1908 Bronzeglocke Franz Schilling (Apolda); Verlust im Ersten Weltkrieg (eingeschmolzen); 1925 Bronzeglocke Franz Schilling Söhne (Apolda); Verlust Zweiter Weltkrieg (eingeschmolzen) |